# Lanciano
Lanciano (AFI: [laŋ̩ˈt͡ʃaːno], Langiànë in dialetto lancianese) è un comune italiano di 33 870 abitanti della provincia di Chieti, in Abruzzo, centro della Val di Sangro e meta di pellegrinaggi grazie al suo miracolo eucaristico.
Città di antica tradizione, fu capoluogo dei Frentani, municipio romano e successivamente capoluogo di distretto durante il Regno delle Due Sicilie, ebbe il titolo di città nel 1212 per volere di Federico II di Svevia. È inoltre insignita di medaglia d'oro al valor militare.

## Geografia fisica

### Territorio
Il territorio del comune di Lanciano si estende per 66 km² nella fascia collinare che dalle pendici della Maiella digrada verso il mare. Esso è composto prevalentemente da colline, ma comprende anche un'importante parte pianeggiante nella val di Sangro. La sua altimetria varia dai 33 m s.l.m., in contrada Serre vicino al fiume Sangro, fino ai 410 m s.l.m., che si raggiungono nella frazione San Nicolino al confine con Castel Frentano. Il centro cittadino è situato a 265 m s.l.m. (rilevati in Piazza del Plebiscito, davanti al Municipio).

### Clima
In base alla media trentennale di riferimento 1961-1990, la temperatura media del mese più freddo, gennaio, si attesta a +6,2 °C; quella dei mesi più caldi, luglio e agosto, è di +24,2 °C.
La neve cade tutti gli anni mediamente 2-3 volte, in qualche caso anche nel tardo autunno o ad inizio primavera; d'estate, specie in luglio ed agosto, non sono infrequenti i giorni di afa.

## Storia

### Età antica

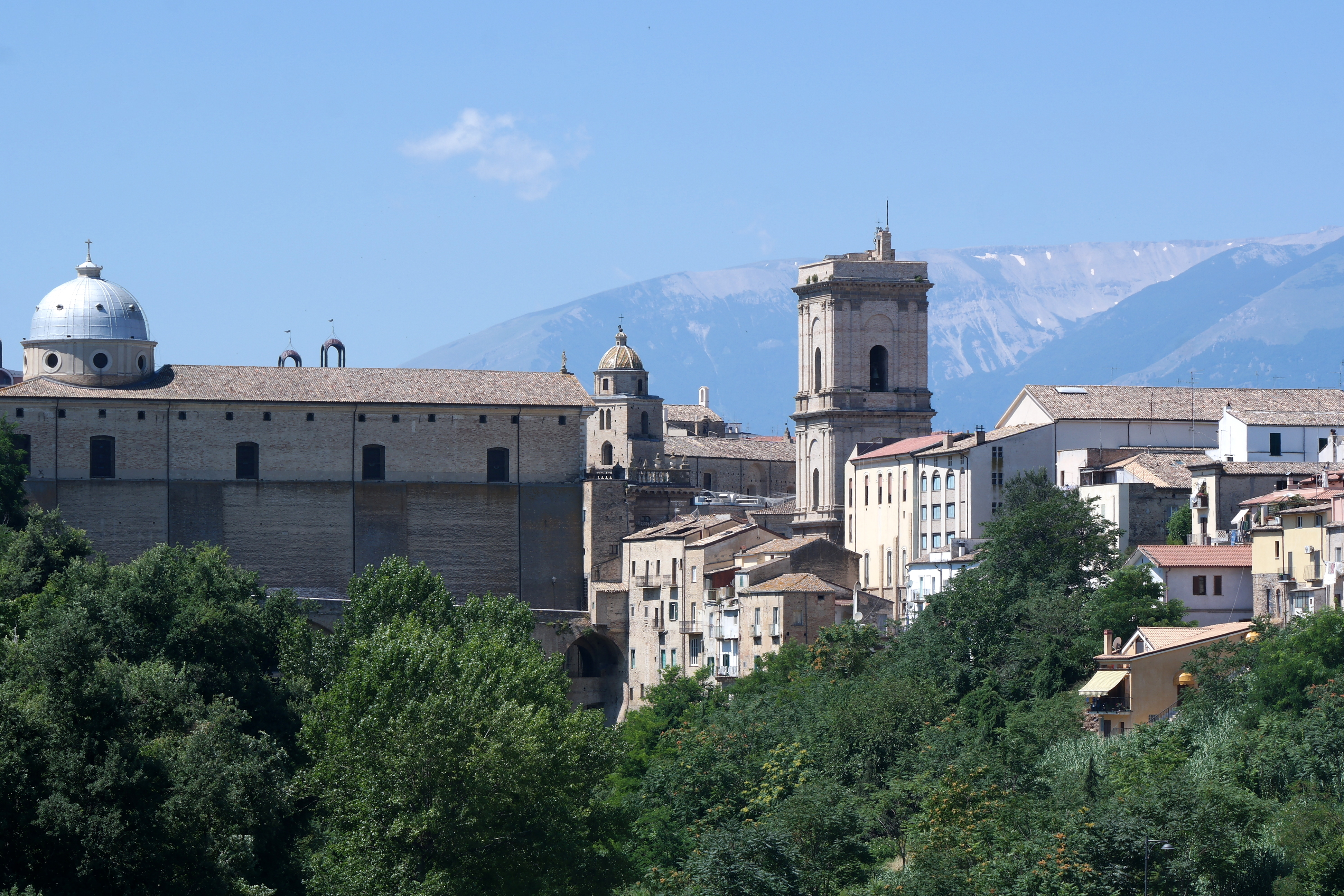
veduta del centro storico con la Cattedrale

Le origini di Lanciano affondano nel mito. La tradizione vuole che sia stata fondata nel 1179 a.C. da Solima, profugo troiano approdato in Italia insieme ad Enea, un anno dopo la distruzione della stessa Troia nel 1180 a.C., col nome di Anxanon o Anxia (dal nome di un compagno morto in guerra). Al di là dell'epica, la datazione potrebbe essere verosimile: infatti, alcuni ritrovamenti archeologici dimostrerebbero che il sito di Lanciano è stato abitato con continuità dal XII secolo a.C. Nei dintorni, inoltre, sono state rinvenute tracce di insediamenti neolitici fin dal V millennio a.C.
Secondo le notizie di alcuni storici romani (Varrone, Livio e Plinio il Vecchio), in seguito Anxanon fu capitale del popolo frentano, popolo di stirpe sannitica che occupò l'area costiera tra il Pescara ed il Fortore a partire dal V secolo a.C.. Dopo la sconfitta subita nel 304 a.C. i Frentani divennero foederati dei Romani, status che conservarono fino al termine della guerra sociale, quando ebbero la cittadinanza romana. Fu allora che la città fu ordinata in seno alla Repubblica Romana come municipium. In quest'epoca dovette subire la romanizzazione del nome, da Anxanon in Anxanum.
Fin dall'età antica la città ha dovuto la sua prosperità al commercio, che in epoca romana si svolgeva attraverso le fiere chiamate nundinae. Questa vocazione le deriva da una collocazione "strategica": è a pochi chilometri dal mare ma è in collina, quindi meglio difendibile; inoltre, è vicino ad un'antichissima rotta commerciale che collegava la Puglia all'Italia settentrionale già in età preromana. Questo tracciato, probabilmente legato al tratturo L'Aquila-Foggia per la transumanza delle greggi, in epoca romana divenne una strada (la via Flaminia Adriatica) che partiva da Hostia Aterni (poi Pescara) ed arrivava fino in Puglia passando per Ortona, Anxanum e Histonium (Vasto).

### Medioevo
Con il crollo dell'Impero Romano, Lanciano subì saccheggi dai Goti. In seguito, con l'invasione dell'Italia da parte dei Longobardi, fu conquistata e rasa al suolo (probabilmente nel 571). I nuovi dominatori si insediarono sul colle Erminio, intorno al quale cominciò a ricostituirsi un nucleo abitativo. Da questo trarrà origine il più antico quartiere medioevale: Lancianovecchia. Lanciano dovette poi subire la conquista bizantina nel 610 e, sul finire dell'VIII secolo, quella dei Franchi, i quali l'aggregarono prima al ducato di Spoleto e poi a quello di Benevento.
Nel 1060 fu annessa dai Normanni all'istituendo Regno di Sicilia (che diverrà Regno di Napoli nel 1372) grazie all'occupazione armata di Ugo Malmozzetto, alla guida delle truppe del conte Roberto I di Loritello che la scelse come sede della sua contea. Di fatto, Lanciano seguì le vicende politiche e dinastiche di questo regno fino all'Unità d'Italia. Estinta che fu la dinastia Normanna, vide il susseguirsi delle dominazioni degli Svevi, degli Angioini e degli Aragonesi.
Lanciano prosperò grazie al rifiorire delle sue fiere (una in maggio ed una in settembre), tanto da diventare, nel Trecento, il più grande centro abitato d'Abruzzo (6500 abitanti nel 1340).
L'incremento demografico si accompagnò all'espansione urbanistica del centro urbano: tra XI e XII secolo furono edificati gli altri quartieri storici e fu ultimata la nuova cinta muraria, dotata di nove porte (solo una delle quali è sopravvissuta fino ad oggi: Porta San Biagio). La struttura urbana di Lanciano arrivò così ad essere quella tuttora visibile nel centro storico.
La sua importanza come emporio fu riconosciuta conferendole lo status di università demaniale, cioè di città non sottoposta a nessun feudatario, ma amministrata direttamente dal re. Questo privilegio le fu accordato nel 1212 dall'imperatore Federico II di Svevia e fu confermato e reso perpetuo nel 1259 da Manfredi, re di Sicilia. Ad esso si accompagnava l'esenzione delle merci da dazi e dogane ed il diritto di eleggere, oltre agli amministratori ordinari, un magistrato, detto Mastrogiurato, che durante le fiere deteneva i poteri normalmente in mano al Giudice Regio.

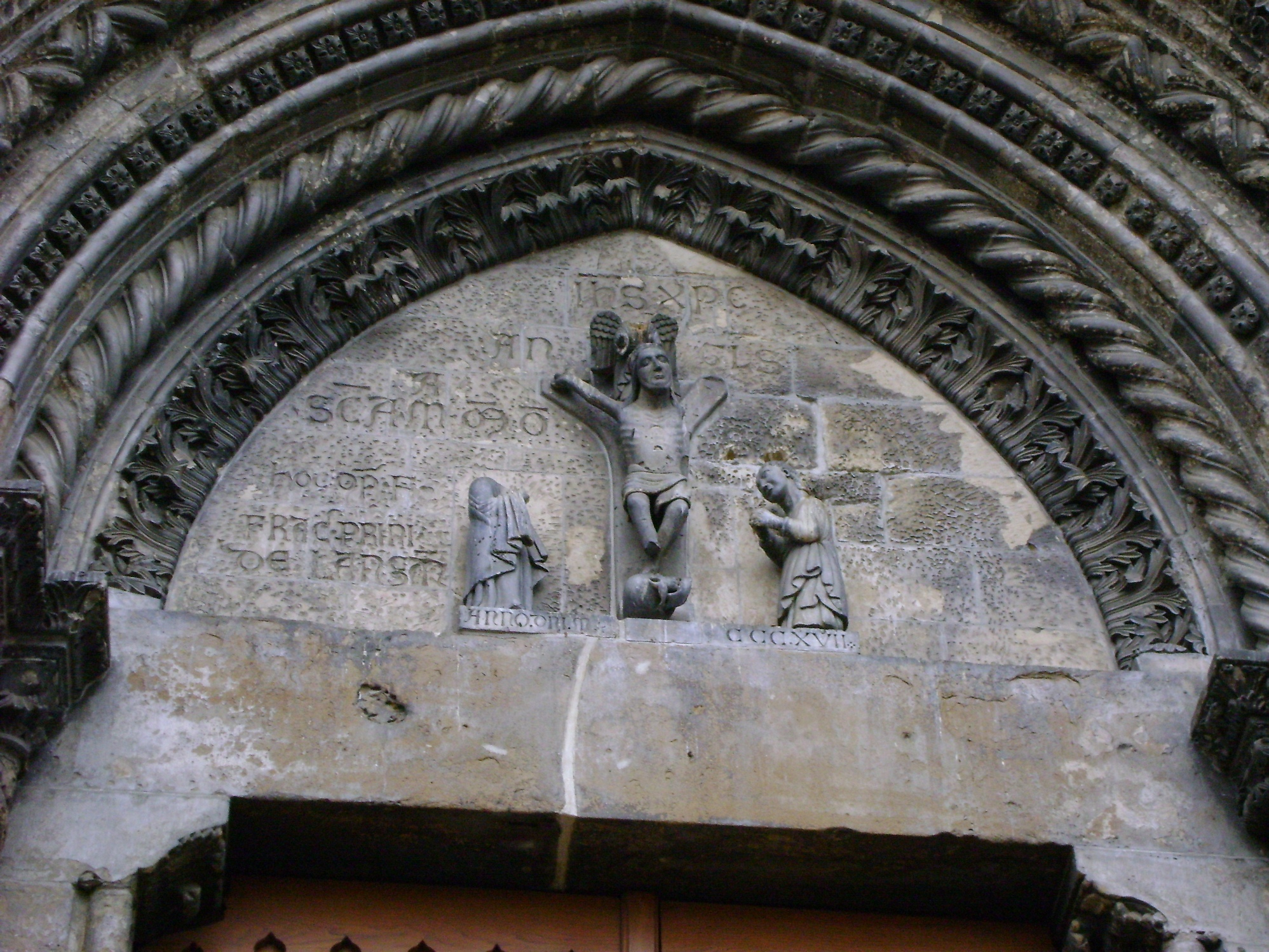
Lunetta del portale della chiesa di Santa Maria Maggiore del 1317

Fin dal Medioevo, a Lanciano sorsero molte industrie: in primo luogo, fabbriche di tele finissime e di stoffe di lana e seriche. Nel XV secolo si affermarono molte altre produzioni: le ceramiche, la fabbricazione degli aghi, l'oreficeria e l'industria del ferro, dei bronzi, dei cuoi e delle pelli.
In quest'epoca, una rivalità particolare si instaurò con la vicina città di Ortona, che era il porto preferenziale per l'afflusso delle merci alle fiere, a causa dei dazi che questa città imponeva sulle merci che vi transitavano. Sul finire del XIV secolo Lanciano ottenne dall'Abbazia di San Giovanni in Venere la concessione per costruire un porto a San Vito: ciò fu motivo di nuove guerre con gli ortonesi, composte solo dalla mediazione di San Giovanni da Capestrano nel 1427.
Nel 1441 re Alfonso V d'Aragona ripagò l'appoggio avuto contro gli Angioini, concedendo a Lanciano il diritto di battere moneta mediante l'istituzione di una Zecca. All'apice della sua ricchezza, la città arrivò a possedere più di 40 feudi. Un riconoscimento dell'importanza raggiunta fu l'istituzione, nel 1515, di una diocesi distinta da quella di Chieti, poi elevata ad arcidiocesi nel 1562.

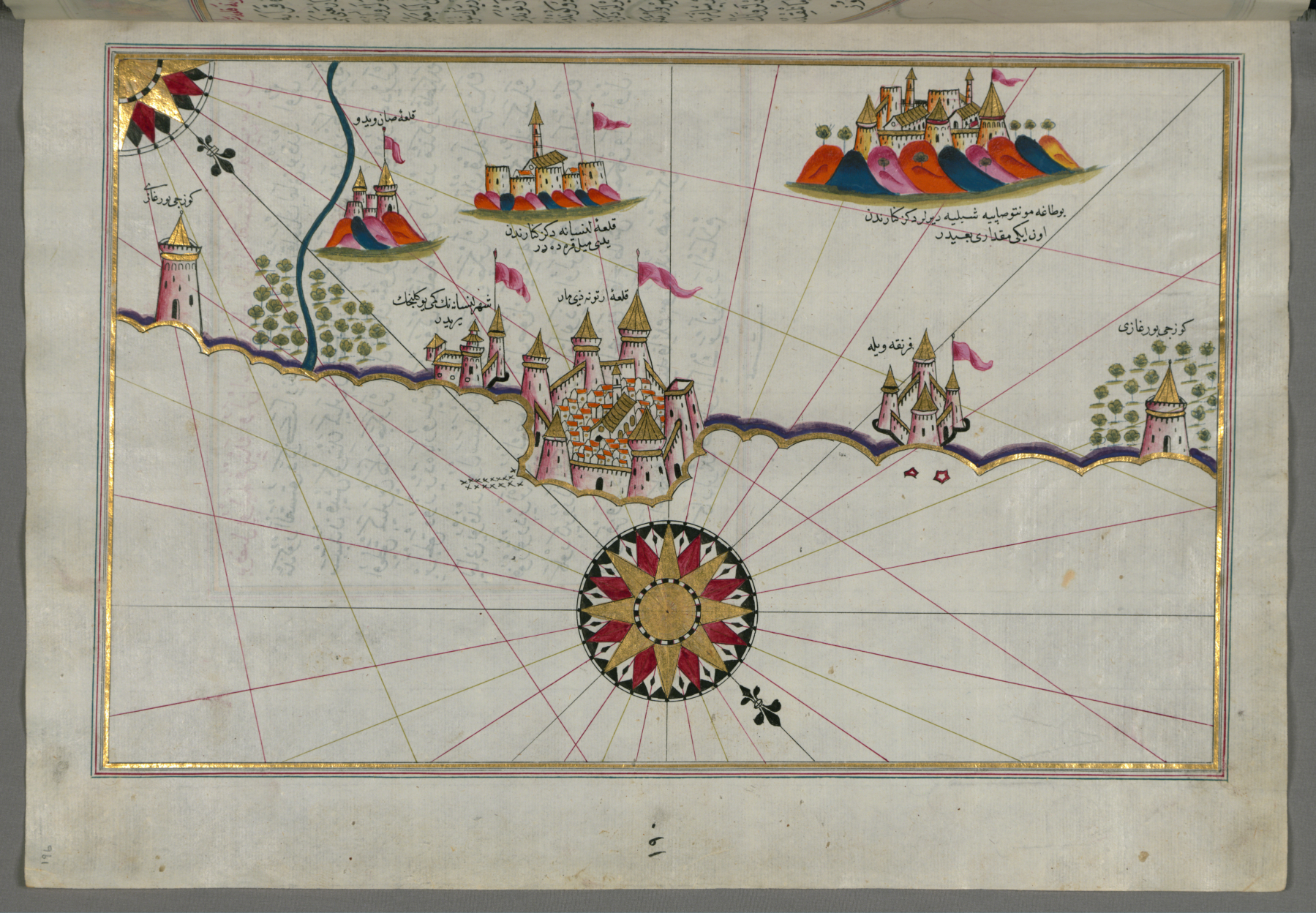
Mappa medievale della fortezza di Lanciano opera di Piri Reìs

### Dal Cinquecento ad oggi

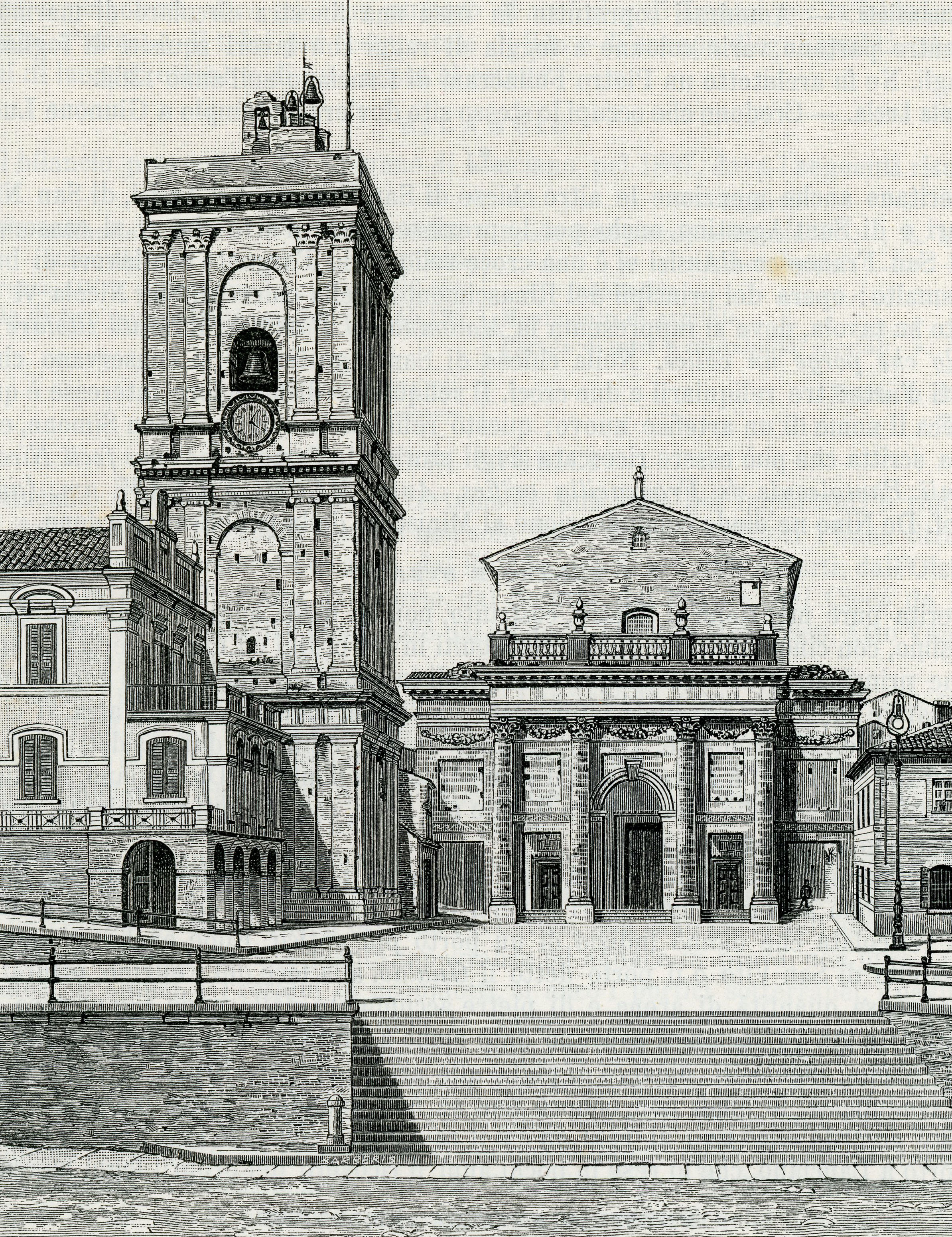
Cattedrale di Santa Maria del Ponte nel 1899

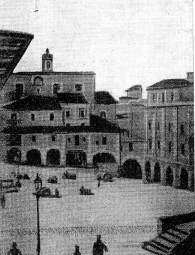
Piazza del Plebiscito nel 1870

Nel Cinquecento ebbe inizio una fase di declino per l'economia lancianese. Nel 1544 Lanciano perse molti dei suoi feudi a causa del suo sostegno a Francesco I, re di Francia, nella guerra contro l'imperatore Carlo V d'Asburgo. In quegli stessi anni, il regno di Napoli perdeva la sua autonomia, riducendosi ad una pedina di scambio nelle contese tra le grandi potenze europee. A causa della sua posizione di frontiera, l'Abruzzo soffrì particolarmente per queste contese, che videro opposti spagnoli e francesi per tutti il XVI ed il XVII secolo e sfociarono nella guerra aperta tra spagnoli ed austriaci all'inizio del XVIII secolo. Anche Lanciano, nel suo piccolo, risentì di questo quadro ed andò in crisi a causa dell'incapacità amministrativa dei Capitani del Popolo spagnoli e dei forti tributi imposti.
Nel 1640 Lanciano, che fino ad allora aveva goduto dello status di città demaniale, venne venduta su iniziativa del viceré di Napoli a Alessandro Pallavicino di Zibello. L'infeudazione diede inizio ad una lunga vertenza tra Alessandro Pallavicino e la città. Le autorità locali riuscirono ad impedire al signore feudale di prendere possesso della città. In seguito alla morte di Alessandro Pallavicino nel 1645, Lanciano venne tuttavia acquistata nel 1646 da Ferdinando Francesco d'Avalos, marchese del Vasto. Lanciano continuò la vertenza per riacquisire la sua demanialità presso la corte di Madrid assisita dal giurista Costantino Cafaro. I rapporti estremamente conflittuali con il nuovo feudatario fecero sì che Lanciano accogliesse con favore la sollevazione di Masaniello, entrando anch'essa in rivolta contro il feudatario il 20 luglio 1647 e abbattendone le insegne. In questo contesto il preside e governatore dell'armi di ambedue le provincie di Abruzzo Michele Pignatelli inviò a Lanciano il giovane avvocato fiscale Francesco D'Andrea con l'incarico di cercare una mediazione. Pignatelli entrò infine in città il 17 agosto con un forte contingente di quasi 1000 soldati, ponendo fine alla sollevazione. Anche il d'Avalos aveva radunato un numero cospicuo di milizie baronali, ma ad esse venne impedito dal Pignatelli l'ingresso a Lanciano, in quanto composte in larga parte da "pubblici delinquenti". In totale, dieci persone ritenute essere responsabili della rivolta vennero escluse dall'indulto, tra cui Carlo Mozzagrugno, che catturato poco dopo, venne ucciso segretamente nelle carceri dell'Aquila nel mese di ottobre.
Il vassallaggio durò più di un secolo e portò un notevole impoverimento della città, vessata dai nuovi padroni. La città fu inoltre gravemente colpita dalla peste del 1656. Nonostante gli sforzi della popolazione locale, Lanciano riacquistò lo status di città demaniale solo nel 1778, dopo l'ascesa al trono di Napoli dei Borbone.
Nell'Ottocento la città partecipò attivamente ai moti risorgimentali, a partire dalla Repubblica Partenopea del 1799 fino ad una serie di sollevazioni nel 1848, 1849 e 1853. Nel 1860 votò l'adesione all'Italia unita.
Il campo di internamento di Lanciano fu uno dei numerosi campi per l'internamento civile nell'Italia fascista istituiti in seguito all'entrata dell'Italia nella seconda guerra mondiale. Fu operante dal luglio 1940 al settembre 1943. Vi passarono oltre un centinaio di ebrei stranieri e antifascisti. Dopo l'8 settembre 1943, cominciarono gli arresti e le deportazioni. Almeno 14 tra gli ex-internati del campo perirono nell'Olocausto, ma la gran maggioranza riuscì a sopravvivere.
Una pagina molto importante nella storia di Lanciano fu quella della partecipazione alla Resistenza con la rivolta degli Eroi Ottobrini (5-6 ottobre 1943), che è stata riconosciuta con la medaglia d'oro al valore militare dal presidente Einaudi nel 1952. Lanciano nel corso dell'immediato dopoguerra, insieme ad altre città molto provate quali Ortona, Francavilla al Mare, Pescara e Avezzano, ha avuto una veloce ripresa economica e sociale, divenendo ben presto una delle principali realtà della provincia di Chieti, insieme al capoluogo ed a Vasto. Nel 1970, con l'inaugurazione del complesso industriale "Honda Sevel" della Val di Sangro, Lanciano ha beneficiato molto dello sviluppo industriale.

### Simboli
Prima del 2012 l'emblema utilizzato dal comune di Lanciano si presentava d'azzurro, alla lancia d'oro posta in banda, puntante un sole figurato d'oro, nel canton destro del capo, attraversata dalla sbarra abbassata d'argento, cucita di tre stelle (6) d'oro, (concessione di Ferdinando, detto "Ferrante", d'Aragona-Napoli del 1464) accompagnata in punta da un monte di tre cime di rosso, ai due gigli d'oro, (concessione degli Aragona di Napoli) nel canton sinistro del capo e destro della punta.
Nel 2012 l'Ufficio Araldico del Ministero dell'Interno ha approvato una modifica allo stemma, che è ora quello visibile in figura. A seguito di approfondite ricerche da parte degli storici Domenico Maria Del Bello e Massimiliano Carabba Tettamanti, infatti, si è giunti a ricostruire l'aspetto dello stemma cittadino così come avrebbe dovuto essere nel 1464, anno della sua concessione da parte di Alfonso II di Napoli.
Stemma, gonfalone e bandiera attuali sono stati concessi con DPR del 7 marzo 2012.
(DPR 7 marzo 2012)
Lo stemma è costituito da uno scudo sannita contenente una lancia che punta verso il sole e due gigli dorati su campo azzurro. Se i gigli non pongono problemi di interpretazione, poiché sono facilmente riconducibili alla casa d'Angiò, che detenne il Regno di Napoli tra il XIII ed il XV secolo, più complessa da decifrare è la simbologia della lancia verso il sole: una possibile spiegazione è che possa essere un richiamo alla lancia di Longino, il soldato romano che avrebbe trafitto il costato di Cristo crocefisso per constatarne il decesso, il cui culto è stato presente a Lanciano fin dall'antichità (alcuni ipotizzano la presenza di una chiesa paleocristiana a lui dedicata sul sito del convento di San Francesco).
Il gonfalone è un drappo troncato di azzurro e di giallo.
La bandiera è un drappo di porpora, caricato dallo stemma civico sopra descritto.

### Onorificenze
Lanciano è tra le città decorate al valor militare per la guerra di liberazione perché è stata insignita della medaglia d'oro al valor militare il 4 febbraio 1952 per i sacrifici delle sue popolazioni e per la sua attività nella lotta partigiana durante la seconda guerra mondiale.

### Ricorrenze
Nei giorni 5 e 6 ottobre si commemora l'insurrezione della città di Lanciano contro l'occupazione tedesca, avvenuta nel 1943, durante la Seconda Guerra Mondiale. Subito dopo l'occupazione nazista, alcuni gruppi di giovani lancianesi presero le armi contro gli invasori e li impegnarono in due giorni di combattimenti. Alla fine dell'insurrezione avevano perso la vita 11 ragazzi. Altri 12 civili furono uccisi nelle rappresaglie dai nazisti, che persero 47 uomini tra ufficiali e militari di truppa. Questo episodio segnò l'inizio della partecipazione attiva di tutta la cittadinanza alla Resistenza, motivo per il quale Lanciano è stata insignita della medaglia d'oro al valore militare dal presidente Einaudi nel 1952 ed è, quindi, tra le Città decorate al valor militare per la guerra di liberazione.

## Monumenti e luoghi d'interesse

### Il centro storico

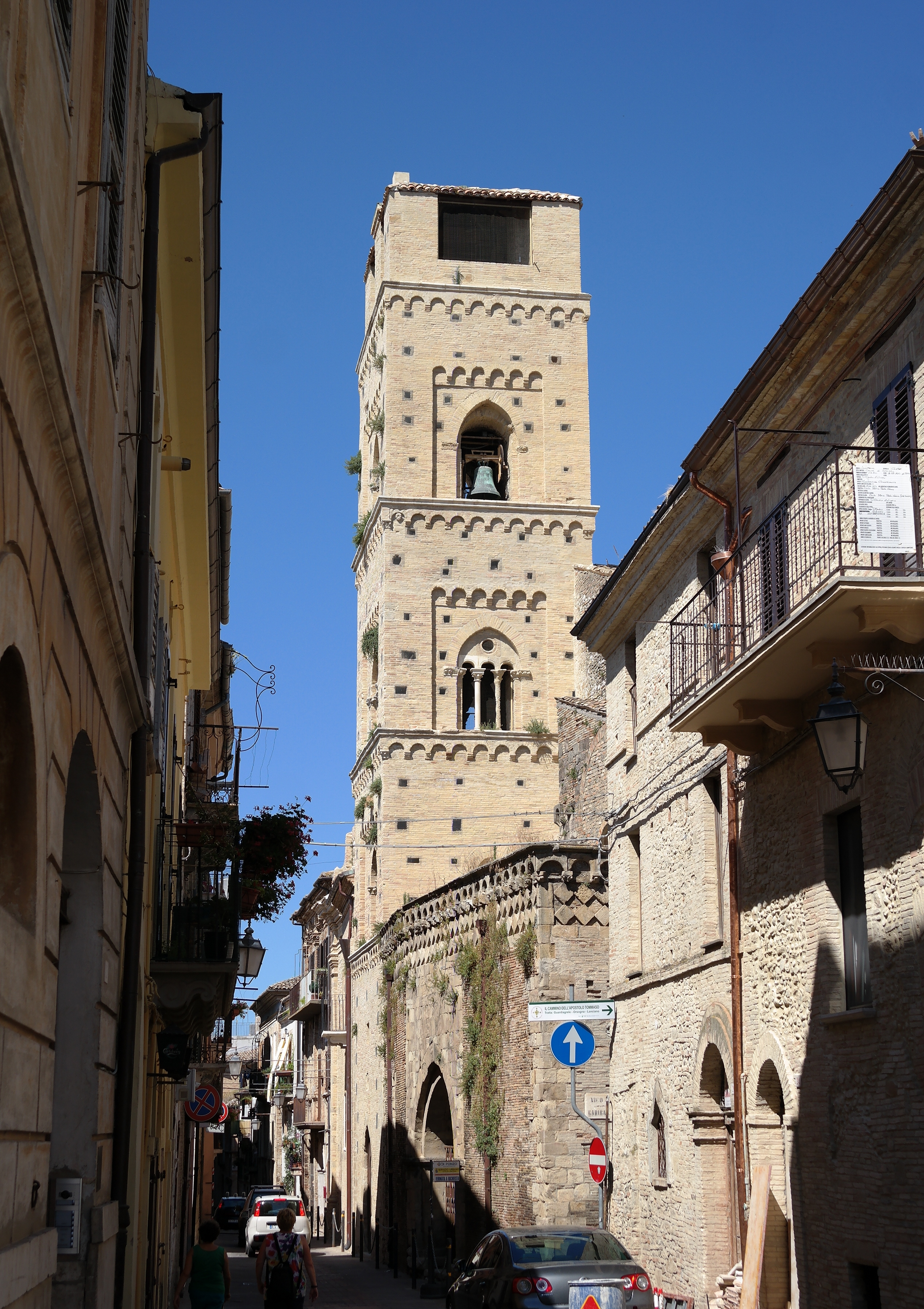
Campanile di Santa Maria Maggiore (rione Civitanova)

La parte medievale di Lanciano è suddivisa in quattro quartieri storici, ognuno dei quali ha un proprio stemma ed una propria bandiera: la Lancianovecchia sul Colle Erminio, così denominata perché sorta sopra l'antico abitato romano di Anxanum, la Civitanova e la Sacca sopra Colle Selva, due agglomerati urbani del XII secolo che si sono fusi nei secoli con lo sviluppo sempre maggiore del vecchio ghetto ebraico della Sacca stessa. Infine il quartiere Borgo sopra Colle Pietroso, sviluppatosi come insediamento fortificato a pianta circolare durante il dominio longobardo, che si dotò di autonomia e di una nuova parrocchia, dedicata a Santa Lucia intorno al 1250. In precedenza infatti dipendeva dal monastero di San Legonziano fuori le mura, sopra cui nella metà del Duecento fu eretta la nuova chiesa dei Francescani, oggi Santuario del Miracolo Eucaristico.
Nell'insieme il centro storico di Lanciano si adagia su tre colli, e fino al 1879 circa i due nuclei maggiori di Lancianovecchia e Civitanova erano separati dal fiume Malavalle, attraversabile solo con dei ponti. Dopo le bonifiche e la demolizione parziale delle mura nel corso dell'Ottocento, al posto del fiume sono state realizzati largo Malvò a ridosso del quartiere Borgo e piazza Garibaldi, dove si teneva lo storico mercato. Il rione Lancianovecchia invece sin dall'epoca romana dovette dotarsi di un ponte per raggiungere il Prato delle Fiere, ossia il quartiere della "città nuova" lungo il corso Trento e Trieste; sopra suddetto ponte romano nel Mille circa venne eretto il primo oratorio di Santa Maria del Ponte, notevolmente ampliato nel XVIII secolo fino a diventare la cattedrale.
Il centro storico è stato sapientemente collegato alla città nuova che prese sviluppo dai primi anni del Novecento con i progetti di Filippo Sargiacomo, che prevedevano lo spianamento del colle delle Fiere, con la realizzazione di un corso e dei principali edifici di rappresentanza e degli enti come le Poste, la banca, il tribunale. Dagli anni Venti in poi il corso nuovo (Trento e Trieste) si dotò di bei palazzi in stile eclettico (liberty, neogotico, decò), determinando il definitivo sviluppo della città fino alla villa pubblica dell'area conventuale di Sant'Antonio di Padova.

#### Quartiere Borgo
Il nucleo esisteva già nell'epoca romana, occupa la parte a sud del centro storico, lungo la salita del Colle Pietroso. Il nuovo abitato medievale prese sviluppo durante il governo longobardo, come testimonia la presenza dell'antico convento di San Legonziano (oggi chiesa di San Francesco) e l'antica Porta Sant'Angelo oggi distrutta. Nel XIII secolo venne costruita la chiesa di Santa Lucia sopra il tempio romano di Cerere, e nello stesso periodo anche il convento di Santa Chiara, collegato alle mura mediante Porta Reale. Nel 1480 circa Alfonso V d'Aragona fortificò nuovamente la cerchia muraria, ed oggi è ancora visibile il torrione cilindrico lungo le mura che circondano il convento, con torri, bastioni e un profondo fossato. Nel corso degli anni il quartiere ha perso gran parte dell'aspetto medievale, per via delle numerose costruzioni settecentesche che hanno preso il posto delle abitazioni medievali, visibili solo in alcune caratteristiche particolari, come i vicoli degli angiporti, o in alcune bifore o architravi rinascimentali.
Attraversato al centro da corso Roma e delimitato da piazza Plebiscito, largo del Malvò e via dei Funai, comprende le chiese di San Francesco del Miracolo eucaristico, di Santa Maria del Suffragio (o del Purgatorio), di Santa Lucia e di Santa Chiara con annesso ex convento. Sono presenti inoltre il Palazzo Carabba, Palazzo del Malvò, Palazzo Liberati edifici storici del XVIII secolo. Al quartiere sono legate anche le mura aragonesi del XV secolo e il Torrione Cilindrico, nonché una palazzina del XVII secolo in piazza Pietrosa, costruita come fabbrica di cera, e la medievale Fonte del Borgo.

#### Quartiere Civitanova
Fu realizzato sopra il Colle Selva sul lato ovest della città storica, frutto dell'ampliamento del già esistente rione Sacca (XIII secolo). Secondo gli storici il quartiere era il primo ghetto ebraico di Lanciano (il secondo sta a Lancianovecchia nel sobborgo San Lorenzo), realizzato nel 1200 dopo la cacciata di alcune famiglie ebree nel 1191 da Napoli. Nei registri di quegli anni la città frentana contava ben 80 famiglie.

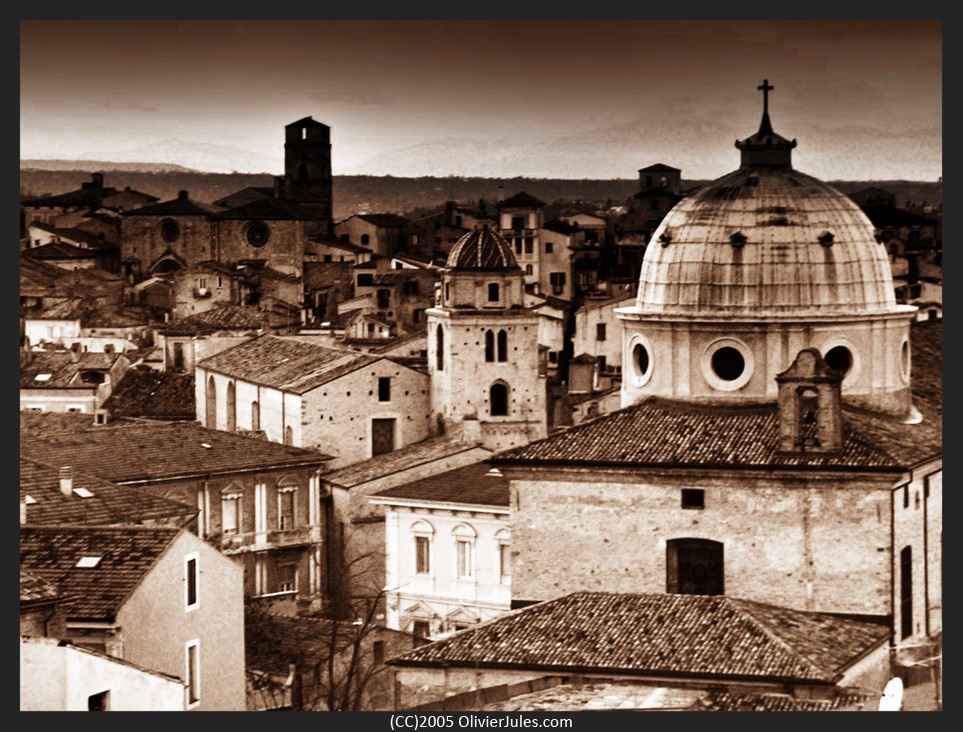
Veduta di Lanciano

Si sviluppa intorno a via Garibaldi ed ha per confini largo del Malvò e la Salita dei Gradoni, delimitato dall'antico perimetro murario di via Ripe e via Valera-Umberto I; comprende le chiese di Santa Giovina (ex Santa Maria Nuova) e di Santa Maria Maggiore. Si tratta di uno dei quartieri più ricchi e antichi, contenendo anche il Palazzo Arcivescovile con il Museo diocesano di Lanciano, le mura normanne delle Torri Montanare (XI secolo), Palazzo Chiavaro Sabella, Palazzo Berenga, Palazzo Stella, e il ghetto ebraico del sobborgo Sacca. Vicino alla chiesa di Santa Maria Maggiore si trova anche il Palazzo di Federico Spoltore del XVIII secolo.

#### Quartiere Lancianovecchia

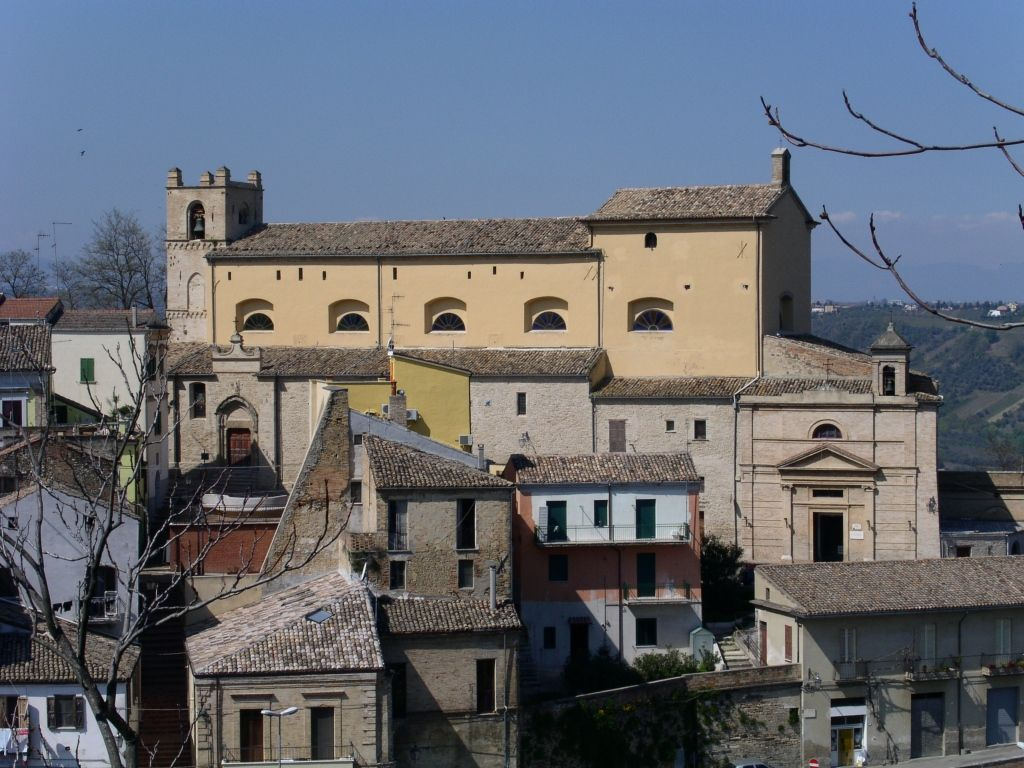
Veduta del quartiere Sacca con la chiesa di San Nicola

Si tratta del quartiere più antico, risalente alla ricostruzione sopra la città romana di Anxanum (VIII secolo a.C.) Rappresenta il primo nucleo abitativo della città, vi si trovava il castello del Tonnino, distrutto da un terremoto, e occupato dall'attuale Palazzo Vergilj. Dopo l'evento sismico del 770 circa, la città medievale venne ricostruita sopra l'antica area tardo-bizantina, come dimostrano i ritrovamenti del 1992 (materiale d'epoca italico-romana e proto-medievale), specialmente nell'area della scomparsa chiesa di San Giovanni Battista. Lancianovecchia contava cinque parrocchie, molte delle quali antichissime, fondate già dall'VIII secolo sopra antichi templi romani, come la chiesa di San Maurizio, oggi demolita e quella di San Giovanni. Nell'XI secolo venne eretta la chiesa di San Biagio e nei secoli successivi le chiese di San Lorenzo, San Martino e il complesso degli Agostiniani.
Le demolizioni ottocentesche interessarono assai il quartiere, al posto della chiesa di San Martino venne eretto il Palazzo del Capitano, al posto del Palazzo d'Avalos, nel XVIII secolo era stato costruito Palazzo De Crecchio, al posto delle chiese di San Maurizio e San Lorenzo vennero creati degli slarghi. Il bombardamento del 1943 inoltre devastò la chiesa di San Giovanni, che venne abbattuta, meno il campanile a torre.
Era collegato a piazza del Plebiscito mediante il complesso di San Giuseppe con le annesse Scuole Pie, trasformato completamente tra il 1834 e il 1841 nel Teatro Fenaroli (all'epoca Teatro San Francesco, poi San Ferdinando).
La via centrale del quartiere è la Strada dei Frentani, mentre i suoi confini sono definiti da piazza Plebiscito e da via degli Agorai (la parte delle mura a ovest), e via dei Bastioni (la parte delle mura ad est, con collegamento a Porta San Biagio); comprende le chiese di Sant'Agostino, di San Biagio e la Cattedrale della Madonna del Ponte sulla piazza. Tra i palazzi storici vi sono Palazzo del Capitano, Palazzo Fella, Palazzo Vergilj e Palazzo De Crecchio. Rimane, delle mura la porta urbica di San Biagio del XII secolo, mentre il perimetro antico è ancora leggibile percorrendo i camminamenti della circonvallazione. Sulla piazzetta dei Frentani, anticamente occupata dalla chiesa di San Maurizio, si affaccia una singolare casa medievale con botteghe, appartenuta a Nicola De Rubeis (XIV secolo), mentre presso il sobborgo di San Lorenzo si trovano le abitazioni del ghetto ebraico, caratterizzate da vicoli e angiporti.

#### Quartiere Sacca
Il quartiere fu realizzato nel XIII secolo circa per fortificare delle abitazioni costruite da mercanti, dalle famiglie ebree cacciate da Napoli nel 1191, e da popolazioni balcaniche che si stanziarono stabilmente nel sobborgo dal XIV secolo. Inoltre, essendo posto sul declivio del Colle Selva, il quartiere era punto d'importanza per il tratturo che da Lanciano conduceva a Ortona, e già dal XII secolo esisteva una dogana composta dal Ponte Lamaccio, provvisto di due torri, come riportato anche nel disegno dello stemma, per il pagamento dei dazi.
Tagliato al centro dalla parte inferiore di via Garibaldi, è delimitato dalla Salita dei Gradoni e da via Valera; comprende la principale chiesa di San Nicola con la cappella di San Rocco. Nel cuore del ghetto, su strada Cavour, si trova l'ex chiesa cristiana della Madonna degli Angeli, adibita oggi al culto ortodosso. Sotto di esso, presso contrada Sant'Egidio, sorgono la Fontana di Civitanova (XVIII secolo) e la fontana della Conceria, e il Ponte medievale di Lamaccio, che collega il fosso del quartiere al colle Erminio di Lancianovecchia. Il perimetro murario è ancora in parte leggibile lungo il tratto della strada delle Ripe, con angiporti ed archi molto stretti, e case a bastioni, come il grande palazzo che ingloba Porta Noce.

### Architetture religiose

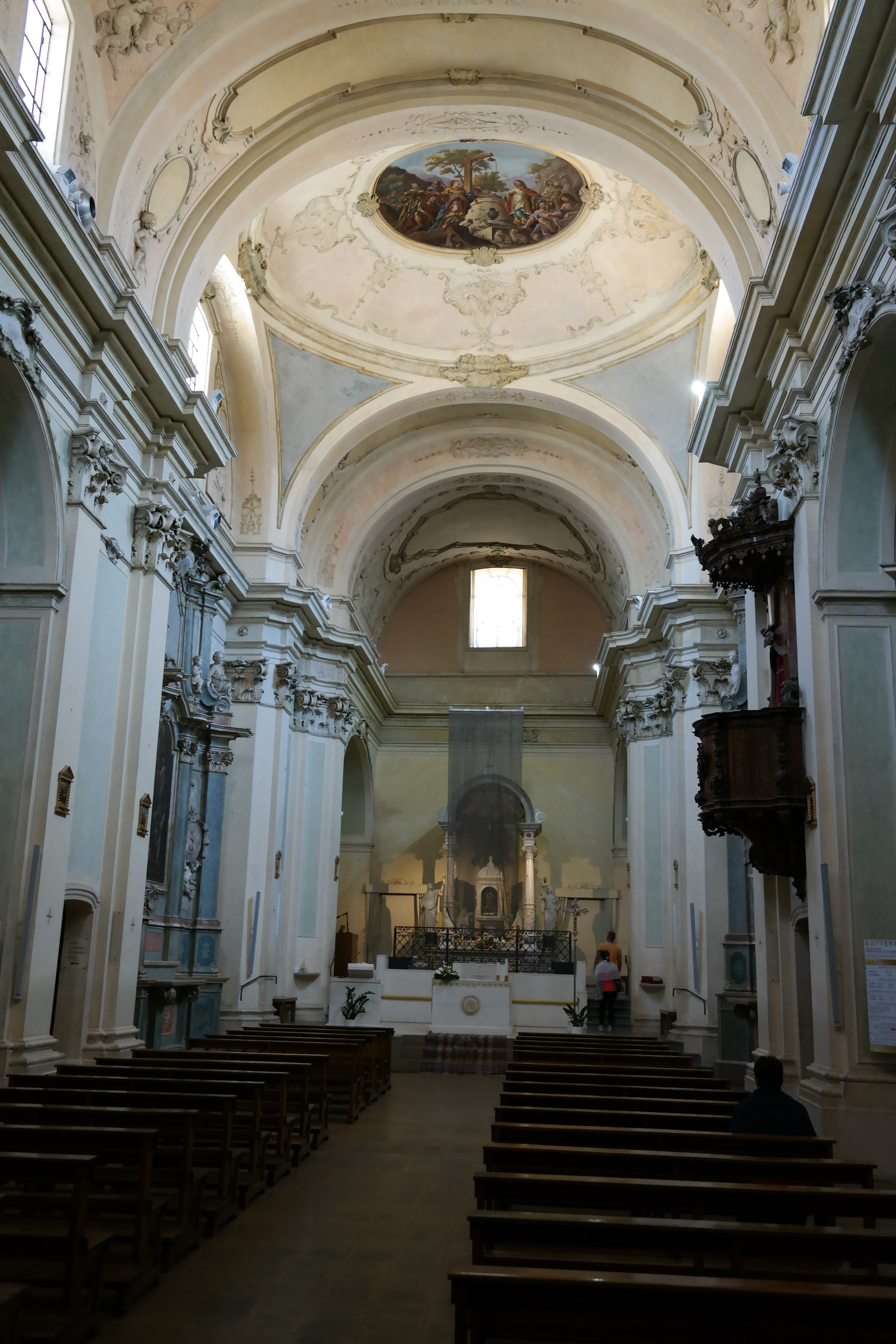
Interno della chiesa di San Francesco d'Assisi

Basilica Cattedrale di Santa Maria del Ponte
La storia dell'edificio sacro è strettamente legata alle fasi costruttive del ponte che lo sorregge. Essa è, infatti, costruita su un ponte a tre archi il Ponte di Diocleziano, in piazza Plebiscito.
Nel 1088, restaurando il Ponte del III sec d.C. dopo un terremoto, si ritrovò un'antica statua della Madonna col Bambino: l'evento, ritenuto miracoloso, portò a ribattezzare questa icona Madonna del Ponte e fu costruita una cappella per custodirla sul ponte stesso, quella di "Santa Maria de Platea", detta anche della Madonna delle Grazie. Verosimilmente, la statua è un'antica icona bizantina, murata in un arco del ponte nell'VIII secolo per sottrarla agli iconoclasti. La crescente devozione popolare portò, sul finire del XIV secolo, a costruire in luogo della cappella una chiesa che coprì interamente il ponte.
Nel 1520 Lanciano fu eretta a diocesi e la sua chiesa fu fatta cattedrale. Quella che possiamo vedere oggi è stata, in realtà, edificata ex-novo tra il 1785 ed il 1788: l'interno della cattedrale fu trasformato su progetto dell'architetto Giovanni Fontana. Le volte, le lunette e la cupola furono dipinte dal pittore napoletano, maestro presso la Reale Accademia, Giacinto Diano. La facciata fu iniziata nel 1800 ed è rimasta incompiuta (1819) nella parte superiore, su progetto di Eugenio Michitelli il quale abbatté la vicina chiesa dell'Annunziata del XIII secolo in quanto ostruiva il passaggio alla popolazione. La basilica è di impianto neoclassico — anche se alcune decorazioni tradiscono residui del gusto rococò — costruita su progetto di Carlo Fantoni, con opere interne di affreschi e tele del napoletano Giacinto Diano (1791-1794); mentre, la Cappella grande del Sacramento è del XVII secolo. L'interno è costituito da una sola navata, circondata da semicolonne corinzie mastodontiche. La volta con gli ovali sono ornate con tre grandi affreschi della volta della navata raffiguranti a sinistra Davide che consegna la pianta del Tempio di Gerusalemme al figlio Salomone, al centro Assuero che eleva sul trono di Persia la giovinetta Ester e a destra Salomone che dedica il tempio a Dio. I tre medaglioni sono racchiusi da cornici dorate, opera dell'artista lombardo Alessandro Terzini.
La cupola monumentale è stata restaurata negli anni '60, determinando la perdita di un grande affresco di Giacinto Diano in onore dell'Assunzione. In una nicchia al centro dell'altare maggiore in marmo è situata la statua della Madonna del Ponte. A sinistra della cattedrale, inoltre, sorge la torre campanaria realizzata tra il 1610 ed il 1614. In particolare, con atto del Notar Tiberio de Blasiis del 7 febbraio 1609 i Procuratori della Santa Casa del Ponte acquistarono da Claudio Santella per il prezzo di 400 ducati una bottega "pro costrucrione et erecrione capanilis". L'esistenza di botteghe artigianali sull'area dove fu eretto il campanile è stata confermata dagli svavi archeologici effettuati nel 1992. Il progetto dell'attuale Torre Campanaria fu redatto dall'architetto lombardo Tommaso Sottardo a seguito del quale l'arcivescovo di Lanciano di quegli anni (1610), Lorenzo Mongiò, pose la prima pietra della costruzione con un cerimoniale di accoglienza. Architettonicamente parlando, la Torre è a pianta quadrata, di 10,50 metri per lato ed è alta 40,10 metri dal sottostante larghetto, mentre dal piano della piazza — dinanzi alla Cattedrale — è alta 36,80 metri.

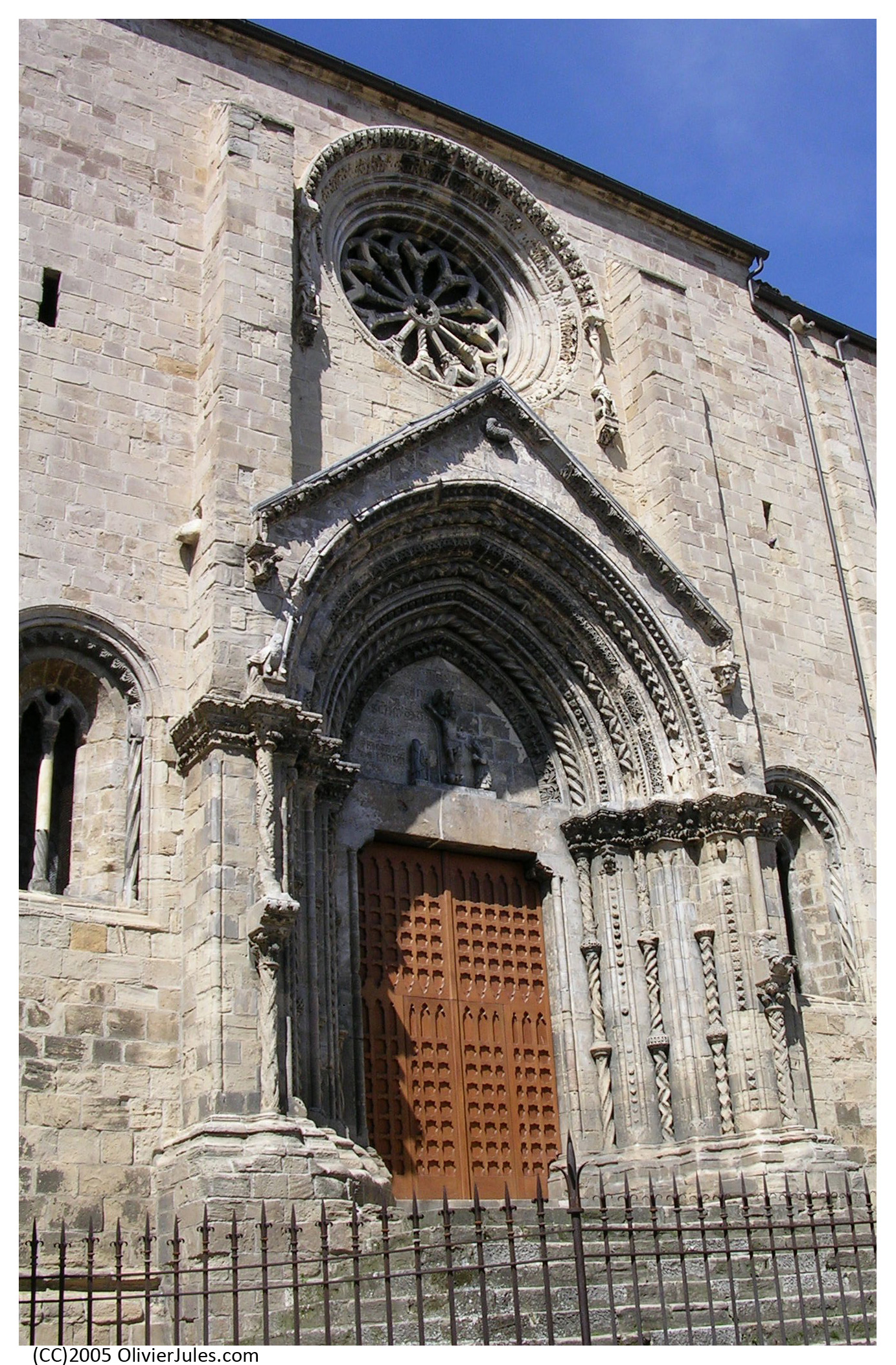
Facciata della chiesa di Santa Maria Maggiore

Chiesa di Santa Maria Maggiore
è ritenuta uno dei monumenti più importanti d'Abruzzo per la perfetta conservazione dello stile medievale. Si trova nel rione Civitanova, in corso Garibaldi. Costruita nel 1227 secondo i dettami dell'architettura borgognona-cistercense, nel 1540-1650 fu ampiamente rimaneggiata secondo il gusto barocco (con l'aggiunta di due navate laterali e di stucchi e decorazioni), e con la realizzazione di una seconda facciata pseudo-gotica, che accoglie un portale che probabilmente si trovava su un lato dell'antico edificio. Nel 1968 un restauro di Mario Moretti la riportò alla struttura originaria, con la creazione di un muro divisorio tra la parte gotica e quella barocca, che è stata sconsacrata e adibita a sacrestia, benché non manchino le opere di rilievo, come i tabernacoli lignei, le statue, e le tre grandi cappelle monumentali. Sono artisticamente notevoli la facciata, il portale principale contenuto dentro una ghimberga, con l'arco ogivale a forte strombature di colonnine tortili e non, e punte di diamante traforate; esso è stato aggiunto nel 1317 e firmato Francesco Petrini e ritenuto uno dei più importanti del gotico abruzzese, si conserva la sua firma nella lunetta col gruppo della Crocifissione, poi il rosone a raggiera dello stesso Petrini, ed il piccolo portale laterale (via F. Spoltore) della scuola pugliese federiciana, molto simile a quello di Castel del Monte. Il campanile turrito si trova lungo via Garibaldi, accanto a un nartece romanico, che si suppone fosse l'ingresso antico prima della realizzazione del nuovo accesso monumentale. L'interno è stato riportato alla semplicità delle linee del gotico borgognone, con tre navate divise da colonne agili e sormontate da volte a crociera. Di interesse vi si trovano la Croce di Nicola da Guardiagrele (1432), l'urna del corpo santo di nome Donato, detto san Donato fanciullo martire, il polittico della Madonna col Bambino di Girolamo Galizzi, la tela grande d'altare dell'Assunta, opera di Giuseppangelo Ronzi, e un gruppo di statue lignee della Crocifissione.
Chiesa e convento di San Francesco d'Assisi - Miracolo Eucaristico
Questa chiesa sorge nella parte periferica del rione Borgo (anticamente fuori dalle mura) al termine del corso Roma, andando per la piazza del Plebiscito. La chiesa fu edificata nel 1258 al posto di una precedente, risalente al VII secolo e dedicata ai santi Legonziano e Domiziano, gestita dai monaci basiliani prima della loro cacciata. L'interno del XVII secolo, è stato recentemente ripulito dai rimaneggiamenti barocchi per quanto riguarda alcuni affreschi della volta, e per il Giubileo del 2000 l'intero complesso è stato dotato di un percorso archeologico che dalle fondamento del convento di San Legonziano offre una lettura stratigrafica del processo evolutivo della chiesa di San Francesco, con la cappella del Miracolo, il cappellone degli affreschi rinascimentali, e il percorso sotterraneo che porta al Ponte di Diocleziano. L'impianto esterno è medievale, ad eccezione della parte superiore della facciata, che presenta elementi barocchi (finestrone centrale) misti a pezzi di recupero della cappella longobarda di Sant'Angelo, mentre il portale è tipicamente gotico (tardo XIII secolo), come medievale è anche il campanile, concluso da una cupola rinascimentale a tegole policrome. L'interno a navata unica ha volta a botte lunettata con affreschi barocchi, un prezioso organo settecentesco nella cantoria della controfacciata, e altari laterali riccamente decorati. Sull'altare maggiore realizzato nel 1907 da Filippo Sargiacomo, si possono vedere le reliquie del primo Miracolo eucaristico di Lanciano, risalente all'VIII secolo. Il racconto tradizionale narra che un monaco basiliano, mentre celebrava la messa nell'antica chiesa di San Legonziano, dubitò della presenza reale di Cristo nell'eucaristia. In quel momento l'ostia sarebbe divenuta carne ed il vino si sarebbe tramutato in sangue.
Chiesa di San Nicola di Bari e cappella San Rocco
quella di San Nicola è una storica parrocchia, la chiesa si affaccia sulla parte finale di via Garibaldi, annessa alla più tarda (XVIII secolo) cappella di San Rocco da Montpellier, parrocchia del rione Sacca. Fu fondata sulle rovine della chiesa di San Pellegrino, distrutta da un incendio nel XIII secolo, e ha sempre mantenuto l'originale monumentale impianto, leggermente irregolare per la parte rivolta verso le mura a strapiombo. La chiesa di San Nicola possiede un impianto rettangolare a tre navate, in stile neoclassico, per il rifacimento del 1859 di Filippo Sargiacomo. L'esterno è prettamente gotico, con il portale di pietra dell'entrata principale laterale, e quello piccolo romanico accanto al campanile quattrocentesco, che oggi è principalmente usato per le funzioni religiose. Il portale maggiore del Trecento è decorato da una cornice gotica con la statua di San Nicola. Anche il campanile turrito è tardo gotico, con arcate a sesto acuto e la cornice dentellata tipica delle torri lancianesi. Sotto il campanile è stata trovata una cripta con degli affreschi duecenteschi della storia della Croce vera, ispirata alle opere di Jacopo da Varagine, riportata alla luce sotto la cantoria nel 2002. La chiesa di San Rocco è poco più che una cappella barocca annessa a San Nicola, con la facciata rifatta in mattoni a vista in stile neoclassico, da Filippo Sargiacomo, ed è a pianta quadrata a navata unica. Il piccolo campanile è a torre, in origine doveva essercene uno gemello laterale.

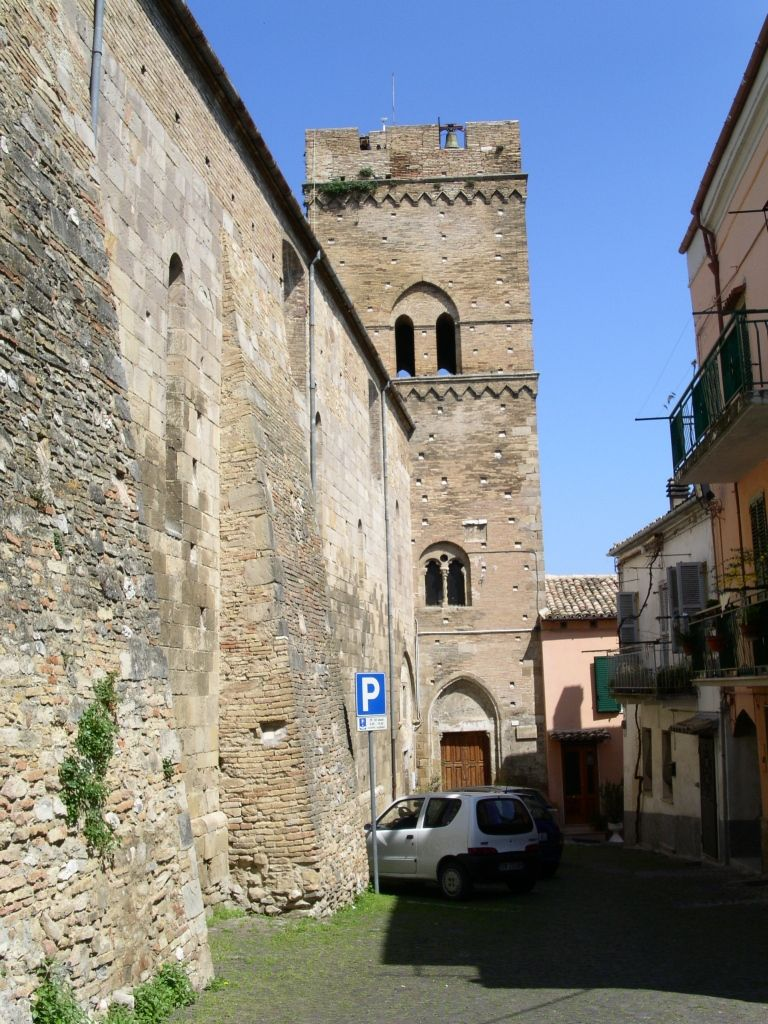
Chiesa romanica di San Biagio

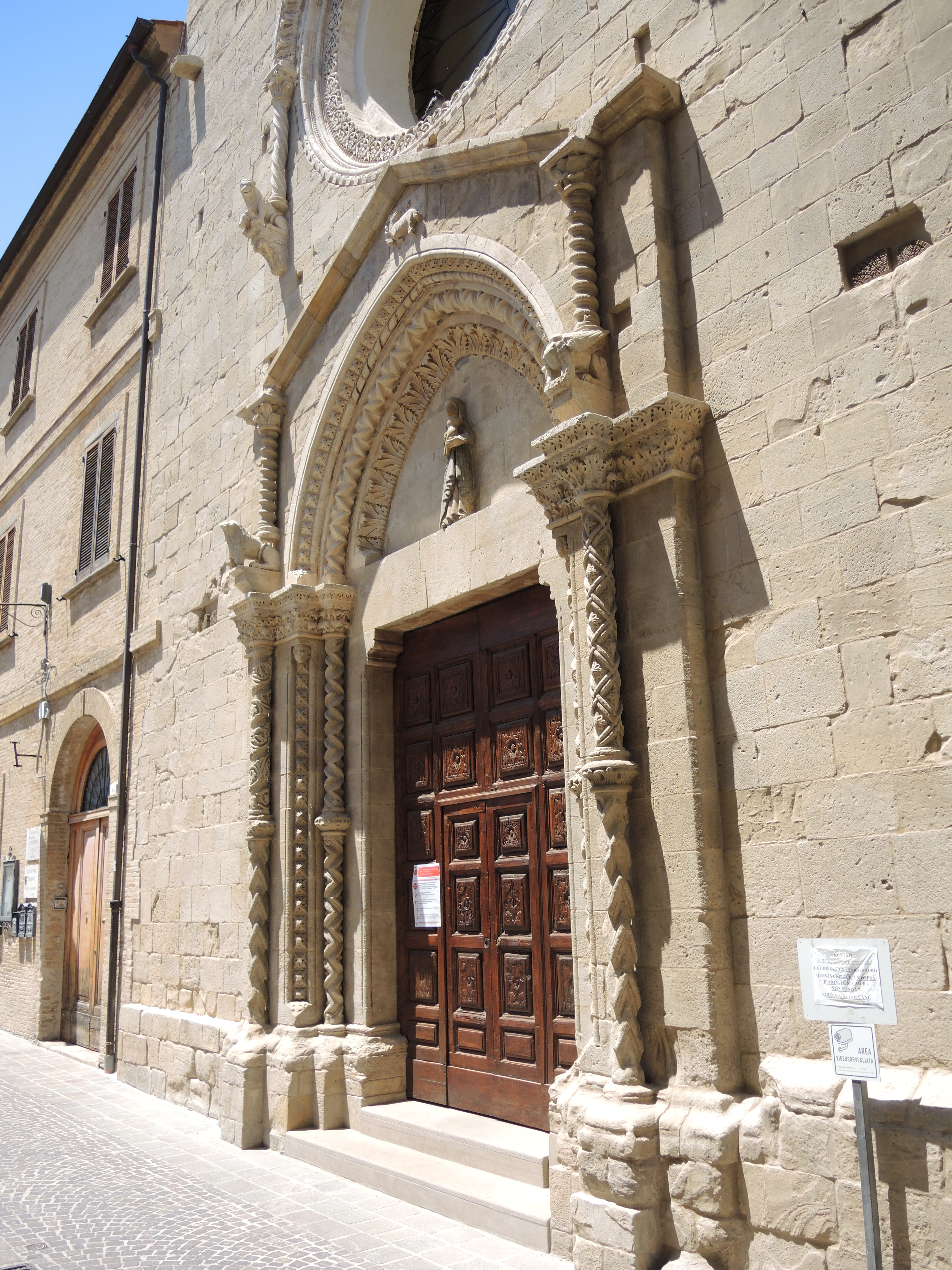
Chiesa di Sant'Agostino
Costruita nel XIV secolo, si trova nel rione Lanciano Vecchia, in via dei Frentani, ed era una delle chiese più tarde di questo quartiere, benché oggi ne sia la principale, essendo scomparse le storiche parrocchie di San Martino, San Lorenzo, San Maurizio e San Giovanni della Candelora (di quest'ultima resta la torre). La facciata gotica è stata costruita dal Petrini (1319 ca), e lo dimostra il portale gotico con lunetta molto simile a Santa Maria Maggiore. Il portale è adornato da colonne tortili e da una statua della Madonna col Bambino sulla lunetta. Altri rilievi sono l'agnello di Dio, dei leoni sulle colonne e dei grifoni che reggono le colonne del rosone senza raggi. Il campanile è a torre, gotico nello stile quattrocentesco lancianese, con arcate a sesto acuto. L'interno è stato rimodellato nel XVII-XVIII secolo da Girolamo Rizza e Carlo Piazzoli allievi del lombardo Giovan Battista Gianni attivo in Abruzzo, ed è a navata unica con volte a crociera. Vi sono molti dipinti barocchi, un altare ligneo a cassettoni, e una cappella laterale. Una storia locale vuole che vi siano conservate le reliquie degli apostoli Simone e Giuda Taddeo, trafugate a Venezia nel XV secolo.

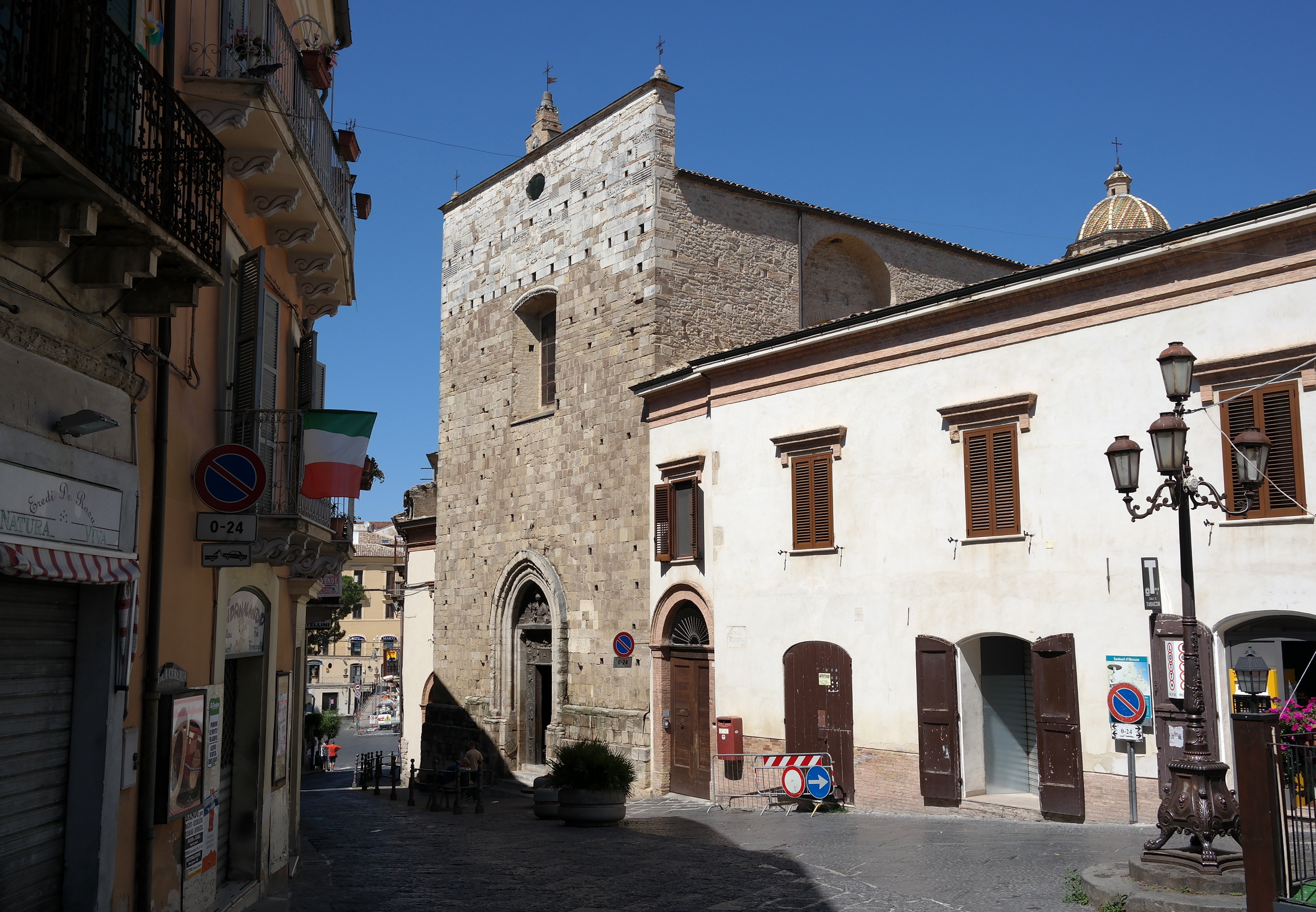
Ingresso principale alla chiesa di San Francesco d'Assisi

Chiesa di San Biagio Vescovo
Chiesa più antica del centro, posta alla fine di via dei Frentani nel rione Lancianovecchio. Fu costruita nel 1069, probabilmente per diretto interessamento dei Conti normanni Roberto I di Loritello e suo fratello Drogone (detto Tasso, o Tassone, o Tascione), poiché sono proprio loro che nel 1096 la concedono al Vescovo di Chieti Rainolfo. La chiesa subì rimaneggiamenti nel XIV secolo, con il consolidamento della facciata a bastioni, e la costruzione del bel campanile tardo gotico a torre. L'interno è romanico, a navata unica, quindi assai spoglio. Sotto il campanile vi è una cripta dell'epoca romana del II secolo, con l'ara del vecchio tempio di Minerva, poi cappella di San Giorgio. Comunicava con la chiesa di San Maurizio (VII secolo), che sorgeva in piazza dei Frentani, demolita nell'Ottocento.

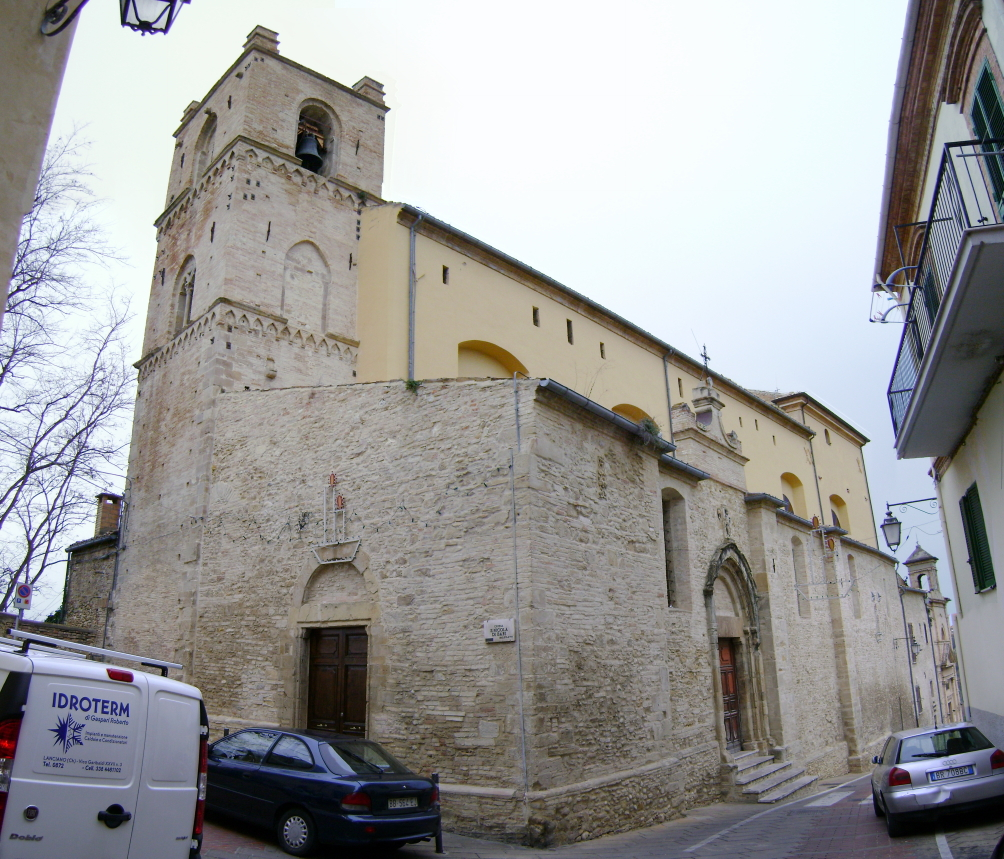
Chiesa di San Nicola

Torre della Candelora (Chiesa San Giovanni Battista)
Si trova in largo San Giovanni, ed è il campanile della chiesa medievale di San Giovanni Battista (XIII secolo) o "della Candelora", rimodellata nel XVII secolo e distrutta nel bombardamento del 1943. La torre è tardo quattrocentesca, seguendo lo stile lancianese per la resa delle arcate e della dentellatura della cornice marcapiano, ha pianta quadrata, suddivisa in tre livelli, con due archi a sesto acuto. Le cornici marcapiano sono tipicamente lancianesi a dentellatura regolare. La torre è stata restaurata nel 2013 e resa accessibile mediante visita a richiesta. L'interno ha dei pannelli espositivo che ricordano le campagne di scavi archeologici nel 1993-94, e del 2013, che hanno riportato alla luce una "casula" oggi conservata nel Museo civico diocesano.
Chiesa di Santa Lucia
La chiesa è la parrocchia principale del quartiere Borgo, situata lungo il corso Roma, fu costruita sopra il tempio di Giunone nel XIII secolo. Fu ampiamente modificata nel XVIII secolo, a causa di crolli per problemi strutturali, come ad esempio la perdita dell'antica cupola, di cui resta un contrafforte posteriore. La facciata è del XIII secolo, con un portale centrale ad arco ogivale (coevo di quello di San Francesco d'Assisi), sormontato da un rosone gotico a raggiera con 12 colonnine, della scuola di Petrini. All'interno neoclassico è frutto del rifacimento dell'architetto Filippo Sargiacomo, è a navata unica (in origine dovevano essere tre navate), sull'altare maggiore si erge la statua di Santa Lucia in legno. Nelle cappelle laterali si trovano le statue di San Raffaele, la Madonna Addolorata e i mezzi busti di San Matteo e San Luca. Ai lati dell'altare maggiore ci sono due tele settecentesche provenienti dalla chiesa di Sant'Antonio, oltre che a nicchie con reliquie della santa. Gli stucchi settecenteschi, conservati dal rifacimento neoclassico, sono del 1731, concentrati presso la cappella dell'Addolorata, realizzati da Girolamo Rizza e Carlo Piazzoli. I due stuccatori decorarono anche altre chiese del centro, come quella di Sant'Agostino.
Chiesa di Santa Chiara e San Filippo Neri
Si trova in cima a rione Borgo del corso Roma, provenendo dal viale dei Cappuccini. La prima costruzione è del XIII secolo, ma è stata completamente trasformata nel XVIII secolo. Oltre alla pianta rettangolare a navata unica (neoclassico - barocco) vi è il chiostro del convento, accessibile da via dell'Asilo, mentre un'altra porzione è stata nel XIX secolo adibita a caserma, e poi nel 1953 c'è stata costruita la sede del Liceo magistrale "Cesare De Titta". La facciata è sobria in stile neoclassico con architrave a timpano triangolare, in mattoni a vista, con campanile in cima al centro, il portale invece reca il simbolo della confraternita e dell'Ordine delle Clarisse. La chiesa è nota per la sede della Confraternita "San Filippo Neri - Morte e Orazione", di origine romana, che dal 1608 è a Lanciano, e dal 1954 avente sede definitiva nella chiesa. Ogni anno nella settimana santa la confraternita inscena un'originale interpretazione della Passione, con il Cireneo scalzo che porta la croce. Nella chiesa vi sono tre tele, restaurate e riportate al primitivo splendore, dipinte nel 1855 da Francesco Paolo Palizzi fratello minore di Giuseppe, nato dopo il trasferimento a Vasto della loro famiglia.
Chiesa di Santa Giovina o Santa Maria Nova
Si staglia su Largo dell'Appello nel rione Civitanova. Fu costruita nel 1518 per volere di Dino Ricci sopra la vecchia chiesetta della Maddalena, per ospitare i Padri Lateranensi. La chiesa, dopo varie vicissitudini, fu quasi completamente ricostruita nell'800, in stile neoclassico. La chiesa è a navata unica, con facciata cinquecentesca austera, con semplice paramento murario a vista, portale a lunetta a tutto sesto, sormontato da un oculo in asse, con vetrata a morivi floreali. Il piccolo campanile retrostante è a vela. L'interno è stato ricostruito in stile neoclassico, con tipici rilievi e stucchi presso le pareti. Di interesse l'organo ligneo della bottega di Di Martino (XVIII secolo), con i cassettoni dipinti da vasi e motivi floreali. Sulla parete si trova il monumento sepolcrale del patrizio Dino Ricci, il finanziatore della chiesa; l'ex convento a pianta quadrata è stato restaurato ed ospita la Cittadella della Musica e l'Istituto delle Arti "Francesco Masciangelo", compositore lancianese vissuto nell'Ottocento. Presso un sacrario si trova l'urna del corpo santo di nome Giovina, detta santa Giovina vergine martire, traslata a Lanciano il 18 luglio 1850.
Chiesa di Sant'Antonio di Padova
Chiesa conventuale del XV secolo, voluta dal monaco San Giovanni da Capestrano (1430 ca) per la celebrazione della pace tra le città di Lanciano e Ortona (1427). Eretto sopra un preesistente edificio dedicato a sant'Angelo, la chiesa venne dedicata a Santa Maria delle Grazie e della Pace, e nei secoli successivi venne ampliata (XVIII secolo), subendo nel 1866 la soppressione del convento degli Antoniani, salvo poi essere ripristinato. L'aspetto attuale è frutto di varie manomissioni dovute ai restauri post-bellici, che hanno trasformato quasi completamente l'antico convento, dandogli un aspetto neo-medievale, modificato la facciata aggiungendo un portico e dei mosaici ritraenti Sant'Antonio di Padova e san Giovanni da Capestrano che adorano Cristo. Il ricordo del motivo di costruzione della chiesa è rappresentato sia sul portale di bronzo che su un dipinto moderno all'interno della chiesa. Il campanile moderno è del 1970 con la benedizione di Paolo VI, alto 70 metri circa, il più elevato della città e tra i più alti d'Abruzzo, l'impianto è a basilica con pianta a croce latina e abside semicircolare. La navata ha un ambone su tre arcate e una successione di sette campate articolate da lesene binate con capitelli corinzi dorati. Il rivestimento in marmi policromi di tutte le pareti è frutto dei lavori di restauro che hanno massicciamente cambiato l'aspetto della chiesa, dandole un aspetto altalenante tra il barocco e il proto-romanico, per quanto riguarda l'altare con il coro ligneo sormontato da una volta a mosaico di lapislazzuli, con la colomba dello Spirito Santo.
Chiesa di San Pietro Apostolo
Si tratta di una moderna parrocchia, situata nel quartiere Cappuccini. La chiesa fu aperta nel 1957, con un edificio accanto destinato all'Azione Cattolica. Nel 1965 vi si insediarono i Cappuccini, e la chiesa divenne punto di riferimento nel popoloso quartiere dei Cappuccini, con numero attività dell'Azione e degli scout. Nel 1998 fu decorato il presbiterio con un dipinto gigantesco di Gesù salvatore tra anime e santi. La chiesa ha pianta rettangolare, esternamente semplice, realizzata in calcestruzzo e muratura in laterizio. Sulla destra della facciata a timpano triangolare si erge il campanile rettangolare. La navata interna è illuminata dai finestroni policromi istoriati.

### Chiese delle frazioni

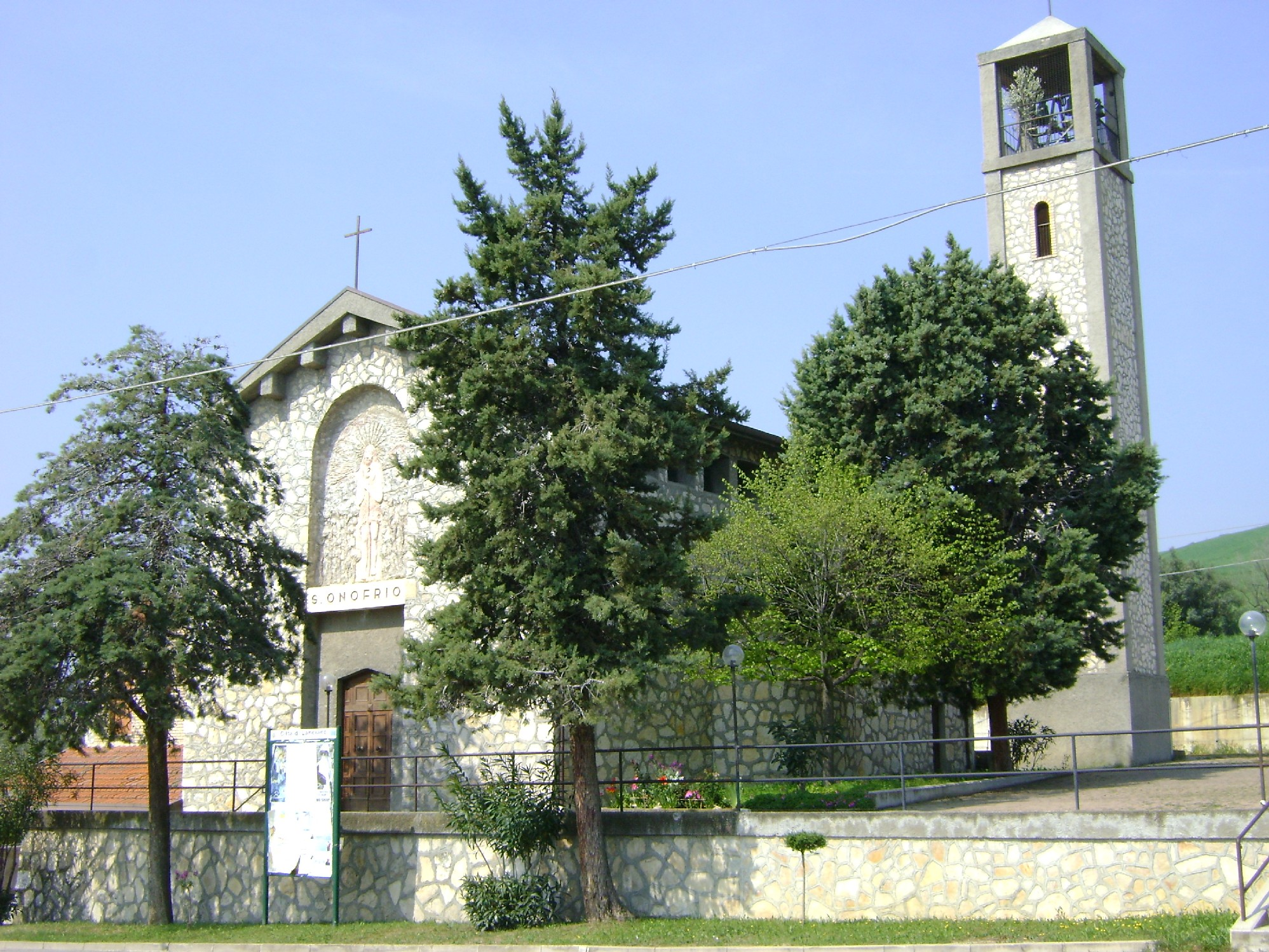
Chiesa di Sant'Onofrio

Lanciano in tutto ha 33 contrade, e quasi ciascuna è provvista di una chiesa. Molte delle quali possiedono una storia molto antica, come le chiese di Santa Giusta, Santa Maria della Libera e Santa Maria dell'Iconicella, frequentata dai pellegrini, dai pastori transumanti, e dove dal 1607 si svolge la celebrazione della Squilla. Le chiese principali sono:
- Chiesa di Santa Giusta (Santa Giusta)
- Chiesa di San Donato (Villa Martelli)
- Chiesa della Madonna degli Angeli (Villa Stanazzo)
- Chiesa di Maria SS.ma dell'Iconicella (quartiere Iconicella)
- Chiesa della Madonna del Pozzo (Villa Elce)
- Chiesa della Santissima Trinità (Villa Andreoli)
- Chiesa di Maria SS.ma delle Grazie (Marcianese)
- Chiesa di Santa Maria dei Mesi (Santa Maria dei Mesi)
- Chiesa della Madonna della Libera (Santa Liberata)
- Chiesa della Madonna del Carmine (Madonna del Carmine)
- Chiesa di Sant'Amato (Sant'Amato)
- Chiesa di Sant'Onofrio (nella contrada omonima, ricostruzione degli anni '60 di un precedente romitorio in cima al colle, danneggiato nella seconda guerra mondiale)
- Chiesa di Sant'Egidio nella omonima contrada, detta anche contrada degli ortolani. Nella stessa contrada c'è un'altra chiesa dedicata alla Madonna della Salette.

### Architetture civili

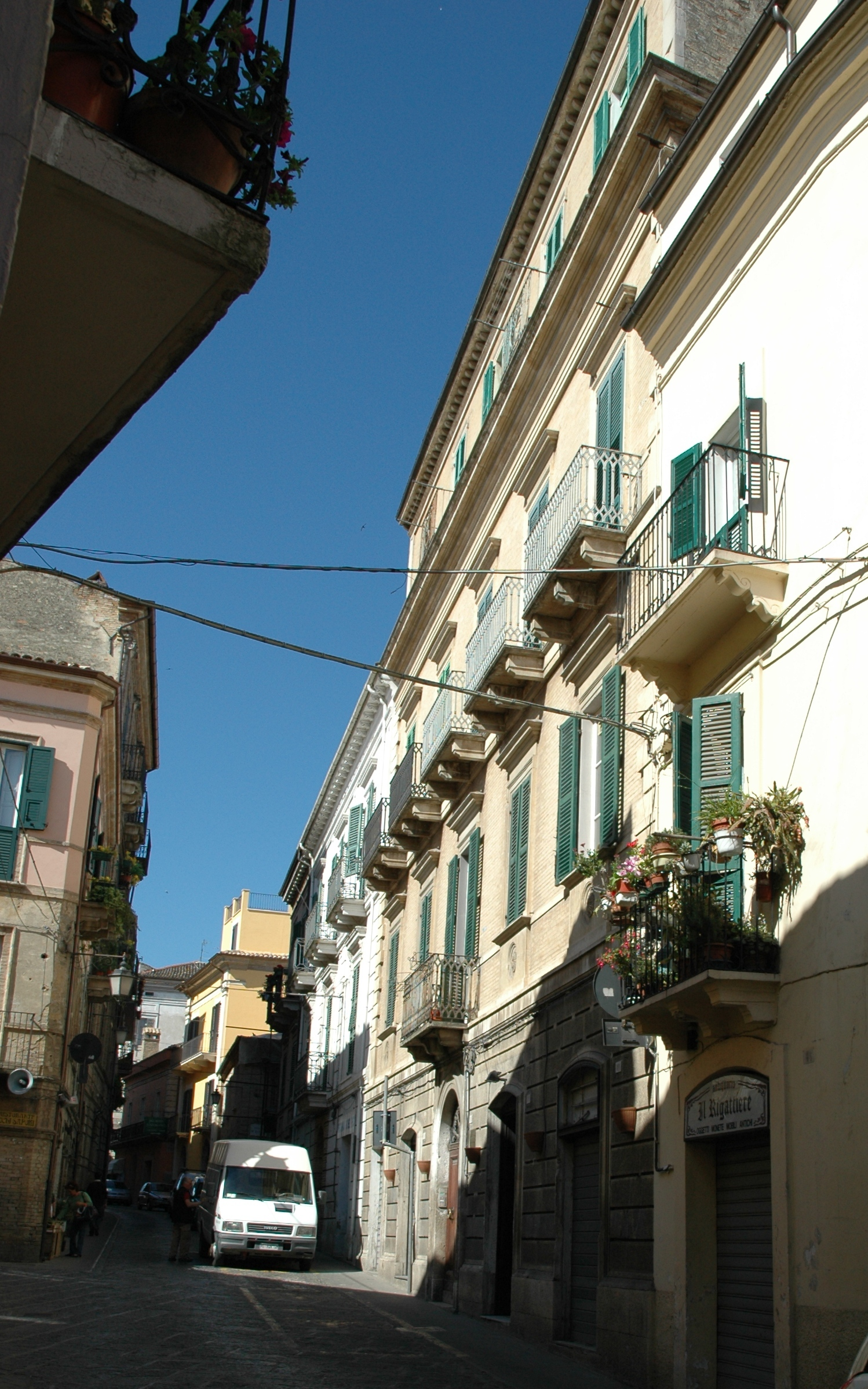
Palazzo Carabba su Corso Roma

- Palazzo De Crecchio (XVIII secolo): si trova lungo via dei Frentani, all'altezza di Largo Tappia, prospettando verso la facciata del Palazzo Vergilj. Costruito nel XVIII secolo sopra l'antico palazzo marchesale d'Avalos, che ebbe il potere sulla città dal 1646, ha dato i natali al senatore Luigi De Crecchio. Oggi è usato come biblioteca e sede convegni. Ha pianta rettangolare irregolare, poiché il secondo lato maggiore non esiste, dando spazio a un giardino pensile che volge verso il fosso Pagliaro del ponte Diocleziano. La facciata è caratterizzata da due corpi collegati da un portale maggiore di accesso, e il punto di incontro è la sommità dell'edificio, decorata da architrave con orologio a meridiana.
- Palazzo del Capitano (XIX secolo): Fu costruito in epoca liberty (XIX secolo) sopra i resti della demolita chiesa di San Martino in largo Tappia. Ha pianta rettangolare, con la facciata rosso scarlatto, decorata da logge in cornice bianca. Il portale ha una tettoia finemente lavorata, e ai fianchi due statue di dragoni. La sommità ha una torretta centrale di avvistamento. Oggi è usato come sede di uffici comunali aggiuntivi.
- Palazzo arcivescovile (XV secolo): si trova in largo dell'Appello, presso le Torri Montanare. Fu costruito come sede della diocesi nel XVI secolo (la diocesi di Lanciano fu istituita nel 1515), ed ospitò il seminario fino agli anni sessanta del Novecento. Oggi è sede del Museo diocesano di Lanciano, altri piani contengono uffici parrocchiali, della diocesi, e del vescovo stesso. Ha una robusta struttura rettangolare intonacata in rosa, con finestre e portali gotici, quello di ingresso è stato ricavato dalla chiesa dell'Annunziata (Piazza Plebiscito), demolita nel 1819. Un portale laterale ha una tipica cornice barocca.
- Palazzo casa di Federico Spoltore (XIX secolo): il palazzo è sito in corso Garibaldi all'altezza della chiesa di Santa Maria Maggiore, ed è il frutto della fusione di due edifici medievali. Nel XX secolo vi nacque il pittore Federico Spoltore. Attualmente, la struttura ospita un museo a lui dedicato. Ogni stanza è riconducibile a precisi momenti di vita del pittore, ricca di molti affreschi a tema allegorico. Di interesse sono le finestre gotiche e la decorazione marmorea in stile classico della casella postale.
- Botteghe medievali (XIV secolo): si trovano alla fine del corso dei Frentani nel rione Lancianovecchia (sbocco su piazza dei Frentani), e sono perfettamente conservate nella loro forma originale. Si tratta di un palazzo quadrato, la cui sommità è a uso abitativo, mentre la parte inferiore è usata per il commercio. Si distinguono tre arcate gotiche per l'accesso alle botteghe, con i capitelli delle colonne finemente lavorati, e un'iscrizione a caratteri tardo gotici, che testimoniano la presenza nel 1412 del commerciante e proprietario Nicola De Rubeis.
- Palazzo Municipale: si trova in piazza del Plebiscito, posto accanto al Teatro comunale Fenaroli, e risale alla metà del XIX secolo, frutto di rifacimento edificatorio dell'edificio precedente delle carceri, e dell'ex convento delle Scuole Pie. La facciata nella seconda metà dell'Ottocento è stata dotata di un corpo aggettante, con portici sulla piazza, da parte dell'architetto Sargiacomo, per ospitare la "casa di Conversazione", adibita ad uso culturale e ricreativo. La facciata del palazzo oggi è un rifacimento in stile antico dell'originale, a causa dei danni bellici del 1944.

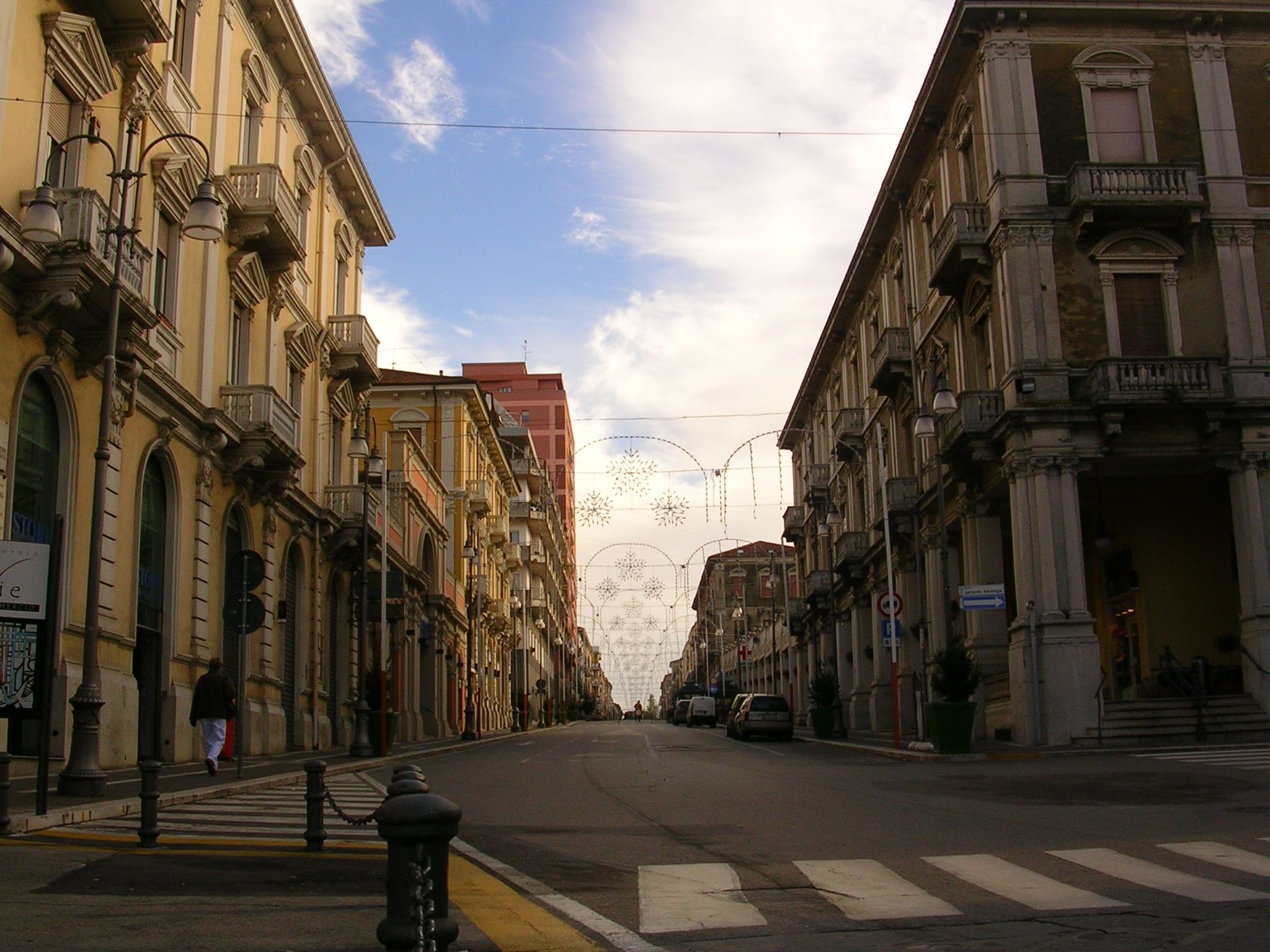
Palazzo Paolini Contento (destra) e Palazzo De Simone (sinistra), sullo sfondo il corso Trento e Trieste

- Palazzi del Corso Trento e Trieste: il corso fu aperto nel 1904 lungo l'antico Piano della Fiera, e numerose famiglie lancianesi vi costruirono svariati palazzi in stile liberty. I palazzi sono stati edificati a partire dagli anni '20 in poi, quelli eretti sin da subito erano il Palazzo della Posta (abbattuto nel 1964 ca.), del Convitto civico "Vittorio Emanuele II" (ossia il liceo classico, mentre oggi è adibito a vari usi culturali), il Palazzo del Banco di Roma o Palazzo De Angelis, e gli edifici dell'ex complesso dei Zoccolanti di San Mauro, dove negli anni '30 fu realizzato l'ex cinema Imperiale. I palazzi che oggi si trovano sul corso Trento e Trieste, e sui relativi vicoli di via degli Abruzzi, corso Bandiera via Vittorio Veneto, via Cesare Battisti, via De Crecchio, via Dalmazia, via Rimembranze, sono stati edificati quasi tutti dall'architetto Donato Villante, e omaggiano gli stili del passato, rifacendosi alle correnti del liberty, del moresco, del neoclassico, del decò, del neo rinascimento, e sono:
- Palazzo Martelli Fantini - via De Crecchio, via degli Abruzzi e Corso Trento e Trieste
- Palazzo De Angelis - via De Crecchio e Corso Trento e Trieste
- Palazzo Paolini-Contento o dei Portici - Corso Trento e Trieste, Largo Gerardo Berenga
- Palazzo De Simone - Corso Trento e Trieste - Corso della Bandiera

L'architetto Villante, ma anche altri locali, nonché Gino Coppedè, furono attivi nella lottizzazione del viale dei Cappuccini, a sud della città, fuori Porta Santa Chiara in direzione di Marcianese. Questo quartiere oggi, densamente popolato, deve il suo nome all'antico convento dei Cappuccini di San Bartolomeo Apostolo, ancora esistente, nei primi anni del Novecento esistevano solo poche case, i personaggi più illustri della città, tra i quali l'editore Rocco Carabba, che fondò lo stabilimento della casa editrice proprio all'ingresso di questa strada del 1878 (esiste ancora il fabbricato, benché in degrado), che fece edificare dal Coppedè nel 1921 Villa Carabba. Le ville, che rispettano sempre i canoni stilistici decò, liberty e razionalisti, si affacciano sul viale dei Cappuccini, sono villa Spinelli d'Alessandro, villa Pace, villa d'Ovidio Colalè, villa Sorge, villa Carabba-Tozzi-Sargiacomo. In contrada Marcianese si trova villa Paolucci, progettata sempre da Sargiacomo in stile neoclassico, che nel 1943-44 fu il quartier militare tedesco.

### Architetture militari

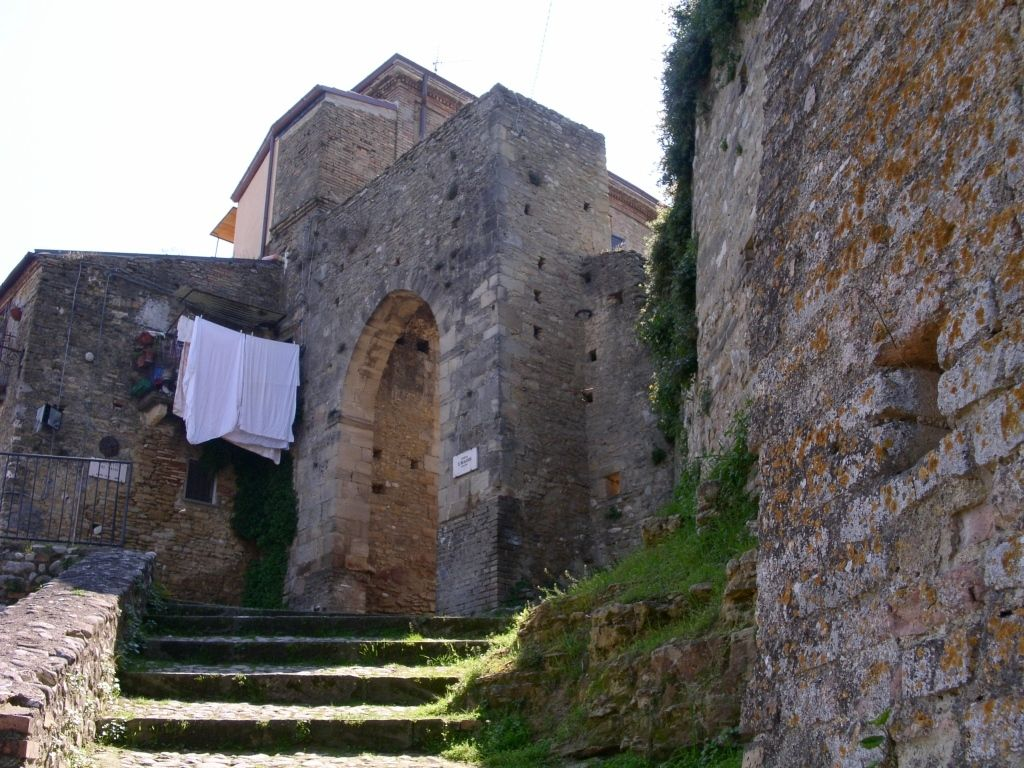
Porta San Biagio vista dall'esterno

Lanciano sin dal XII secolo fu provvista di una cinta muraria, che si andò allargando ed estendendo sino al rifacimento nel 1442-52 da parte di Alfonso I d'Aragona, i cui interventi sono visibili soprattutto nel rinforzo della parte sud-est, tra le Torri Montanare e il torrione cilindrico di Santa Chiara. Le mura cominciarono a divenire inservibili dal XVIII secolo, e nella prima metà dell'Ottocento vennero in gran parte demolite, nel piano di miglioramento urbano della città, per questo delle 9 porte storiche, solo Porta San Biagio rimase in piedi. Le altre vennero tutte distrutte, anche insieme a storiche parrocchie del rione Lanciano Vecchia. Alcune porzioni della cinta muraria sono chiaramente visibili lungo la strada delle Ripe, nel rione Civitanova, con la Porta della Noce inglobata nei palazzi, e i camminamenti di ronda, nei pressi della chiesa di San Nicola, poi nel rione Lancianovecchia, lungo la via degli Agorai, e in via dei Bastioni, con i grandi archi dei camminamenti di ronda adibiti a passaggi, con sopra le abitazioni ricavate dalle torri.
Le porte distrutte oppure in parte modificate sono:
- Porta Sant'Angelo - via dell'Asilo e via del Torrione, rimane la base del grande torrione normanno del 1057 presso la fonte del Borgo, dove sorgeva anche la chiesetta di Sant'Antonio abate. Era descritta come una delle meglio realizzate della città, fu distrutta nel 1846.
- Porta San Nicola e Porta Sant'Antonio: delimitavano l'accesso al Ponte dell'Ammazzo, ancora esistente presso la piazza Garibaldi, ricavata dalla colmata del fiume Malavalle o Malvò. Il ponte medievale con le arcate ogivali è presente anche nello stemma del quartiere Sacca, con due grandi torri angolari, una di Sant'Antonio a sud, e l'altra di San Nicola, perché conduceva alla chiesa omonima, dove si trovava la gabella del dazio.
- Porta Santa Chiara o Ferdinandea: si trovava all'ingresso del corso Roma, presso l'ex convento delle Clarisse. Fu una delle più tarde ad essere costruita, forse addirittura fu ampliata nel primo Ottocento in onore di re Ferdinando IV, e fu demolita nel 1850.
- Porta Santa Maria Nuova: si trovava presso le Torri Montanare
- Porta Diocleziana: detta anche "Santa Maria del Ponte", è ancora esistente, e si trova dietro la cattedrale, all'ingresso del Ponte di Diocleziano dal Larghetto Mons. Paolo Tasso. La porta come al si vede oggi è stata rimaneggiata nel XVIII secolo, il piano di calpestio è stato notevolmente sopraelevato, e l'arco di ingresso è molto piccolo, i suoi contrafforti sono visibili anche presso il deposito dell'auditorium sottostante del ponte.

Porta San Biagiorisale all'XI secolo, si trova nel rione Lanciano Vecchia, deve il nome alla vicina chiesa di San Biagio, è l'ultima superstite delle nove porte che facevano parte della cinta muraria della città. Arroccata su un costone molto ripido mal termine di via dei Bastioni a nord, è dotata di una luce di dimensioni ridotte sormontata da un arco a sesto acuto.
Porta urbica di via Umberto ISi trova all'inizio della via Umberto I venendo da piazza Garibaldi. Trattasi di un accesso coperto mediante volta a botte introdotto da un arco a sesto acuto. La porta, verosimilmente, era collegata alla porzione delle mura cittadine site tra il quartiere Borgo ed il quartiere Sacca. L'area infatti era accessibile mediante un ponte, quello dei Calzolai, perché presso l'attuale Piazza Garibaldi completata nel 1879, vi si trovava il fiume paludoso del Malvò, non percorribile a piedi. Il ponte coevo infatti era quello dell'Ammazzo, dotato di gabella del dazio.

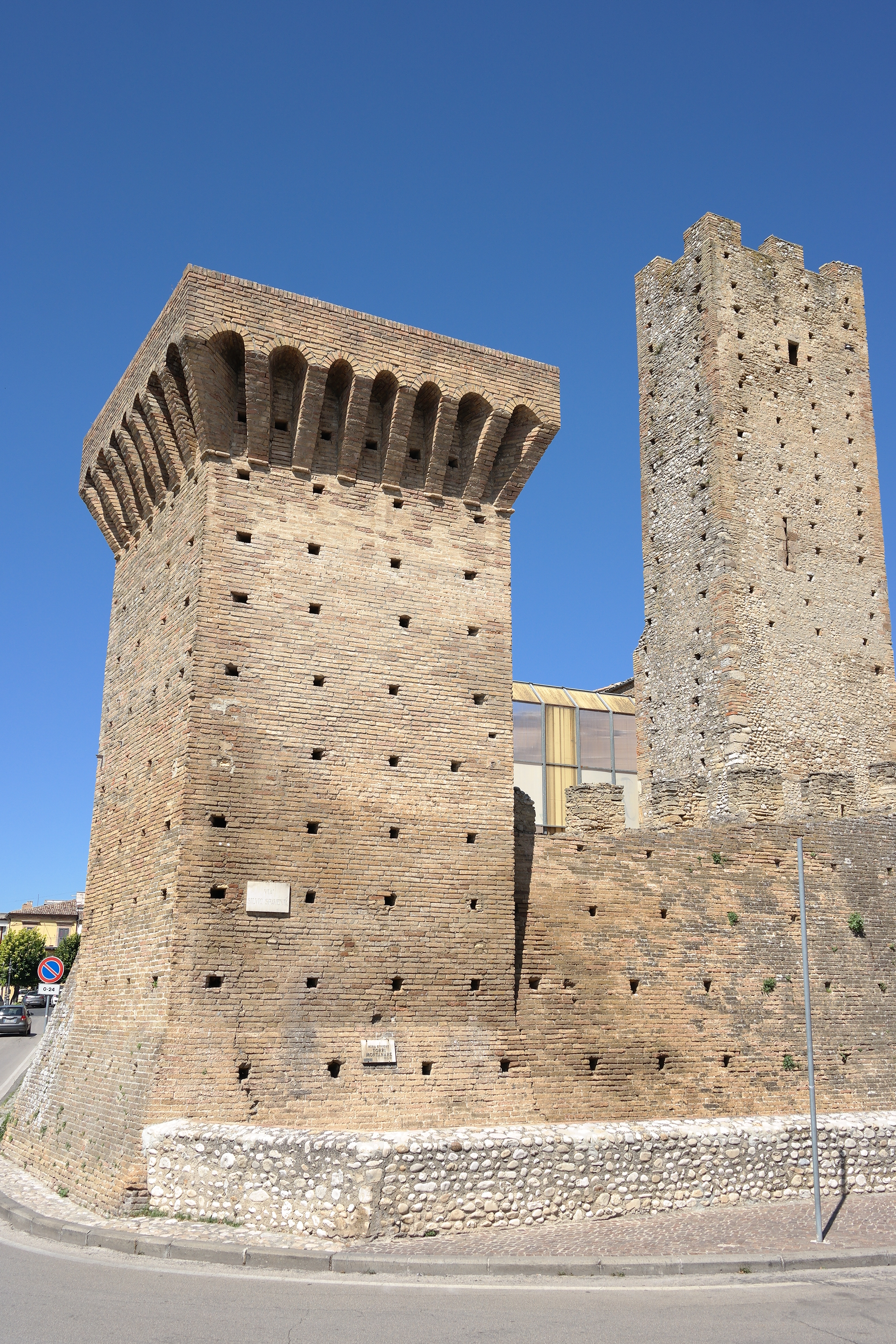
Torri Montanare

Torri Montanarecostituiscono la parte della cinta muraria da sud, venendo dalla montagna della Maiella, da cui il nome, ed erano collegate a Porta Santa Maria Nuova, l'attuale accesso al rione Civitanova mediante via P. Harris, venendo dal viale Spaventa. Sono un residuo dell'antica cinta muraria più antica dell'epoca normanna, restaurata in epoca aragonese (XI - XV secolo). Si compongono di due torri vicine tra loro: una torre d'avvistamento alta e snella, interna alle mura, ed un massiccio torrione angolare esterno. La torre più alta è l'unico residuo della cinta muraria più antica, insieme a qualche tratto di mura in pietra; tutto il resto della struttura, costruito in laterizi, appartiene al rifacimento della cinta muraria avvenuto all'inizio del 1400. Il nome potrebbe derivare dalla famiglia Montanari oppure dalla posizione molto panoramica (la vista spazia dal massiccio della Maiella al Gran Sasso, passando per tutte le colline vicine ed arrivando fino al mare).
Torrione aragonesesi trova in via del Torrione, sotto il convento di Santa Chiara, e risale al XV secolo, quando Alfonso I d'Aragona fece rinforzare le mura. Il torrione infatti ha il tipico aspetto con la pianta a scarpa, la costituzione cilindrica, con la sommità decorata da beccatelli, caditoie, e un camminatoio più largo della pianta della torre. L'interno è diviso in due piani, ed è raramente accessibile, se non con visite private. La parte della cinta muraria negli anni '50 è stata occupata dall'ex asilo "Maria Vittoria".

### Monumenti pubblici e fontane

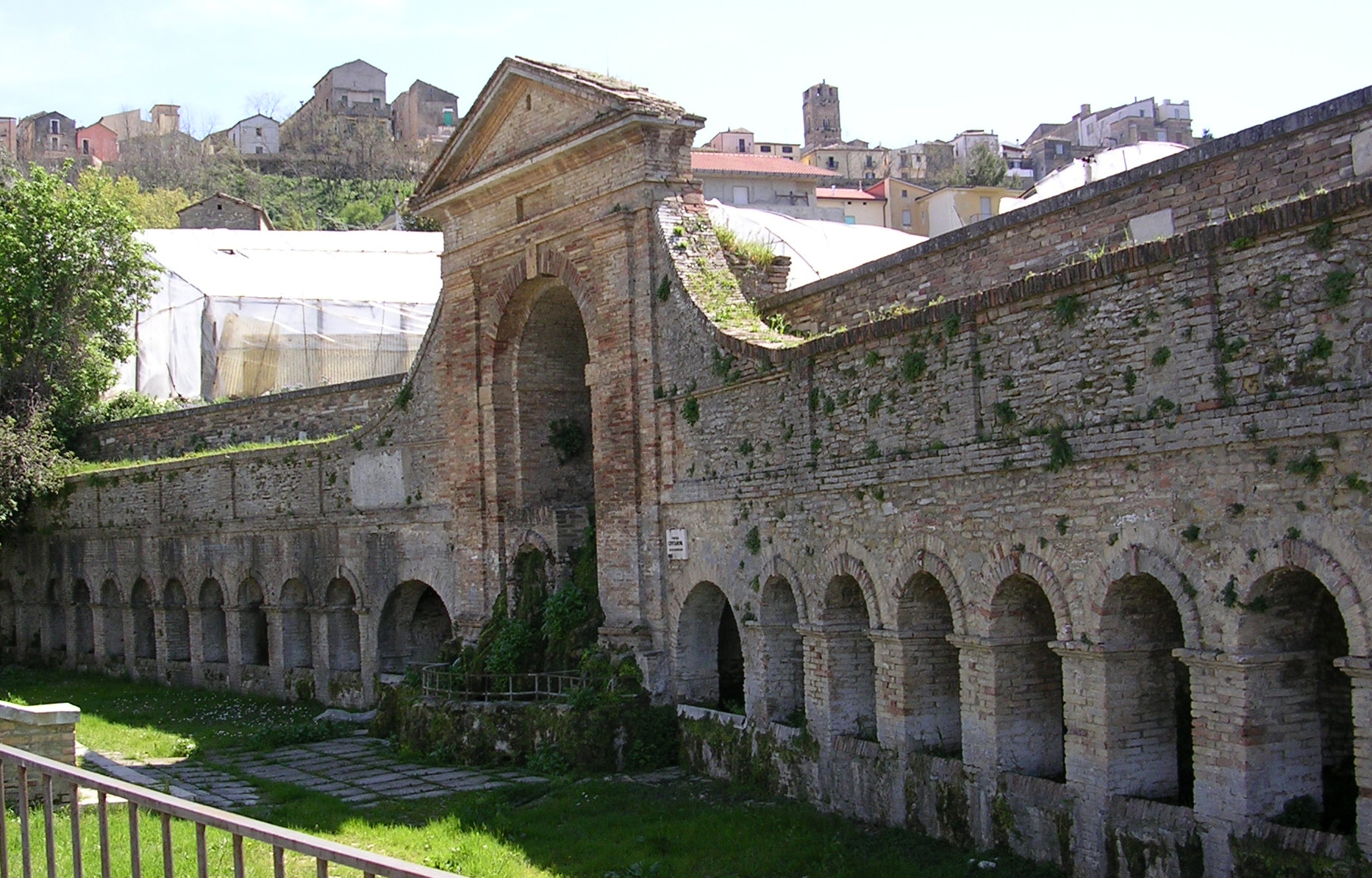
Fontana Grande di Civitanova

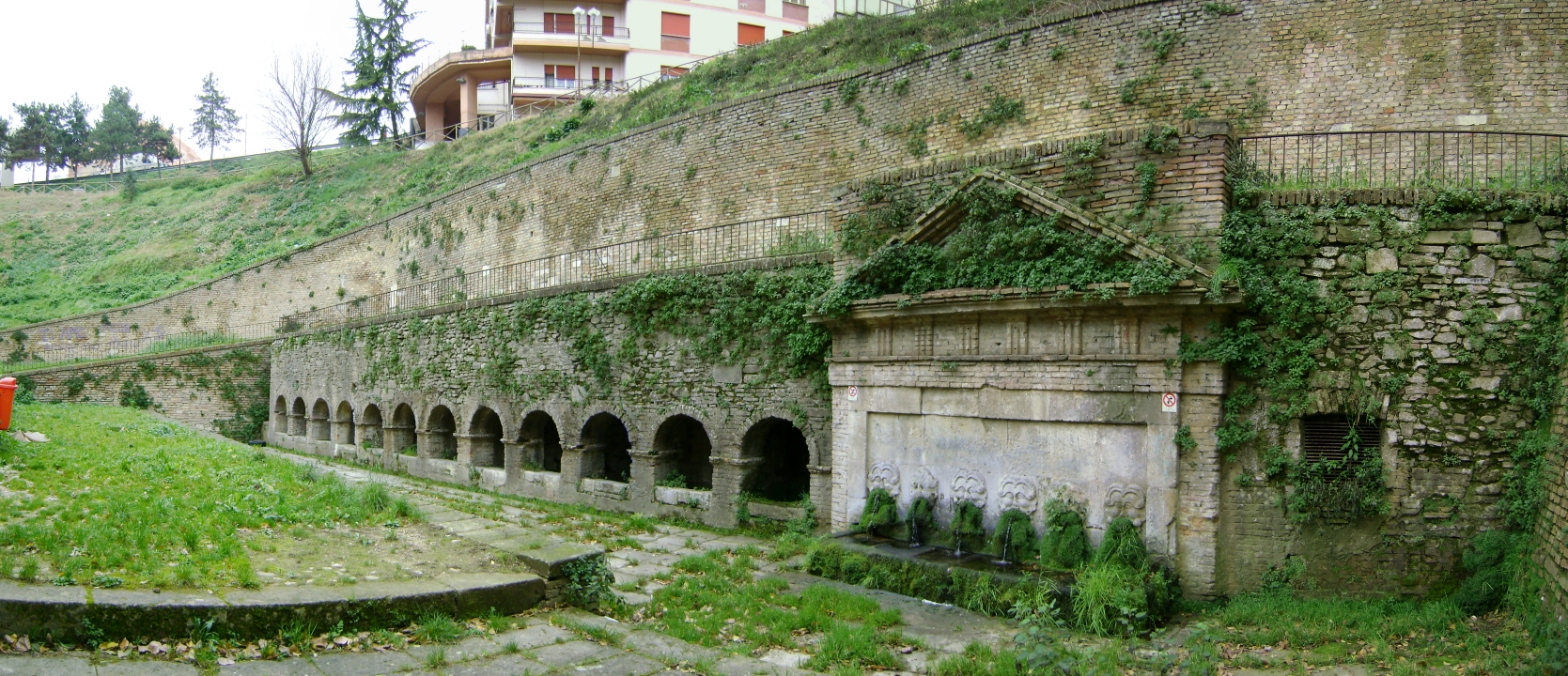
Fonte del Borgo

Le due fonte di maggiori interesse storico sono la Fonte del Borgo (XIII secolo), con interessante ordine di mascheroni a tema grottesco, e la Fontana di Civitanova, in elegante stile neoclassico con mattoni a vista. Una fontana monumentale si trovava sino al 1924 in piazza del Plebiscito, sopra cui oggi il Monumento ai caduti, ed era il simbolo della modernità idrica arrivata in città con la costruzione dell'acquedotto.
- Fonte del Borgo (XIII secolo): posta nel piazzale Francesco Paolo Memmo, risale al Medioevo (XIII secolo). Fu restaurata nell'800, ed oggi è compresa in un complesso seicentesco usato per la produzione di candele. La fontana è scavata nella terra, essendo alla base di un fosso, e si compone della struttura principale (corpo con quattro mascheroni), e un portico per attingere l'acqua per le lavandaie.
- Fontana Grande di Civitanova: si trova nella contrada Sant'Egidio appena sotto le mura del quartiere Civitanova, ed è la storica fontana maggiore di Lanciano, che fu usata come principale fonte di rifornimento idrico sino alla metà dell'Ottocento. La fontana, secondo delle leggende, risalirebbe all'epoca romana, ma fu rifatta quasi daccapo nel 1823, in stile neoclassico monumentale. Ha due corpi porticati con la vasca d'abbeveratoio e di lavaggio dei panni, decorati da ordine regolare di archi, che a forma semicircolare partono dal corpo centrale, che ha la forma di nicchione con la cannella maggiore, e l'architrave a timpano triangolare.
- Fontana di Largo Carlo Tappia: è stata realizzata nel 1921 dal finanziamento di Alfonso Cotellessa. Si trova nel cuore del rione Lancianovecchia, e mostra sopra un piedistallo quadrangolare, con due cannelle fuoriuscenti da cornici in ghisa, una scultura di fanciulla nuda in stile greco classico, che regge un'anfora. Si trova davanti al Palazzo del Capitano.
- Fontana della villa comunale: si trova all'interno del parco lungo il viale Caduti di Nassiryia, è stata realizzata nel primo Novecento, ed ha un aspetto circolare irregolare, con un ponte che conduce alla centrale idrica posta nel baricentro, in un isolotto con piante. La fontana ospita una vasca con pesci rossi e anatre, e un cigno, la balaustra del corrimano è decorata ad intervalli regolari da vasi di pietra bianca.

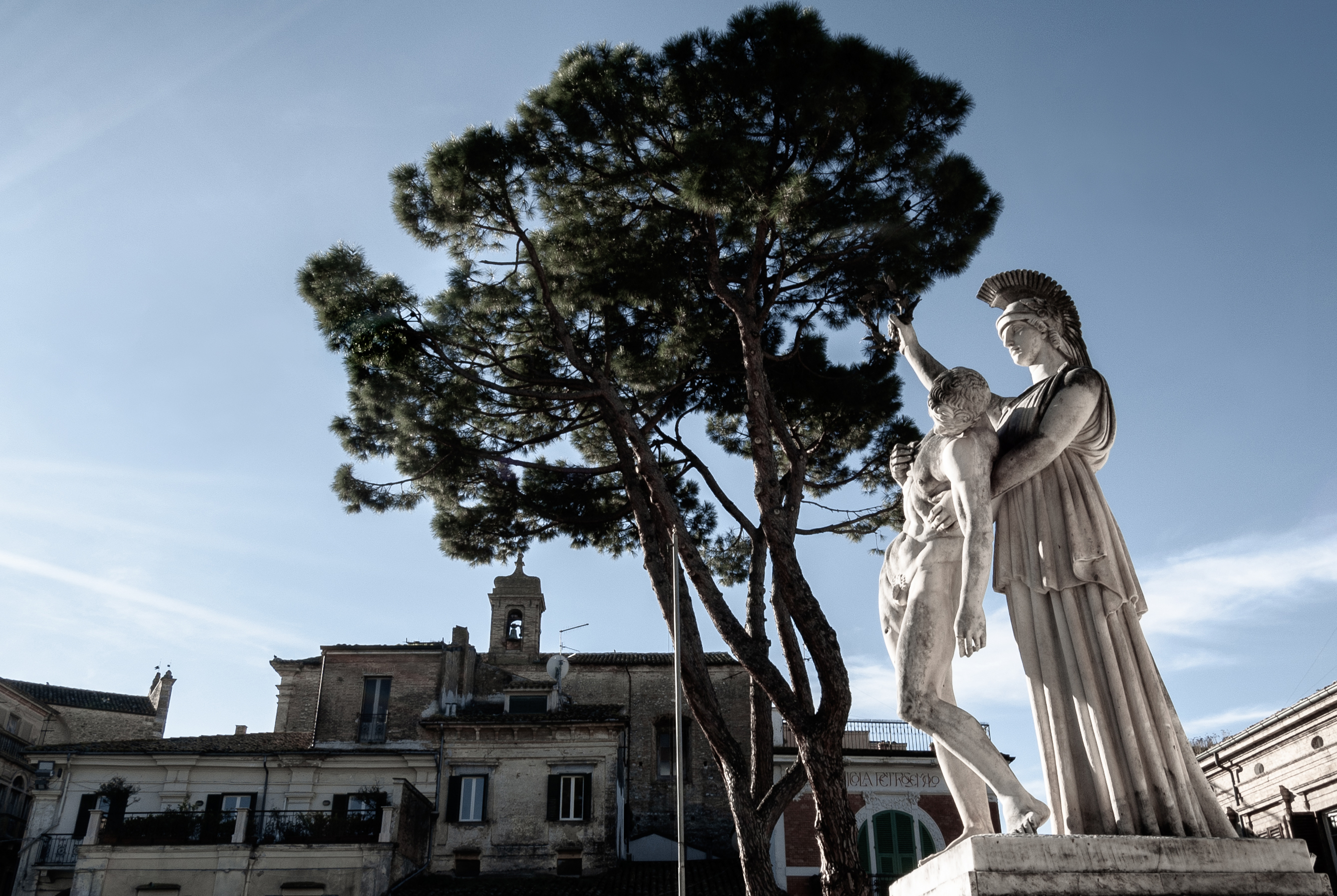
Monumento ai Caduti della Grande Guerra

- Monumento ai Caduti della Grande Guerra: l'opera dello scultore Amleto Cataldi (1882-1930) sorge sul margine ovest della piazza del Plebiscito, in cima alla gradinata scenografica di via Corsea e piazza Garibaldi. Nel 1926 è stato costruito quello che viene definito uno dei più plateali monumenti commemorativi dell'Abruzzo pre-guerra. Il monumento, in marmo bianco di Carrara, è di ispirazione romantica con riferimento al gusto Liberty. Esso - in un recinto semicircolare - raffigura la dea Vittoria che con una mano sorregge un nudo maschile, simbolo del soldato morto in guerra (in epigrafe "Flectitur heros"), e con l'altra la corona d'alloro. Ai nomi dei caduti della Grande Guerra sono stati aggiunti quelli delle vittime civili e militari della II Guerra Mondiale[20].
- Monumento ai Martiri Lancianesi: si trova lungo via Ferro di cavallo, in prossimità del piazzale dove avvenne l'esecuzione del partigiano Trentino La Barba, comandante degli "eroi ottobrini", che il 5 ottobre 1943 si ribellò ai tedeschi. Il monumento è stato realizzato dopo il 1965, e mostra il corpo centrale con un bassorilievo bronzeo allegorico, che rappresenta il riscatto dei prigionieri giovani di Lanciano dal barbaro oppressore tedesco. Nel 2016 presso il Largo dell'Appello, è stato realizzato il Monumento a Trentino La Barba, in pietra calcarea della Maiella.
- Monumento al Samudaripen dei Rom e Sinti: si trova nel quartiere dei Cappuccini, nei pressi di villa Sorge, storico campo d'internamento di prigioniere ebree durante la guerra. Il monumento raffigura una grande madre orante, la Madonna, ed è stato finanziato dal professore e cantautore d'etnia rom Santino Spinelli in arte "Alexian", inaugurato nel 2018. Rappresenta il primo monumento in Italia che commemora tale strage.

### Aree verdi

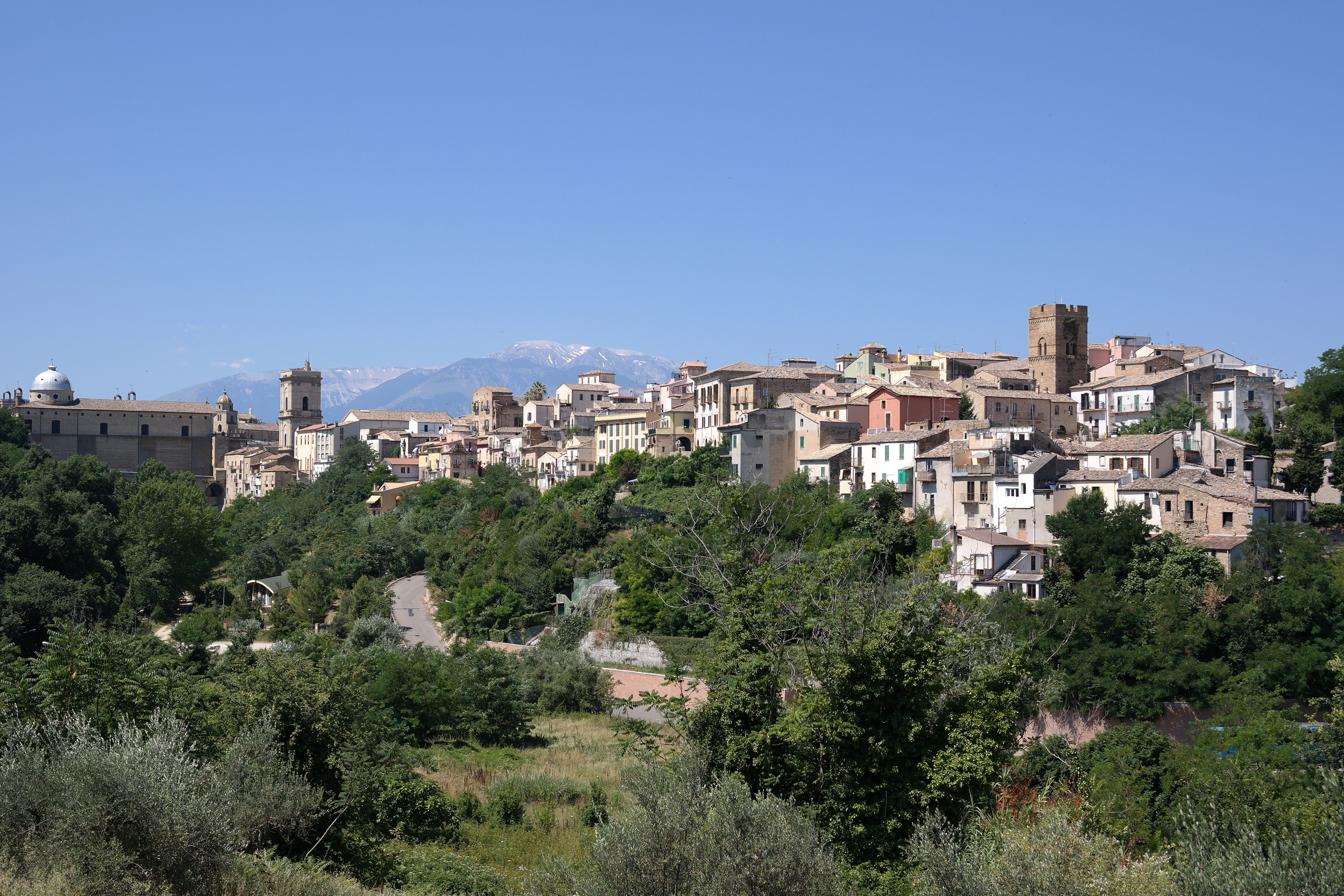
Il centro storico di Lanciano, e il sottostante parco Diocleziano

- Parco del Ponte di Diocleziano: si trova sotto il ponte romano con la cattedrale, accessibile da via dei Bastioni. Il parco è stato realizzato nel 2008, eliminando il bosco del "pozzo Bagnaro", dove sino al XVIII secolo si trovava una storica fontana, che accoglieva le acque del torrente della fonte del Borgo. Il parco è attrezzato con un percorso vita, attrezzi sportivi, panchine, lampioni e un chioschetto.
- Villa comunale "delle Rose": si trova compresa tra il viale Caduti di Nassiryia, viale Sant'Antonio e via Cesare Battisti. Si tratta di due parchi distinti, realizzati dal grande orto del convento di Sant'Antonio nei primi anni del Novecento, la villa ver e propria fu realizzata tra il 1927 e il 1930. La parte della villa lungo viale Cesare Battisti e viale delle Rose porta sino alla stazione, e all'ingresso del corso Trento e Trieste, nel 1929 si è dotata di un ippodromo, attivo sino agli anni 2000 per la corsa dei cavalli, mentre il prato è stato occupato di recente dal campo del velodromo, del basket, mentre un'altra porzione, a ridosso delle tribune con le casette scommesse, è stata dotata di un ampio campo comunale da calcio. La parte verso la chiesa di Sant'Antonio è la villa pubblica tipica del primo Novecento, con una fontana centrale, decorata da piedistalli con statue che ricordano i kuroi greco classici, e la vasca grande, dove si trovano le anatre e i cigni. Si trova anche una voliera. Caratteristica di questa villa è l'ingresso, con le due colonne del cancello ancora molto ben decorate dai fasci littori, elemento simbolico del Ventennio che decora anche i principali tombini del corso Trento e Trieste, realizzati nel 1928 (con l'iscrizione Anno VI), e i fasci della facciata del teatro comunale, rimossi nel 2016 in quanto frutto di una ricostruzione nostalgica del 1996 dei preesistenti del 1939, abbattuti già nel 1943.
- Parco del quartiere Santa Rita: si trova compreso tra via Masciangelo e via De Riseis, e consta di alcuni giochi per bambini e di panchine.
- Parco giochi del quartiere Cappuccini, si trova accanto al convento di San Bartolomeo, lungo viale Cappuccini, consta di giochi attrezzati per bambini,

### Siti archeologici

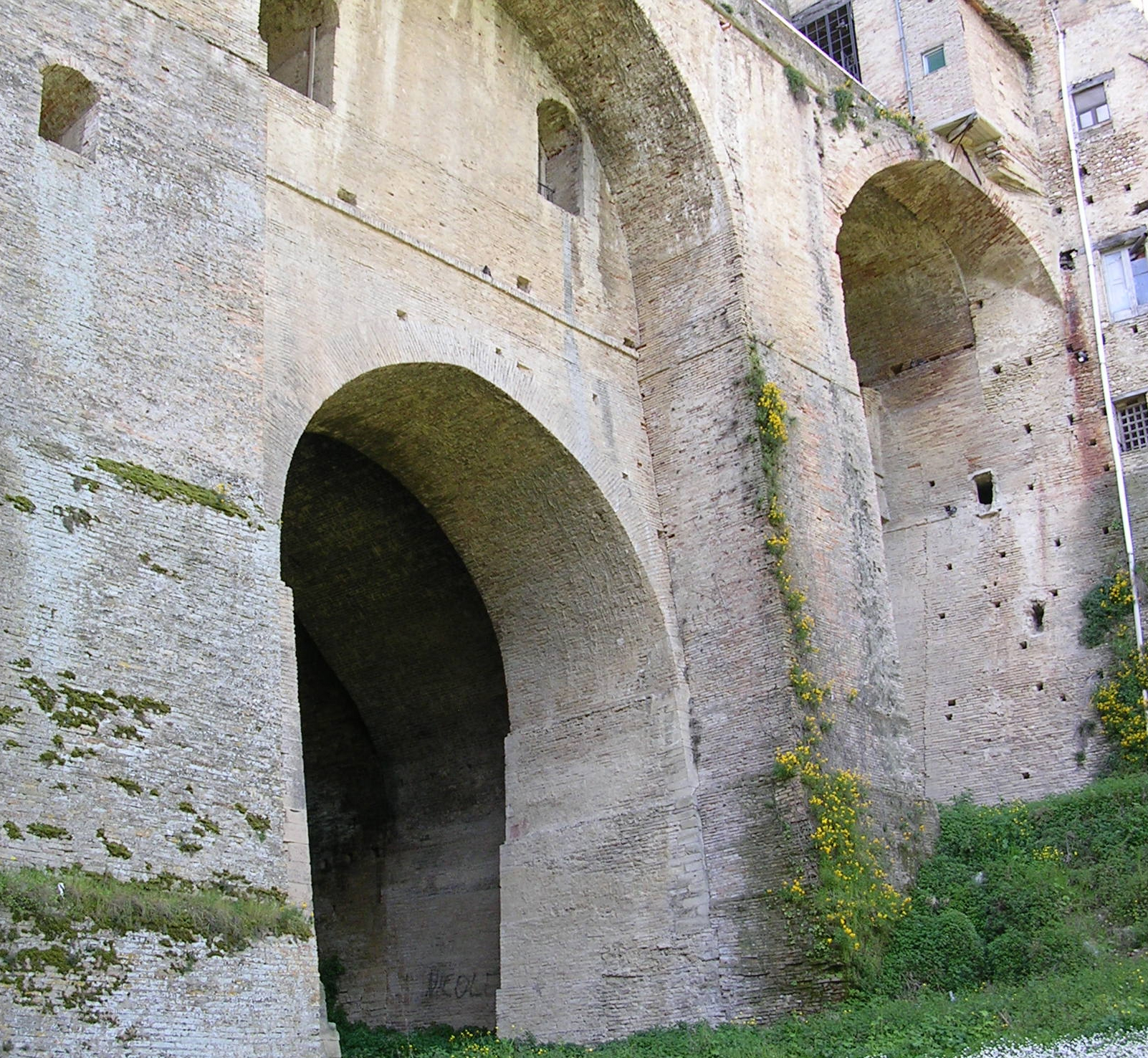
Archi del ponte romano (III sec)

Reperti risalenti al neolitico e alla prima presenza italico-frentana sono stati ritrovati in contrada Serre-Marcianese negli scavi dei primi anni Novanta, ma la stessa area di Lancianovecchia sul Colle Erminio nel biennio 1992-94, e negli scavi di Piazza Plebiscito per il Giubileo del 2000 hanno riportato alla luce notevoli reperti come capitelli, sculture, monete e utensili domestici, per non parlare delle collezioni delle famiglie nobili che trovarono già vari reperti nei secoli passati. La collezione dei reperti è andata a costituire il Museo civico archeologico, attualmente situato nell'ex convento di Santo Spirito. Benché sia assodato che l'intera area dei quartiere Lancianovecchia-Borgo sorga sopra le antica vestigia romane di Anxanum, con vie e cunicoli sotterranei che arrivano fino al viale dei Cappuccini, oggi non sono stati compiuti scavi intensivi per riportare alla luce altro materiale, ed esiste solo il percorso archeologico che dal Ponte di Diocleziano porta, sotto la piazza del Plebiscito, al convento di San Legonziano nel santuario del Miracolo Eucaristico, provvisto di cartellonistica e pannelli espositivi.
Documenti riferibili all'opera di Gianluca Pollidori e Giacomo Fella, storici vissuti nel XVI-XVII secolo, testimoniano che il cuore pulsante dell'antica Anxanum era il rione medievale dl Colle Erminio (Lancianovecchia), che l'antica curtis era la Piazza del Plebiscito, dove partivano i tratturi e i percorsi per raggiungere il Piano della Fiera (l'area del corso Trento e Trieste), mentre piccoli abitati sorgevano anche nelle zone del rione Borgo, come dimostrano delle catacombe sotterranee, e l'area del rione Civitanova, con il tempio del dio Apollo (vi sorge la chiesa di Santa Maria Maggiore) sul Colle Selva, e con il teatro romano (vi sorge il palazzo arcivescovile).

## Società

### Evoluzione demografica
Abitanti censiti

### Etnie e minoranze straniere
Al 31 dicembre 2023 gli stranieri residenti erano 1489, pari al 4,51% della popolazione.

### Settimana Santa
Le celebrazioni della Settimana Santa comprendono varie manifestazioni:
- nella IVª Domenica di Quaresima si svolge la Via Crucis delle confraternite
- il Giovedì santo si tiene la processione degli Incappucciati: i confratelli dell'Arciconfraternita Orazione e Morte di San Filippo Neri, con i volti coperti da cappucci neri, percorrono le vie del centro storico in notturna, alla sola luce delle loro fiaccole, trasportando i simboli della Passione di Cristo; uno di loro, detto Cireneo, percorre tutto il cammino a piedi scalzi trasportando sulle spalle una croce di legno a grandezza naturale; la processione è accompagnata dall'esecuzione delle Marce Funebre di Francesco Paolo Masciangelo e Ravazzoni, eseguite dalla Banda Musicale e dal rumore stridulo delle raganelle
- il Venerdì Santo gli stessi confratelli sfilano a volto scoperto per la tradizionale processione funebre del Cristo Morto.
- nella domenica di Pasqua si svolge l'incontro dei Santi: sacra rappresentazione in cui le statue di Gesù, Maria e San Giovanni inscenano l'episodio evangelico che vede Giovanni recarsi al sepolcro, scoprire la resurrezione di Gesù ed annunciarlo a Maria; la gioia di quest'ultima viene simboleggiata dalla corsa finale della statua accompagnata da un volo di colombi; la stessa rappresentazione è ripetuta anche il martedì seguente.

## Cultura

### Biblioteche

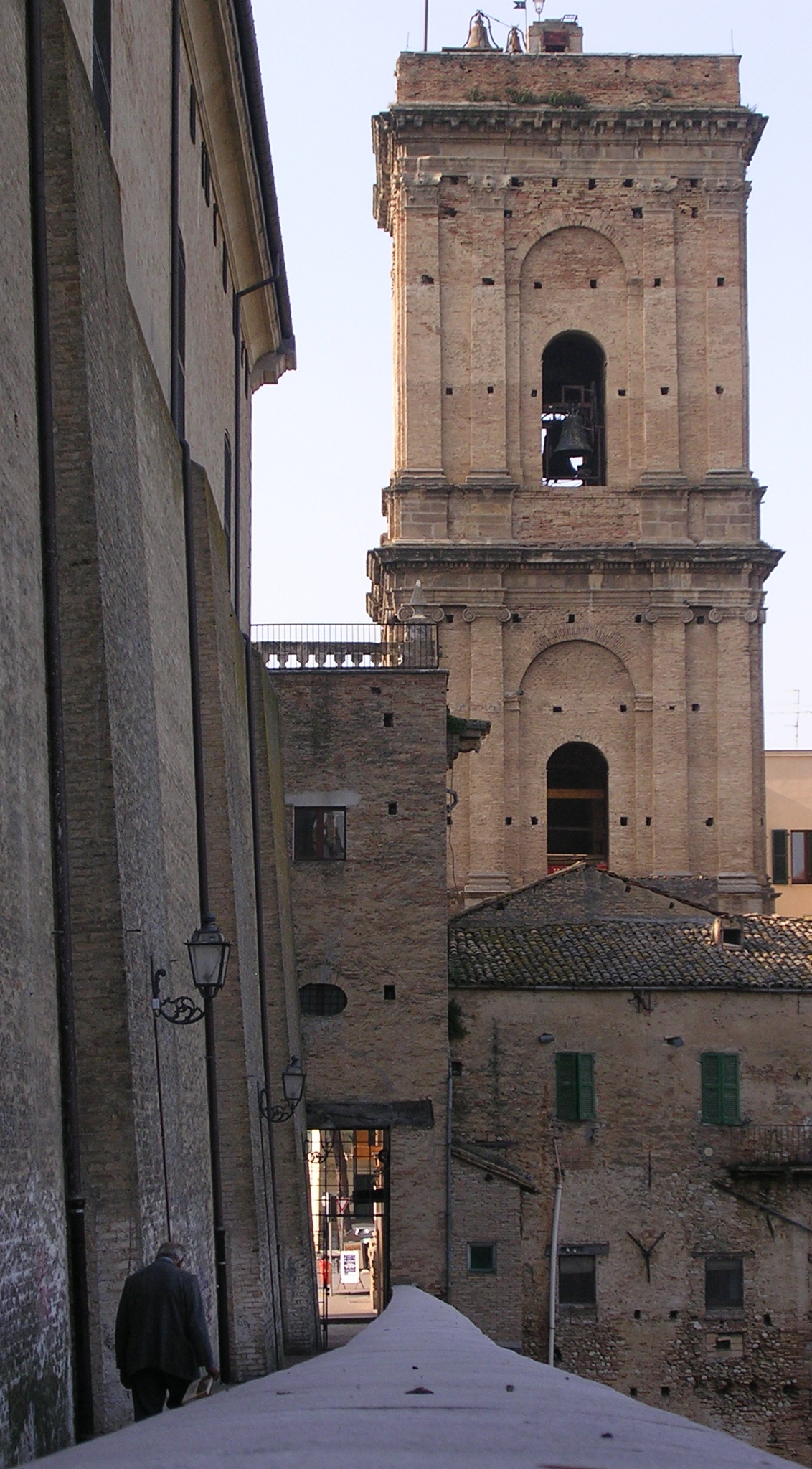
Veduta della torre civica della Cattedrale, dal Ponte di Diocleziano. In cima si trova la campanella "squilla" accanto alle due fisse per battere l'ora, che suona ogni mattina, nonché la sera del 23 dicembre per la celebrazione

Biblioteca "Raffaele Liberatore"
Nel 1868, quando furono soppressi i conventi, il comune di Lanciano entrò in possesso di due librerie di frati del convento di Sant'Antonio di Padova e dei Francescani. In seguito non furono arricchite molto le collezioni librarie e la biblioteca non fu sempre aperta al pubblico. Nel 1921 fu intitolata a Raffaele Liberatore. Dal 1925 all'inizio della seconda guerra mondiale furono donati vari lasciti. Nel 1964 fu trasferita dalla scuola Vittorio Emanuele II (sul Corso Trento e Trieste) ad una sede più ampia. Dal 2006 è sita in una villa settecentesca, Villa Marciani, in Via del Mancino. La biblioteca consta di circa 80000 volumi, tra cui una collezione della casa editrice Carabba, 80 periodici, 116 pergamene, nove incunaboli, 116 cinquecentine, 95 seicentine e vari manoscritti, inoltre, tra le donazioni sono da citare vari regesti. Le pergamene spaziano in un periodo compreso tra il XIII e il XVI secolo; tra le pergamene è da citare il lodo di san Giovanni da Capestrano che narra la pace fra abitanti di Lanciano e di Ortona, tra le altre pergamene vi sono delle bolle di Papa Bonifacio VIII. Tra le altre opere della biblioteca vi sono l'archivio storico delle province napoletane, il bollettino della deputazione abruzzese di storia patria e la collezione della Rivista Abruzzese dal 1886 sino ai giorni nostri.

### Scuole
A Lanciano hanno sede 19 scuole dell'infanzia (quattro delle quali paritarie), 10 scuole primarie (due delle quali parificate), 4 scuole secondarie di I grado ed 8 scuole secondarie di II grado.

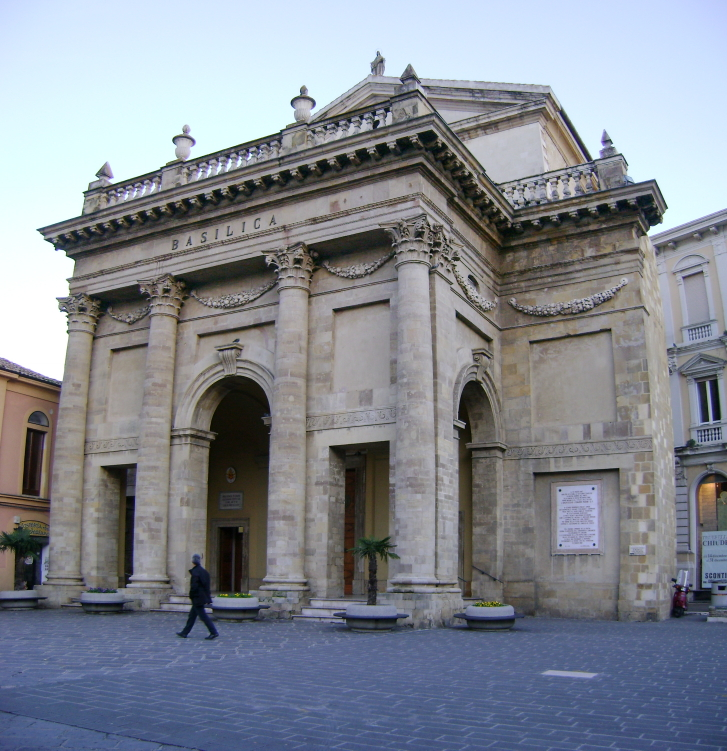
Sagrato della Cattedrale, dove la notte del 13 settembre si rievoca l'arrivo delle corone da Roma

### Università
A Lanciano è presente una sede distaccata dell'Università degli Studi "Gabriele d'Annunzio". Nel Palazzo degli Studi sul corso Trento e Trieste, sede del Consorzio Universitario, sono attivi diversi corsi legati alla formazione post universitaria, con la collaborazione dell'Università degli Studi di Urbino "Carlo Bo".

### Musei

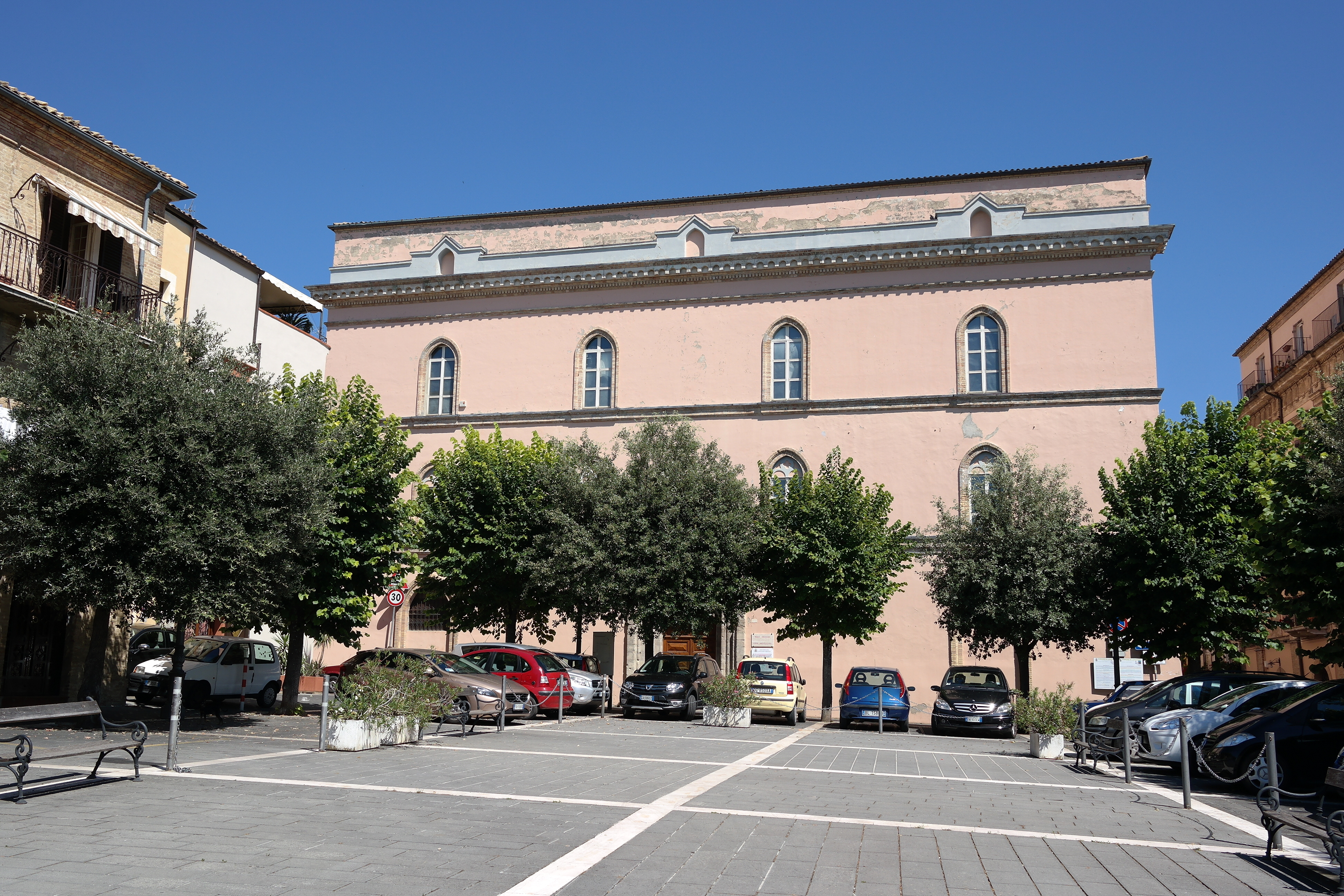
Palazzo arcivescovile di Lanciano, sede del Museo diocesano

Museo diocesano di Lancianosi trova nel seicentesco Palazzo del Seminario in Largo dell'Appello, aperto nel 2002. Ospita testimonianze sulla storia della diocesi e oggetti provenienti dalla cattedrale, da altre chiese diocesane e dal palazzo arcivescovile, datati dal XIII secolo ai giorni nostri (paramenti liturgici, quadri, tele, affreschi, croci astili, conocchie di statue, reliquiari, libri sacri). Si segnalano in particolare le oreficerie, tra cui un crocifisso quattrocentesco opera della bottega di Nicola da Guardiagrele (dalla chiesa di Sant'Agostino). Tra i tessuti si conservano i paramenti ottocenteschi appartenuti all'arcivescovo Francesco Maria De Luca, provenienti dalla Cattedrale. Vi è contenuto un quadro attribuito alla bottega del Giorgione.
Polo museale Santo Spiritosito nell'ex convento omonimo dei Padri Celestini, il polo ospita dal 2011 il museo archeologico, due sale espositive, un'aula didattica e una sala convegni. Il museo archeologico vuole essere un lungo cammino nella storia della città e del suo territorio: partendo dal V millennio a.C. fino ad arrivare al municipio di età romana, con le successive fasi di epoca bizantina ed alto medievale. Il viaggio si conclude con l'esposizione nei raffinati vasi di maiolica arcaica realizzati dai vasai lancianesi in epoca medievale.
Casa-museo di Federico Spoltorepresso la casa natale del pittore Federico Spoltore (via Garibaldi, all'altezza della chiesa di Santa Maria Maggiore), sotto tutela del Ministero dei Beni Culturali dal 1987, sono esposte alcune delle sue opere, l'archivio storico, con i documenti che illustrano la sua attività artistica e intellettuale, una biblioteca e l'istituto fondato a nome dell'artista. Tra l'altro, all'interno è visibile una raccolta di armi, dipinti, mobili, maioliche, frantumi di edifici, ferri battuti ed altri elementi secondari raccolti dai fratelli Spoltore per arredare le sale del palazzo ed esaltare le origini aristocratiche della casata. La casa è visitabile su prenotazione contattando i familiari dell'artista scomparso, che ne detengono ancora la proprietà.

### Media

#### Televisione
- Telemax
- Antenna 10

#### Radio
- Radio Lanciano

### Arte
L'arte lancianese si può dividere in architettura, scultura e pittura; sottocategorie che a loro volta, analizzando l'aspetto della cittadina abruzzese, mostrano varie stratificazioni di stili. A un primo sguardo, ciò che caratterizza architettonicamente Lanciano è l'uso della pietra tufacea locale "giallina", per la costruzione di palazzi e chiese. Questo elemento accomuna Lanciano con molti altri centri dell'area Frentana, come Castel Frentano, Paglieta, Rocca San Giovanni, Frisa e Treglio.

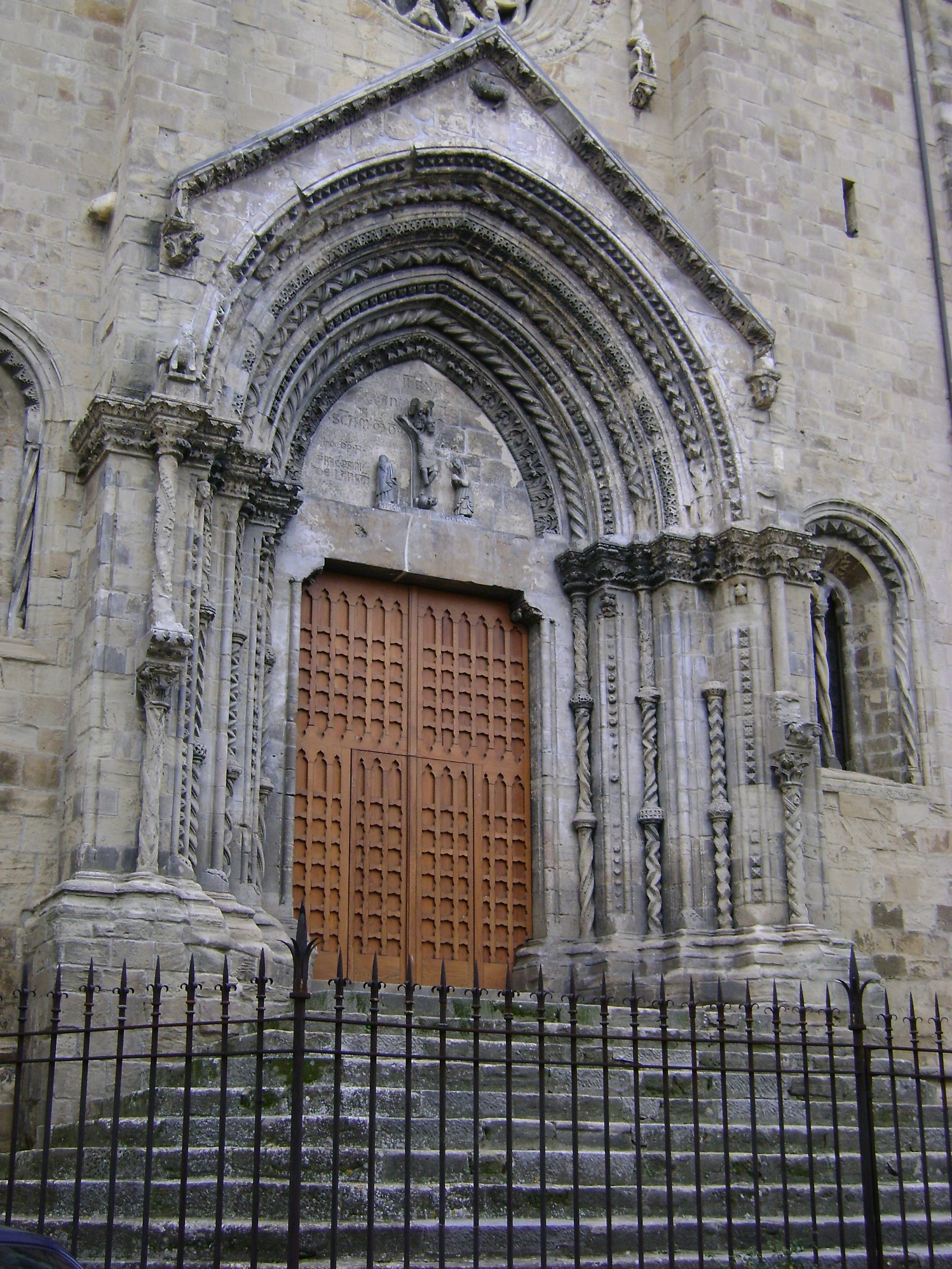
Il portale principale, firmato dal maestro Francesco Petrini, della chiesa di Santa Maria Maggiore

Benché abbia subito alcuni danni nei bombardamenti del 1944, Lanciano è una città perfettamente conservata nel suo centro storico, e se oggi si presentano delle mancanze, ciò è dovuto alla mano dell'uomo che ha distrutto edifici nella parte antica, come ad esempio si può ricordare il piano regolatore urbano del sindaco Gerardo Berenga, che con la complicità dell'architetto Michitelli, che realizzò nel 1819 la facciata neoclassica della Cattedrale della Madonna del Ponte, e di Filippo Sargiacomo, i quattro quartieri medievali subirono drastiche modifiche, come l'abbattimento quasi totale delle mura e delle porte di accesso (tra le più rilevanti Porta Civitanova, Porta Sant'Angelo, Porta Diocleziana, Porta San Nicola), lasciando in piedi solo Porta San Biagio; mentre nel rione Lanciano Vecchio a partire dai primi anni '40 dell'800, vennero demolite le chiese di San Martino, San Lorenzo e San Maurizio, considerata la più antica della città dopo quella di San Biagio. Il bombardamento tedesco del 1944 danneggiò irreparabilmente anche la chiesa di San Giovanni della Candelora, che venne demolita, ad accezione del campanile.

### Arte romana
Tracce della città romana, che sorgeva sul Colle Erminio (Lanciano Vecchio), sotto le fondamenta delle chiese e dei palazzi della nuova cittadella medievale del XII-XIII secolo, sono visibili soltanto in determinati contesti per mancanza di scavi archeologici programmati, precisamente nel percorso sotterraneo del Ponte di Diocleziano (III sec. d.C.) sotto Piazza del Plebiscito, che portano alle fondamenta dell'ex convento di San Legonziano (V-VIII sec.), sopra cui sorge il Santuario del Miracolo Eucaristico, grazie a cui è possibile conoscere le varie fasi di ricostruzione riedificazione sopra strati romani della città medievale, con la piazzetta del mercato, e del convento dei monaci Basiliani sopra un'antica cisterna del I sec.

### Arte romanica e gotica
Dato che le più antiche tracce del romanico a Lanciano sono andate perse (XI-XII sec), dal tempo dell'era volgare (V-X sec), poiché il Sargiacomo parla dell'antica chiesetta dell'Annunziata in Piazza Plebiscito, distrutta per realizzare il sagrato del Duomo, e di cui si conserva il portale gotico posto all'ingresso del Palazzo arcivescovile, gli unici esemplari che possono condurre a una lettura dello stile architettonico romanico in città sono la chiesa di San Biagio e la porta delle mura poco distante. A considerare la rozzezza esterna della chiesa, pare fosse stata ricostruita più volte, e di interesse si conserva il fianco sinistro con alcuni contrafforti e finestre allungate dello stile cluniacense della metà del XIII secolo, ricorrenti anche nella chiesa di Santa Maria Maggiore. Il campanile molto robusto appartiene alla metà del Trecento, realizzato insieme ad altre coeve "torri sorelle" (delle chiese di San Francesco, Sant'Agostino, San Giovanni, Santa Maria Maggiore e San Nicola), ed anch'esso è uno degli elementi costituenti più rappresentativi dell'architettura della città. Il maestro che realizzò queste torri usò la pietra locale, scandendo i settori con delle cornici marcapiano a vari motivi, da quelli ad archetti pensili, all'ordine mistilineo zigzagante, mentre nei settori inserì le profonde arcate a sesto acuto, e in alcuni casi le bifore.

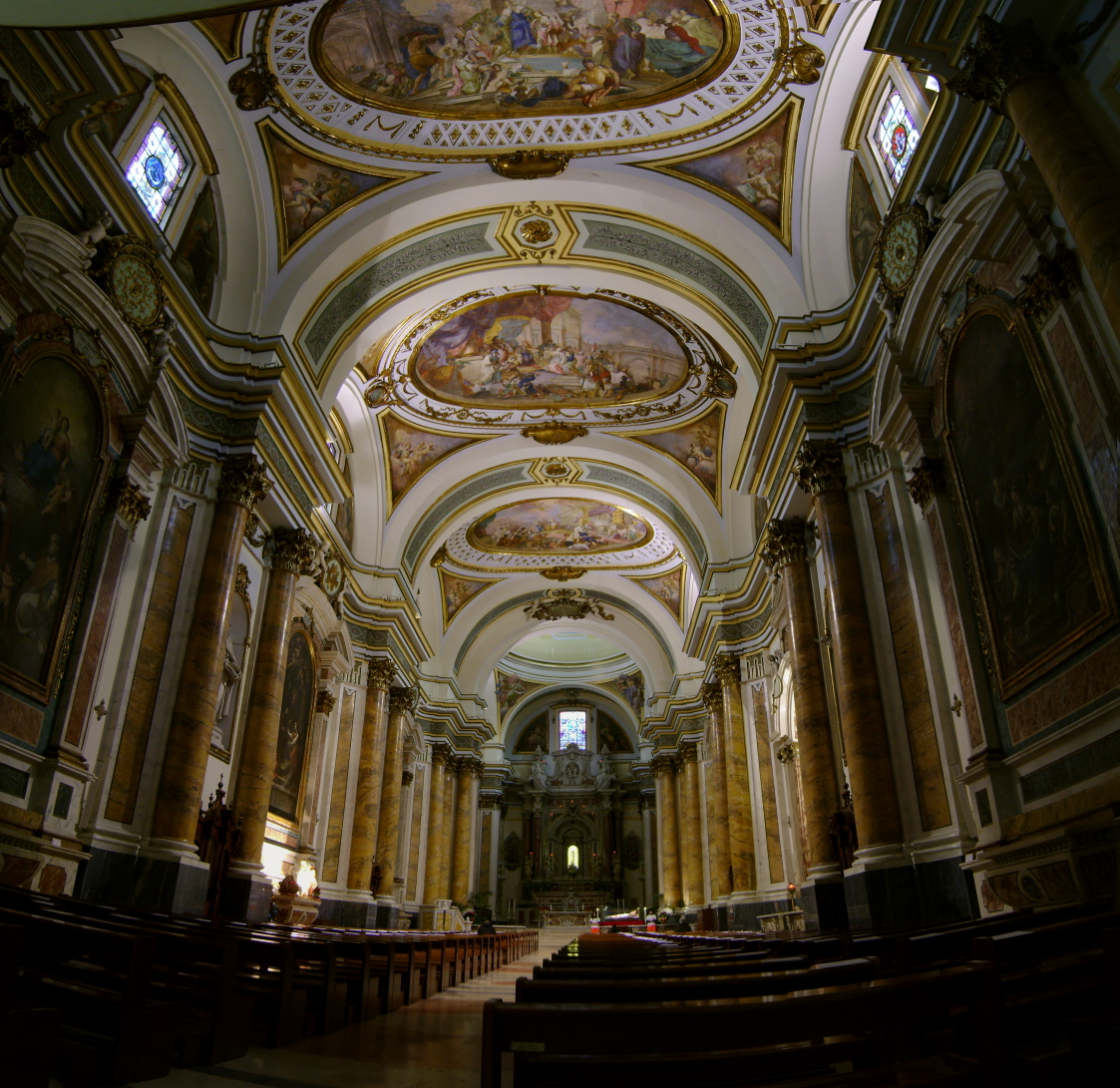
Interno barocco della Cattedrale della Madonna del Ponte

Gran parte delle facciate delle chiese storiche di Lanciano si presentano nello stile gotico del XIII-XIV secolo, in particolar modo quelle di Santa Maria Maggiore, Sant'Agostino e Santa Lucia. Queste chiese, già esistenti da almeno un secolo e mezzo prima della completa trasformazione gotica del primo ventennio del Trecento, vennero ristrutturate dapprima alla metà del Duecento seguendo il modello classico dell'ordine cistercense e cluniacense (per l'accomodamento dei portali a sesto acuto, e delle finestre allungate), e successivamente tra il 1317 e il 1319 definitivamente abbellite dal maestro locale Francesco Petrini (o Perrini), come dimostra l'autografo con la data di realizzazione (1317) sulla lunetta del portale principale della chiesa di Santa Maria Maggiore, presso il gruppo della Crocifissione. Petrini lavorò sicuramente in queste tre chiese, come dimostrano le varie corrispondenze, mentre per altri portali minori, come quelli appunto di Santa Lucia, San Nicola e San Francesco d'Assisi, vennero impiegate altre maestranze, l'opera di Petrini risulta assai interessante poiché il maestro reimpiegò in un'unica opera (Santa Maria Maggiore) varie diversificazioni dello stile gotico, attingendo probabilmente anche all'opera del maestro Nicola Mancino (che realizzò i portali della Cattedrale di Ortona e di Santa Maria della Civitella a Chieti).

### Arte rinascimentale e barocca
Dell'arte rinascimentale, per la presenza molto massiccia del barocco di ricostruzione, a Lanciano rimane poco, almeno a livello architettonico, si segnala soltanto l'attività del pittore locale Polidoro da Lanciano, che rappresentò in questo settore dell'arte il tardo Rinascimento, e l'inizio del manierismo abruzzese dell'area Citeriore. Il barocco in città si presentò abbastanza tardi, nei primi anni del Settecento, a causa di una grave crisi economica che colpì la città, insieme alla pestilenza; venne realizzata soltanto una nuova chiesa in centro storico, quella del Purgatorio, mentre le altre medievali vennero riammodernate negli interni.

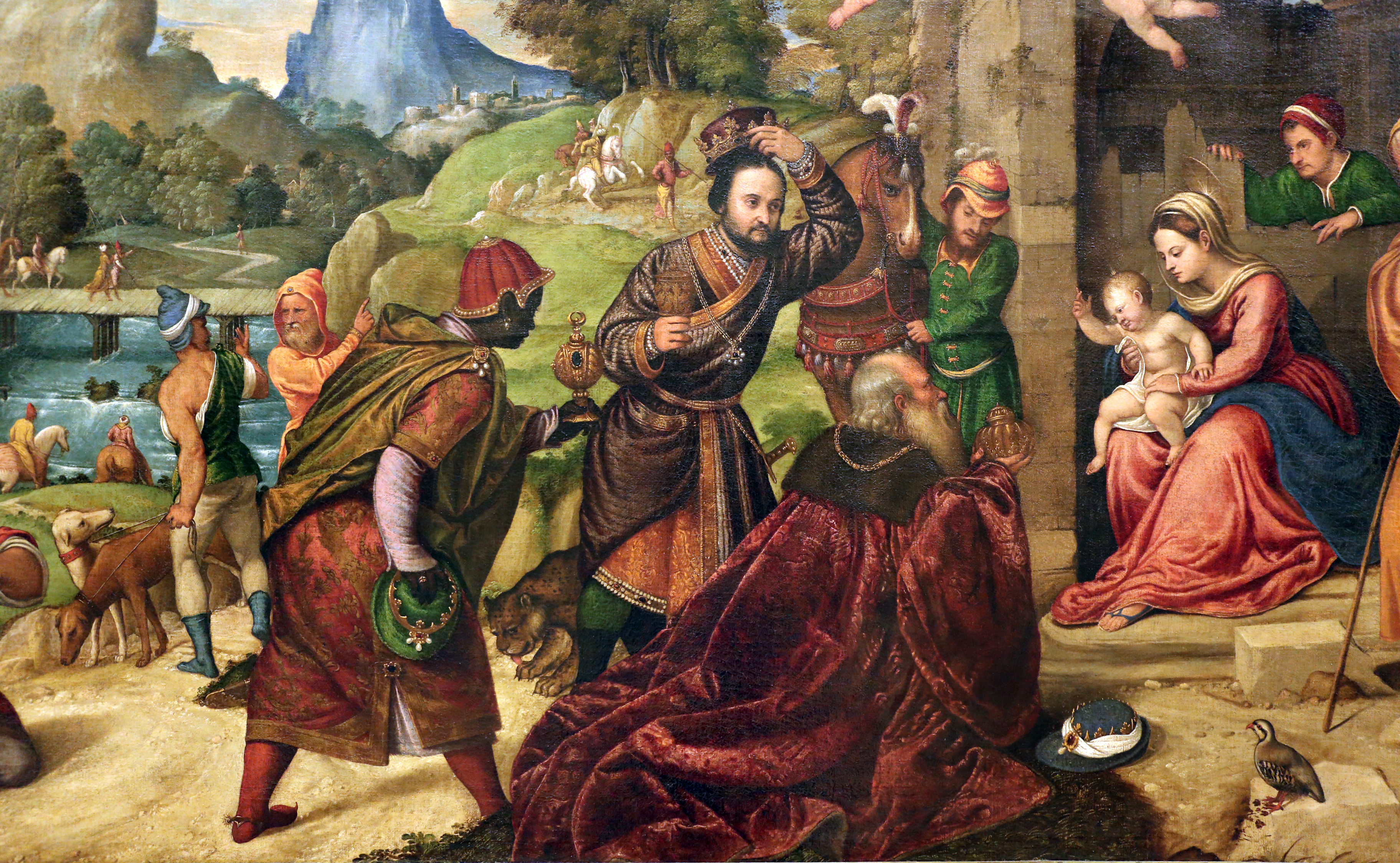
Polidoro da Lanciano: Adorazione dei Magi

Particolarmente influente in questo secolo fu l'attività dei maestri lombardi Girolamo Rizza e Carlo Piazzola, che stuccarono quasi tutte le chiese della città, mentre nella seconda metà del secolo veniva avviata definitivamente la fabbrica di Santa Maria del Ponte, con progetto della diocesi di ricostruita daccapo l'antica cappella sopra il ponte. La poderosa torre civica era stata già realizzata nella prima metà del Seicento, progettata nel 1610 da Tommaso Gottardo, mostrando nella distribuzione delle paraste, degli archi e dei capitelli a ordine ionico, molte corrispondenze con la torretta della chiesetta dell'Iconicella, in aperta campagna, tanto da esser considerata una "gemella" della torre dell'orologio della Piazza Plebiscito.
Nella fabbrica del Duomo fu molto attivo il pittore napoletano Giacinto Diano, che realizzò gli affreschi delle tre volte che precedono il transetto con la cupola circolare (anche per la cupola il Diano realizzò L'incoronazione della Vergine in gloria, ma a causa di un cedimento, la cupola venne abbattuta e rifatta daccapo negli anni '60), i quattro santi monumentali delle nicchie, e le cornici a transetto mistilineo con angeli e putti di ciascun altare laterale che avrebbe dovuto accogliere delle tele.

### Arte sette-ottocentesca
Nell'edilizia civile, nel Sette-Ottocento presero definitivo aspetto i palazzi gentilizi che sorgono sopra le antiche case medievali. Di queste rimane solo un mirabile esempio nelle botteghe medievali di Nicola De Rubeis (1412) in via dei Frentani; le nuove grandi strutture furono il Palazzo Maiella-Vergilj sorto sopra i resti del castello medievale, il Palazzo De Crecchio sopra la Casa d'Avalos, il Palazzo Carabba, il Palazzo De Giorgio, il Palazzo Berenga. Nella metà dell'Ottocento vennero realizztai anche il Palazzo De Giorgio o del Capitano sopra l'area della chiesa di San Martino (oggi Largo Tappia), il Teatro comunale "San Ferdinando" (1834-40) oggi intitolato a Fedele Fenaroli, su progetto di Taddeo Salvini, ricavato dalla trasformazione delle Scuole Pie di San Giuseppe, poi il Municipio sopra le vecchie carceri, mentre con i lavori di smantellamento delle mura e risanamento urbano, la Piazza del Plebiscito veniva trasformata, perdendo una parte dei portici che caratterizzavano le basi dei palazzi con le botteghe.
Una nuova svolta urbana Lanciano l'ebbe tra la fine dell'Ottocento e i primi del Novecento, con l'inaugurazione nel 1904 del "corso nuovo" (oggi Corso Trento e Trieste), e del nuovo quartiere sopra il piano della Fiera, per permettere alla città vecchia di espandersi. Negli anni '20-'30 quest'area, così come quella del viale Cappuccini, fu interessata dalla realizzazione di varie abitazioni, palazzi di credito e di uffici, e di villini che rappresentarono un momento irripetibile del vivacismo e dello sperimentalismo architettonico liberty-moresco-neoclassico e decò, il cui maggior rappresentante fu l'architetto Donato Villante, che realizzò la maggior parte di queste strutture, di cui si ricordano il Palazzo Paolini-Contento, o dei Portici, il Palazzo De Simone, il Palazzo del Convitto, il vecchio Palazzo della Posta (demolito negli anni '70, coevo di Palazzo De Simone), il Palazzo Martelli Fantini e il Palazzo De Angelis o del Banco di Roma; mentre sul viale Cappuccini, tra le nuove costruzioni, insistono ancora gli eleganti esempi di Villa Carabba, Villa Sorge, Villa Pace, Villa D'Alessandro, Villa Colalè.

Immagine storica di Villa Carabba

### Scultura e pittura a Lanciano
La scultura lancianese, insieme alla pittura è principalmente incentrata sull'arte sacra. Dagli esempi più antichi del Medioevo, come le croci astili realizzate da Nicola da Guardiagrele (metà XV sec), a quelli barocchi di paramenti liturgici e le statue lignee vestite, questa ricca collezione è stata raccolta nel Museo Diocesano nel 2002, con molto materiale prelevato dalle chiese della città. Lanciano nel campo pittorico è conosciuta per due cicli di affreschi dell'antichità, uno del XIII secolo con il ciclo delle "storie della Vera Croce", presente nella chiesa di San Nicola, e l'altro del XVI secolo presso una cappella del convento di San Francesco con scene dell'Apocalisse, tratte dai Vangeli apocrifi. Oltre al pittore Polidoro del XVI secolo, Lanciano ha avuto nel Settecento il maestro Domenico Renzetti (1679-1750), che si occupò di tele a carattere sacro, e di scultura (molte sue opere sono conservate nel Museo diocesano), e nel Novecento ebbe Federico Spoltore (1902-1988), pittore eclettico, che dipinse l'interno tutta la sua casa in via Garibaldi, le cosiddette "stanze", con scene e a carattere storico o allegorico.
Nel settore artigiano invece, Lanciano è famosa per la produzione di ceramiche, in dialetto locale "nundìne", attività secolare esistente già dall'epoca dei popoli italici Frentani, e poi proseguita nel Medioevo e nell'era moderna per gli scambi commerciali. Le botteghe artigiane esistono ancora oggi, la maiolica locale è caratterizzata sostanzialmente da sfondi bianchi per i pannelli, con rappresentazioni della città antica o di scene bucoliche, mentre per i vasi e gli utensili da cucina o da ornamento da salotto tutto lo sfondo può essere occupato da dipinti. La pittura sulla maiolica è usata anche per le campanelle di ogni sorta e forma, che sono vendute e messe in mostra nella piazza, durante la tradizionale fiera di Sant'Egidio il 31 di agosto.

### Teatro

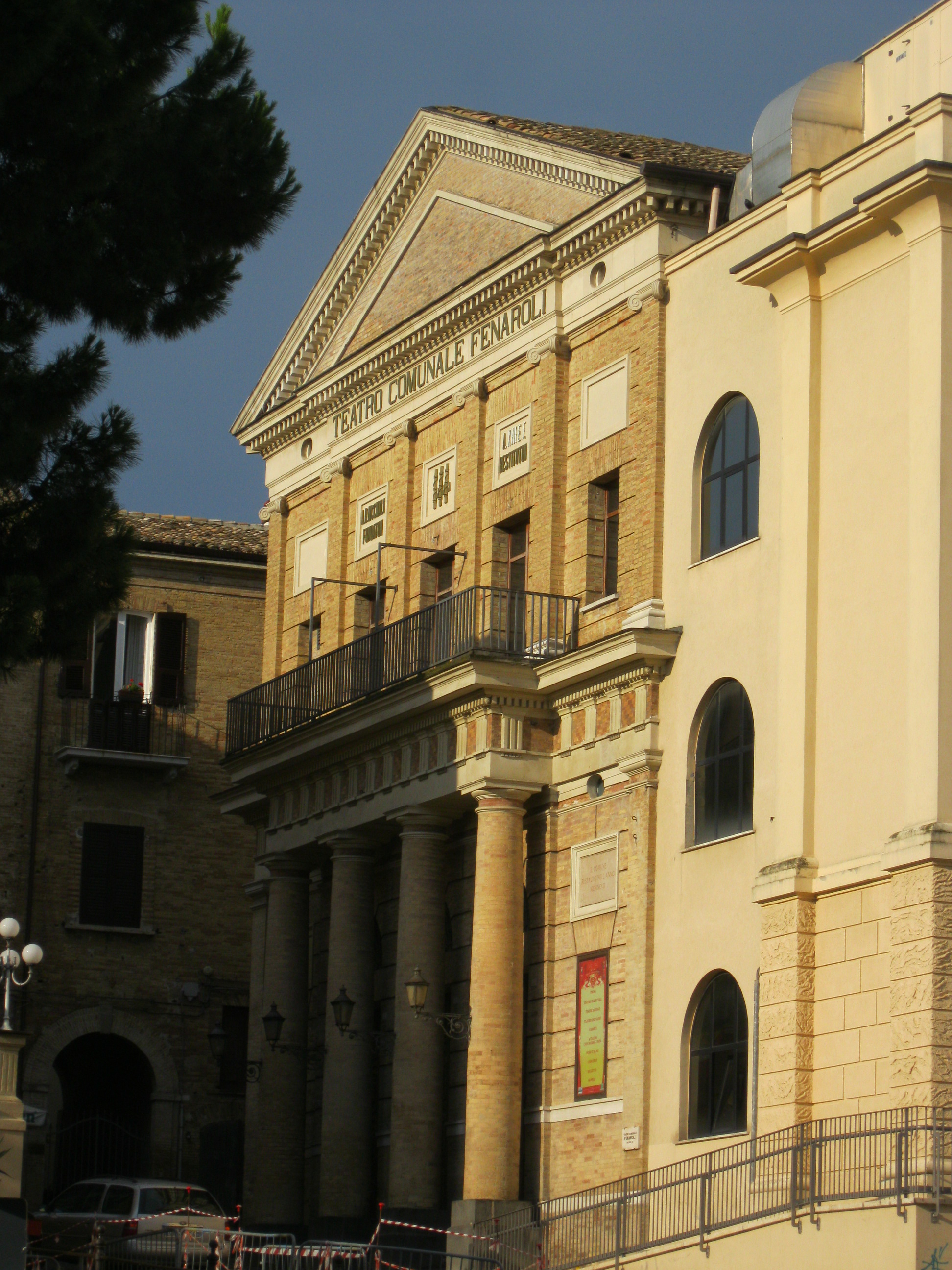
Il teatro Fenaroli dalla piazza

Nel 1841 fu inaugurato il teatro dedicato prima a San Francesco, e attualmente a Fedele Fenaroli, musicista locale. Il teatro d'opera è uno dei più antichi della regione, dopo il Marrucino di Chieti e ogni anno propone un calendario vario di opere in prosa, dialettali e memorialistiche, includendo anche spettacoli con attori famosi, tra i quali Giorgio Albertazzi, Orso Maria Guerrini e Lello Arena.
Il teatro si trova all'inizio di via dei Frentani da Piazza Plebiscito, ed è posto sulla destra, attaccato al palazzo comunale, sede di un originario convento dedicato a San Giuseppe con il Collegio degli Scolopi. La facciata, insieme con gli interni, è stata realizzata da Taddeo Salvini di Orsogna (la facciata è del 1840, e l'inaugurazione ci fu nel 1847). I lavori incominciarono nel 1834, dopo la sconsacrazione della chiesa di San Giuseppe, e chiamato "Teatro San Ferdinando", e divenne uno dei principali teatri d'opera d'Abruzzo insieme con il Teatro Marrucino di Chieti e il Teatro dell'Aquila. Gli interni sono stati realizzati con le pitture di Nicola De Arcangelis. Il teatro ha vissuto periodi alterni di fama e di chiusura, come la prima avvenuta nel 1876; fu restaurato varie volte.
Il teatro è a pianta quadrangolare irregolare. La facciata è rialzata rispetto al dislivello della salita, decorata in stile post-classico, frutto del restauro dell'era fascista del 1939: l'ingresso è preceduto da quattro colonne doriche, che sorreggono la balaustra centrale, sormontata da cinque finestre sovrastate da placche rettangolari in rilievo con iscrizioni latine presso tre di queste, che ricordano il restauro del 1939 e la data di fondazione; l'architrave del tetto spiovente è triangolare. L'interno è costituito dall'aspetto classico del teatro d'opera all'italiana, a forma di ferro di cavallo, con 44 posti a sedere nei 4 palchi, suddivisi da festoni decorativi in stile tardo-barocco, con elementi vegetali e figure antropomorfe. Il palcoscenico è decorato da un tendone in rosso porpora, con in alto lo stemma civico di Lanciano.

### Musica
Si ricorda a Lanciano la famiglia di organari dei Sabino; tra questi il massimo esponente fu il madrigalista Ippolito Sabino, ritenuto uno dei migliori rappresentanti di questo movimento in Abruzzo A lui è dedicata l'associazione musicale culturale di Lanciano presso le Torri Montanare, insieme al compositore Francesco Masciangelo; l'associazione si occupa dell conservazione del materiale del Masciangelo, e organizza eventi estivi musicali.

### Cucina
La cucina tipica lancianese ricomprende alcune delle pietanze più diffuse a livello regionale ma presenta anche dei piatti particolari che la contraddistinguono, fra cui:
Primi piatti
- Rintrocilo: formato di pasta lunga casereccia, costituito da maccheroni molto spessi; tipicamente è accompagnato da sugo di carne d'agnello
- Brodo di cardone: piatto tipico delle feste natalizie, è composto da un brodo ricco, a base di carni miste e cardo, in cui vengono poi cotte delle polpettine di carne e la stracciatella di uova e formaggio grattugiato; una volta servito, vi si può aggiungere un pan di Spagna salato tagliato a dadini
- Pizz' e foje: verdure di campo ripassate in padella con soffritto di aglio e peperone, servite insieme ad una pizza di granturco e spesso accompagnate da sardine fritte
- Cotiche e fasciùl: zuppa di fagioli con ritagli di cotenna di maiale

Secondi piatti
- Ciammajiche: lumache di terra cotte in umido; piatto tipico del periodo invernale, è d'uso in particolare alla Vigilia di Natale
- Cif e ciaf: spezzatino di maiale con peperoni ed abbondante olio d'oliva, tipico del periodo invernale
- Coniglio sotto al coppo: il coppo è una sorta di cupola di metallo, che, posta in un caminetto e ricoperta di brace, diventa strumento di cottura per vari alimenti; in particolare, a Lanciano si usa per l'agnello e per il coniglio; in quest'ultimo caso, le varianti tipiche sono due: spezzatino con patate oppure coniglio intero, ripieno con un impasto a base di pane, uova e odori vari
- Fegatazzi: salsicce di fegato con peperoncino
- Baccalà con i peperoni: spezzatino di pesce cotto in un sugo di pomodoro con peperoni; a volte si aggiungono alla preparazione anche delle patate a dadini

Dolci
- Bocconotto: si pone in un canestrino di pasta frolla un ripieno a base di mandorle tritate, senza cacao e senza strato superiore di pastafrolla a coprire il tutto
- Crispelle: dolce tipico natalizio, si realizza friggendo una pastella di acqua e farina; nella loro versione dolce, possono essere farcite con uvetta o spolverate di zucchero a velo; ne esiste anche una versione salata, che può essere farcita con cubetti di baccalà
- Tarallucci: altro dolce delle feste di Natale, essi sono delle mezzelune composte da una sfoglia croccante di pasta (in due varianti: solo farina, olio e vino oppure con farina e uova) con ripieno di marmellata d'uva
- La pupa, il cavallo e il cuore: dolci della Pasqua, sono realizzati in pasta frolla ricoperta da una glassa di albume e zucchero e conformata in modo da rappresentare la sagoma di una donna, di un cavallo o di un cuore; in base alla loro forma, si regalano alle figlie femmine (la pupa), ai figli maschi (il cavallo) ed alle coppie sposate (il cuore)

Altri piatti
- Pane di Pasqua: torta rustica arricchita con uova, formaggio, salsiccia e pancetta

### Eventi
Settembre Lancianese e feste della Madonna del Ponte e La Squilla

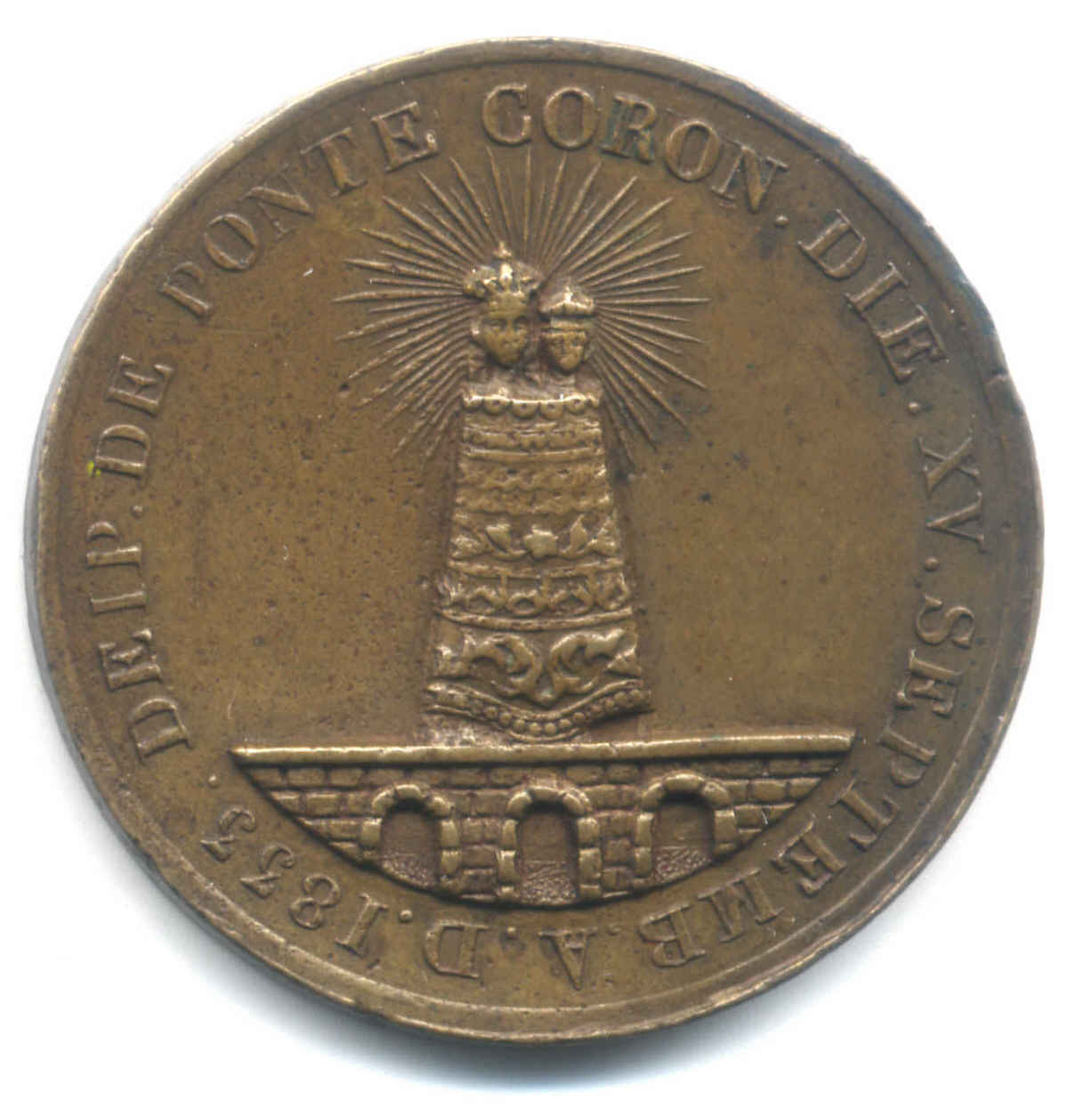
Medaglione della Madonna del Ponte

Il settembre Lancianese è costituito da una serie di tradizioni e di celebrazioni che iniziano dagli ultimi giorni di agosto e si concludono il 16 settembre, giorno della festa patronale della Madonna del Ponte che comprende la rievocazione storica del Mastrogiurato, al termine di una serie di eventi a tema racchiusi nella Settimana Medievale.. Infatti, a Lanciano si celebrano molte ricorrenze, geste, rievocazioni, convegni, manifestazioni folcloristiche e sacre, sia nella città che nel territorio extraurbano. In particolare, tra le manifestazioni più importanti del capoluogo si ricordano e commemorano le tradizioni fieristiche lancianese, come quella d'eccellenza chiamata "Fiera Nazionale dell'Agricoltura"; oppure, la rassegna agroalimentare dei prodotti regionali e la "Nundinae" dell'arte sacra e dei mestieri.
Lanciano è caratterizzata da una festività religiosa che ne segna l'avvento: "La Squilla" (in lancianese La squije de Natale) del 23 dicembre che dà avvio alle festività natalizie.

## Geografia antropica

### Urbanistica
La parte più antica di Lanciano si è sviluppata su tre colli piuttosto erti. Subito a nord di questi si trova la valle del Feltrino, ampia e profonda, che tuttora rappresenta il confine settentrionale dell'abitato. A sud, invece, una stretta vallata (oggi parzialmente interrata) separa il centro storico dall'area pianeggiante, su cui è stato edificata la parte moderna della città nel primo Novecento. Nel secondo dopoguerra la crescita dell'abitato si è mossa verso est (Via del Mare) e verso ovest (Viale Cappuccini), lungo il vecchio tracciato della SS 84 Frentana. Le attuali direttrici di espansione seguono le vie di comunicazione più importanti per l'accesso alla città, la SP ex SS 524 Lanciano Fossacesia (verso Fossacesia), la SP82 (verso San Vito Chietino e la A14) e la SP ex-SS84 (verso l'entroterra e verso il mare).

### Suddivisioni storiche

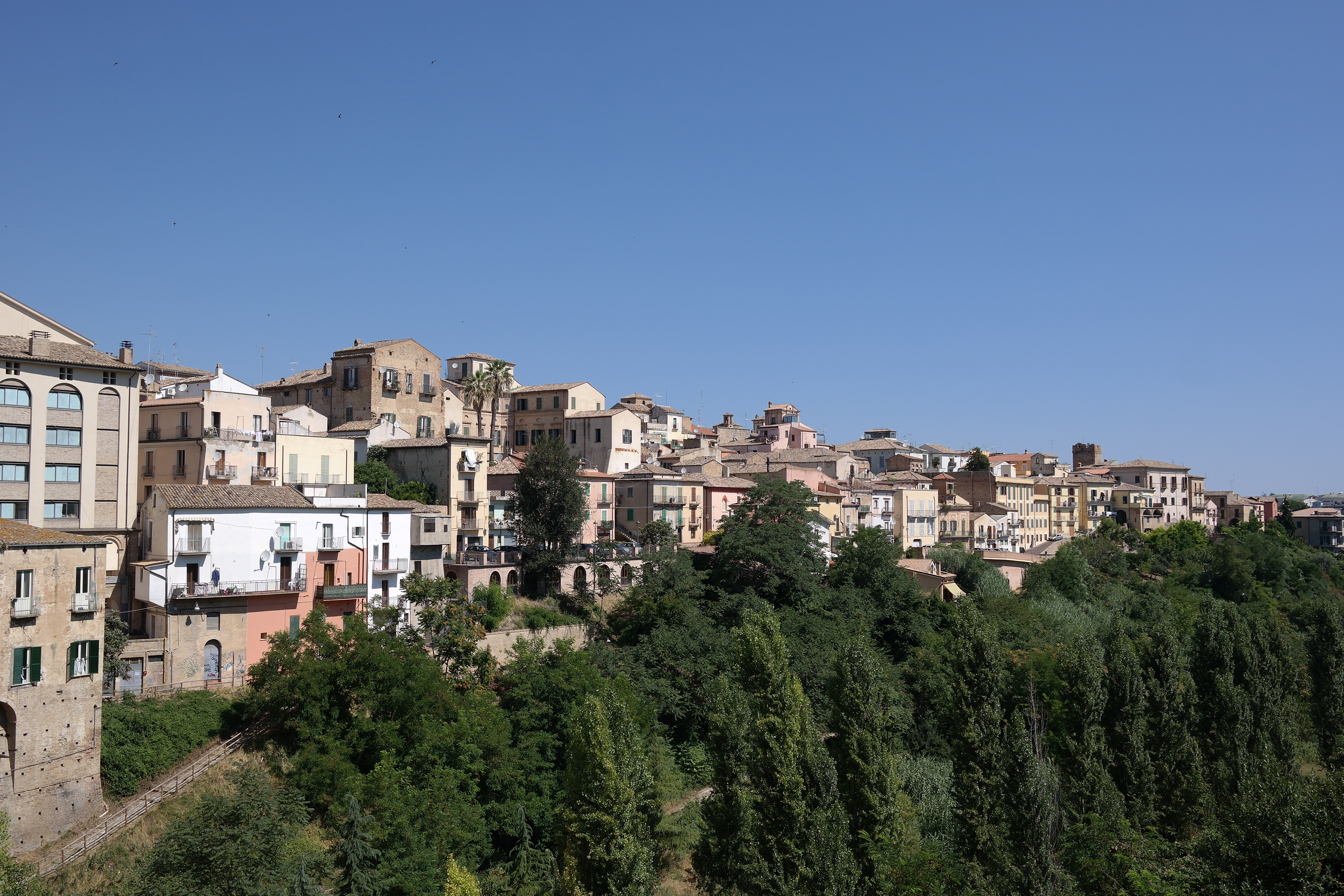
Scorcio del Quartiere Lancianovecchia

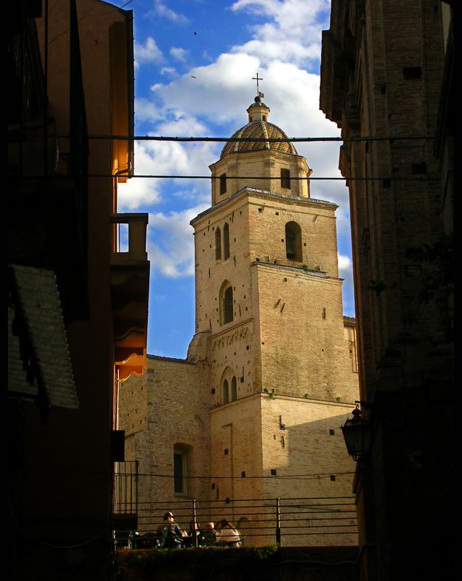
Il campanile della chiesa di San Francesco, visto da via della Torre, sotto il ponte di Diocleziano

La parte medievale di Lanciano è suddivisa in quattro quartieri storici, ognuno dei quali ha un proprio stemma ed una propria bandiera. Essi sono:
- Quartiere Borgo: attraversato al centro da Corso Roma e delimitato da Piazza Plebiscito, Largo del Malvò e Via dei Funai, via Fenaroli, via dell'Asilo, via Ravizza, comprende le chiese di San Francesco, del Purgatorio, di Santa Lucia e di Santa Chiara.
- Quartiere Civitanova: si sviluppa intorno a Via Garibaldi, via delle Ripe, via Santa Maria Maggiore, ed ha per confini Largo del Malvò, Largo dell'Appello, via Finamore e la Salita dei Gradoni da Piazza Garibaldi; comprende le chiese di Santa Giovina e di Santa Maria Maggiore, insieme a vari palazzi storici settecenteschi, inclusa la cinta muraria delle Torri Montanare.
- Quartiere Lancianovecchia: la sua via centrale è Via dei Frentani, mentre i suoi confini sono definiti da Piazza Plebiscito, via dei Bastioni, Piazza dei Frentani, Largo San Lorenzo e da Via degli Agorai; comprende le chiese di Sant'Agostino, di San Biagio la torre di San Giovanni.
- Quartiere Sacca: tagliato al centro dalla parte inferiore di Via Garibaldi, è delimitato da via Cavour, via Umberto I e da Via Valera; comprende le chiese di San Nicola e di San Rocco, oltre a quella degli Angeli oggi di rito ortodosso, e palazzi storici. A sud confina con Piazza Garibaldi.

### Quartieri moderni
- Quartiere Trento e Trieste - Piano delle Fiera: sorto nei primi del Novecento e negli anni '50 nella zona storica delle fiere mercantili di Lanciano, è delimitato principalmente dal corso Trento e Trieste che dalla villa pubblica arriva alla piazza Plebiscito, e dal viale De Crecchio, via Dalmazia, corso Bandiera e via Vittorio Veneto.
- Quartiere Cappuccini: primo quartiere residenziale moderno, sorto nel secondo dopoguerra lungo l'asse meridionale del viale Cappuccini, dall'ex porta Santa Chiara, in direzione Marcianese. Vi sono lo stadio comunale, la Banca centrale, la parrocchia di San Pietro.
- Quartiere Sant'Antonio: sorto intorno alla parrocchia di Sant'Antonio di Padova, vi si trova anche l'ospedale civile.
- Quartiere Santo Spirito: sorto attorno all'ex convento dei Padri Celestini, oggi Museo civico "Santo Spirito".
- Quartiere Santa Rita: quartiere sorto negli anni '90 nella zona delle contrade Villa Stanazzo e Villa Carminello, è il quartiere moderno più grande di Lanciano.
- Quartiere Olmo di Riccio - Santa Giusta - il più settentrionale, attraversato dalla via del Mare e da via Panoramica, via Santa Giusta, è sorto come quartiere popolare negli anni '60

### Frazioni

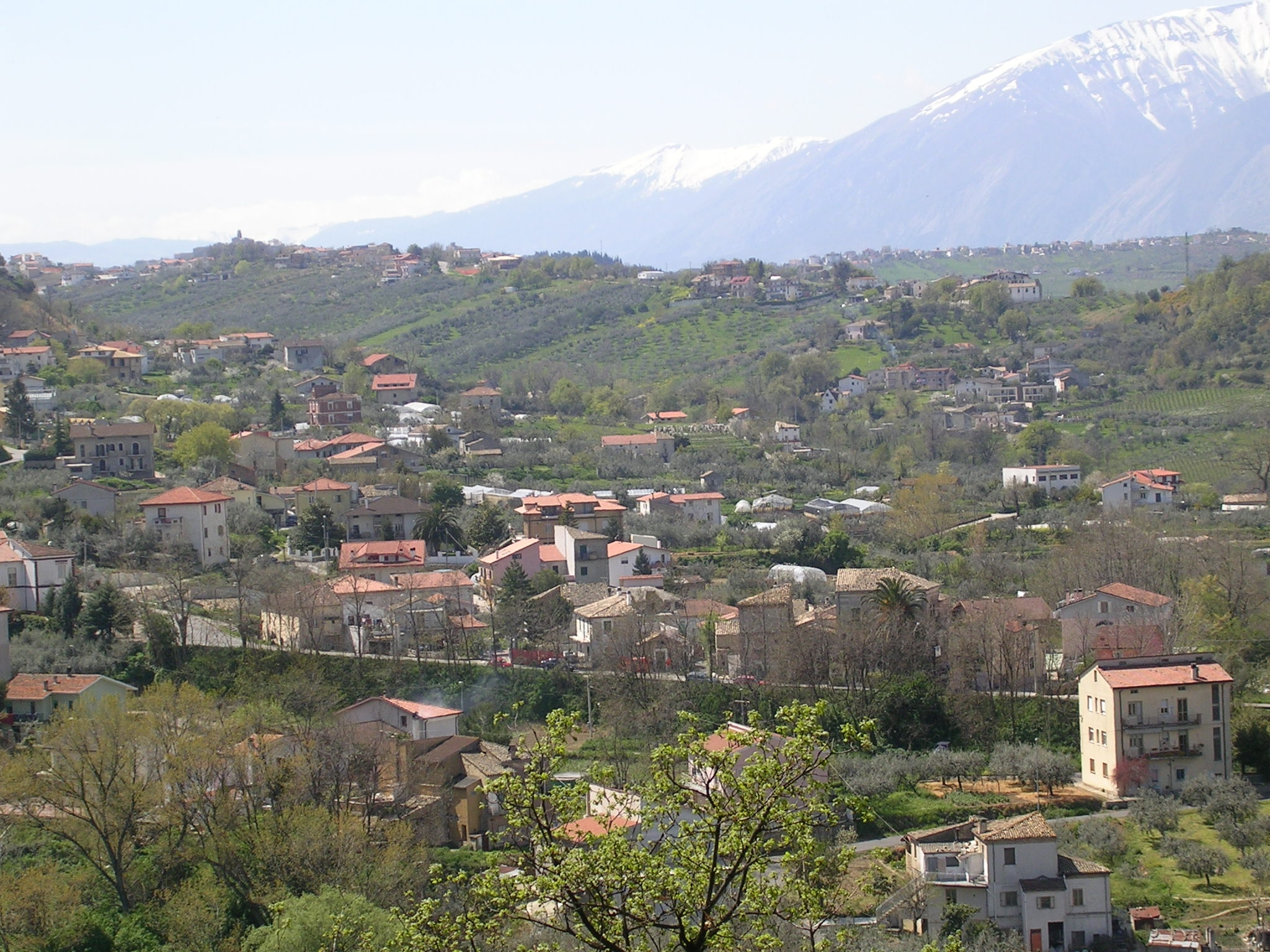
Veduta della frazione di Santa Liberata, con alle spalle la montagna Maiella

Il centro urbano di Lanciano è circondato da trentatré contrade, disseminate su tutto il territorio comunale. Esse costituiscono dei veri e propri piccoli insediamenti, ciascuno con le sue tradizioni, una propria chiesa e un nucleo abitativo ben definito. La popolazione complessiva residente nelle contrade è stimata in 12 682 abitanti (dato del 2005). Di queste contrade, si ricordano le ville storiche di Sant'Amato, Sant'Onofrio, Santa Liberata, Marcianese, Villa Stanazzo e Santa Giusta, esistenti sin dal Medioevo, ma accresciutesi di popolazione case coloniche in stile rurale nel XVIII secolo. Le relative parrocchie sono di interesse storico, come la chiesa della Trinità in Villa Andreoli, la chiesa della Madonna degli Angeli a Villa Stanazzo, dove si verificò un miracolo di un'icona della Madonna, e la chiesa di Santa Maria d'Iconicella, la chiesa tratturale del XVII secolo prescelta per la processione natalizia della "Squilla". Altre frazioni, come Marcianese, sono divenute dei veri e proprio quartieri a sé, ben collegati alla città, con molti servizi.
Le contrade di Lanciano da almeno 200 anni sono legate profondamente alla città nel giorno del "Dono" dell'8 settembre, quando sfilano su carri dai luoghi di appartenenza, raggiungendo il centro di Lanciano, per recare i loro prodotti agricoli alla Madonna del Ponte in segno di devozione.
- A nord:

Sant'Egidio, Santa Liberata, San Iorio, Nasuti, Spaccarelli, Madonna del Carmine, Sant'Amato, Costa di Chieti.
- Ad est:

Santa Giusta, Santa Croce, Sabbioni, Torre Sansone, Serroni.
- A sud:

Villa Martelli, Villa Carminello, Villa Stanazzo, Iconicella, Villa Andreoli, Re di Coppe, Colle Pizzuto, Serre, Camicie, Villa Elce, Sant'Onofrio, Rizzacorno, Colle Campitelli, Villa Pasquini.
- Ad ovest:

Gaeta, Fontanelle, Follani, Marcianese, Torre Marino, Santa Maria dei Mesi.

## Economia

### Commercio e zona industriale Val di Sangro
Il commercio ha sempre avuto un ruolo importante nella storia di Lanciano, a partire dalle già citate fiere, che si svolsero regolarmente dal XIII al XVII secolo, sino al periodo del decadimento durante il governo spagnolo. Le fiere riguardavano il commercio di vari prodotti agricoli, ittici, mercanzia varia, poiché la città era un crocevia lungo il grande tratturo che dalla montagna conduceva alla Puglia, mediante la val di Sangro. Nella città esisteva il Piano della Fiera, presso il Corso della Bandiera, con relativa gabella del dazio, e legata questa apertura annuale dei mercati, era il mastrogiurato, di cui dal 1981 è stata proposta una festa rievocativa che dura tutt'oggi.
Tuttora Lanciano è sede di un complesso fieristico di rilevanza nazionale, anche se ben distante dalle tradizionali fiere mercantili dei secoli passati. Si tratta del polo "Lancianofiera", situato in località Re di Coppe, lungo la strada per Fossacesia, che solitamente accoglie grande affluenza per gli eventi di tecnologia oppure dell'annuale fiera dell'Agricoltura. Un'economia industriale imprenditoriale in città iniziò nel tardo Ottocento, quando fuori dalla città vennero realizzate le fornaci di mattoni per la costruzione di case, di cui resistono dei fabbricati abbandonati in contrada Santa Liberata; nel 1912 aperse lo stabilimento tessile Tinari, e una decina d'anni dopo, poco lontano la stazione ferroviaria, nel piano di Sant'Antonio di Padova, il calzificio Torrieri, ancora oggi in piedi e in parte usato, all'epoca era uno dei più importanti della provincia di Chieti per il suo stile all'avanguardia.
Nel 1933 aperse lo stabilimento di Tabacchi presso il viale dei Cappuccini, allargatosi nel 1968, dopo un breve periodo di crisi che implicò anche un ricordato sciopero delle operaie donne, da parte dei cittadini locali; chiuso definitivamente negli anni '80, è stato abbattuto, e oggi vi sorge sopra un complesso residenziale a quattro torrioni, e una recente targa commemorativa con fotografie, apposta sul viale, ne ricorda la storia.
Il secondo periodo industriale di Lanciano è iniziato negli anni '50-'60 con l'apertura dei primi fabbricai nel quartiere dei Cappuccini, al confine col territorio di Marcianese, di cui si ricordano stabilimenti all'ingrosso, e fabbriche varie, come l'Allegrino, la Pozzolini, la Di Donato, l'Ucci, quasi tutte andate in crisi e in conseguente fallimento, nei primi anni '90, per il rinnovamento sempre più globalizzato del mercato regionale ed europeo. Questo periodo può considerarsi quello di chiusura delle principali attività imprenditoriali autonome nella città di Lanciano, ingoiate dal grande mercato internazionale.
Lanciano oggi, è il punto di riferimento commerciale per tutto il suo comprensorio (ingrosso e grande distribuzione organizzata). Infatti il terzo polo industriale della città sorge in località Pagliaroni, a confine coi comuni di Rocca San Giovanni e Treglio, dove si trovano molti stabilimenti di vari prodotti, e industrie.
Negli anni settanta in Val di Sangro, nel comune di Atessa, sono stati costruiti due grandi insediamenti industriali: uno della Honda e uno della Sevel, una joint venture tra Fiat e PSA per la produzione di veicoli commerciali leggeri. Questi stabilimenti hanno portato allo sviluppo di un folto indotto di piccole e medie imprese specializzate, cresciute nel tempo fino a rendere la Val di Sangro la prima realtà industriale dell'Abruzzo. Da ciò sono discese ricadute economiche positive per tutti i comuni del comprensorio.

### Agricoltura e artigianato
Non va trascurato il ruolo dei settori tradizionali: l'agricoltura e l'artigianato. La prima si basa sulla coltivazione di ulivi e vigne, da cui deriva una buona produzione di olio e vino (certificata da marchi DOP e DOC). Il secondo sta ritornando in auge soprattutto per quanto riguarda le terrecotte, un settore in cui Lanciano vanta una tradizione secolare, oltreché per la tradizionale produzione di mobili rustici e per l'arte orafa.

### Area Fiera Lancianese e le "Vie del Commercio"

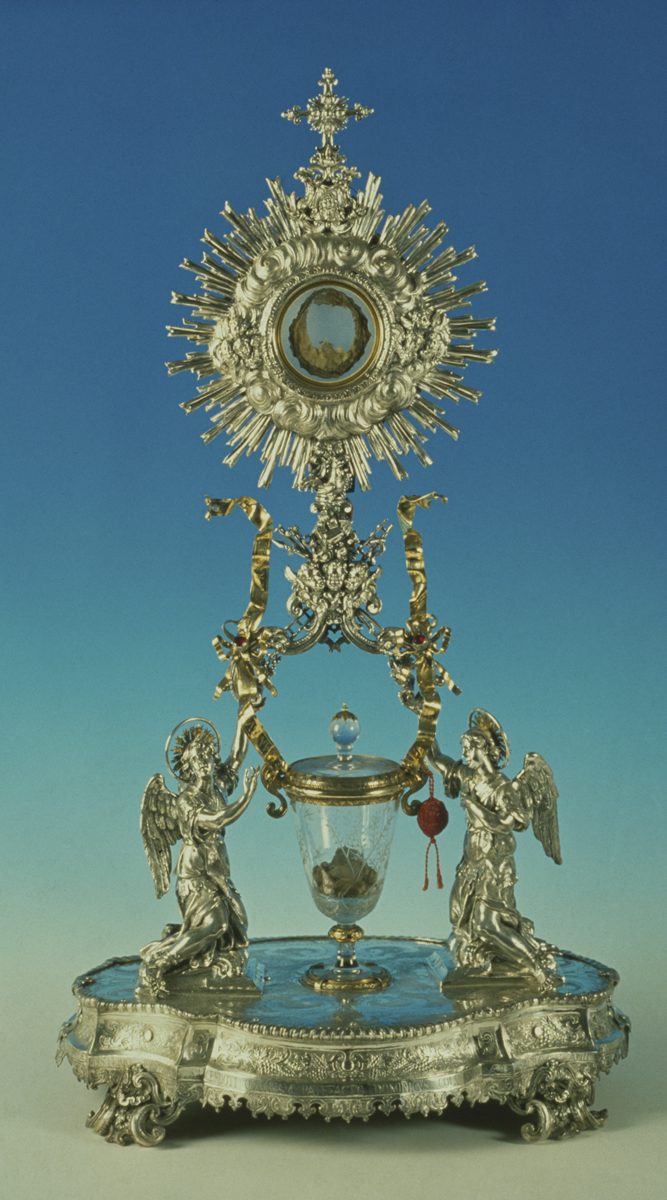
Miracolo eucaristico di Lanciano

Un ruolo fondamentale nello sviluppo economico di Lanciano è stato svolto dal 1961 ad oggi dal Consorzio Autonomo Ente Fiera di Lanciano, costituito dal Comune di Lanciano, Provincia di Chieti, Regione Abruzzo, Camera di Commercio di Chieti, Banca Popolare dell'Emilia-Romagna e Consorzio Agrario d'Abruzzo. Nel 1995 il Consorzio, con una specifica legge della Regione Abruzzo è stato dichiarato polo fieristico regionale abruzzese ed ha assunto la denominazione commerciale di Lancianofiera, con cui promuove ogni anno numerose rassegne nell'area espositiva di località Iconicella. La manifestazione più importante è la Fiera Nazionale dell'Agricoltura, giunta nel 2011 alla 50ª edizione, che si svolge ogni anno nel mese di aprile. Sono circa 600 le ditte italiane ed internazionali che partecipano alla rassegna, diventata la principale dell'Italia centromeridionale. Tra le altre fiere vanno ricordate "Ruote e Motori show" sul mondo delle 2 e 4 ruote, "Abitare Oggi" sull'edilizia, arredamento e design, "Agroalimenta" sulle eccellenze agroalimentari italiane. Ad ogni fiera, da sempre, è legato un ricco programma convegnistico sulle tematiche di più stretta attualità che riguardano i settori di riferimento. Nel corso della Fiera dell'Agricoltura, ad esempio, già nei primi anni ottanta si tennero le prime conferenze sull'agricoltura biologica.

### Turismo
Il turismo a Lanciano è prevalentemente religioso e artistico. La meta più frequentata da italiani e stranieri è il miracolo eucaristico di Lanciano situato nel convento di San Francesco d'Assisi, tuttavia il turismo culturale e artistico riguarda anche tutto il centro storico, per la sua integrità architettonica, non essendo stata interessata da devastazioni, distruzioni belliche o manomissioni speculative. Principalmente il centro si riempie di turisti durante le storiche manifestazioni sacre e civili della città, ossia durante la Settimana Santa, durante il Natale, durante la festa patronale della Madonna del Ponte (16 settembre), e durante la fiera del "settembre lancianese", che ha al centro la rievocazione medievale del Mastrogiurato.

## Infrastrutture e trasporti

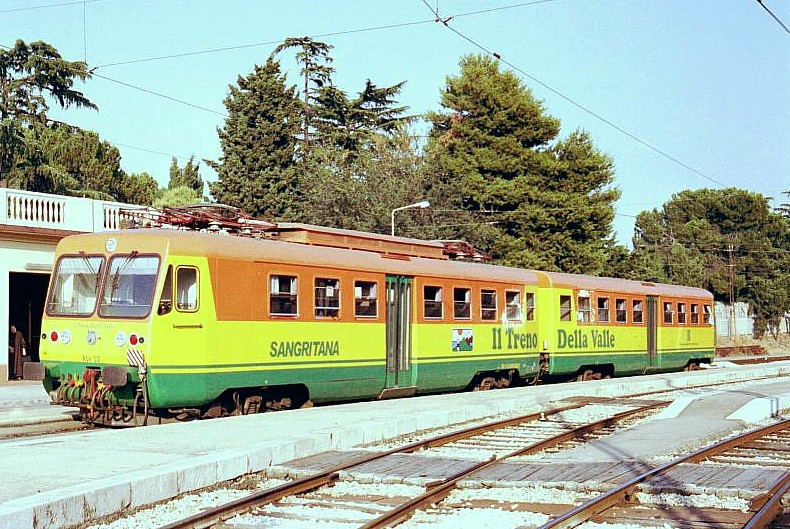
Treno turistico in stazione di Lanciano

### Strade
Le principali direttrici di collegamento che attraversano il territorio comunale sono l'Autostrada A14 Adriatica, con il relativo casello di Lanciano, la SS 84, la SS 524, la strada provinciale Lanciano-Atessa e la Strada statale 652 di Fondo Valle Sangro, passante per la periferia sud della città.

### Ferrovie
Lanciano ha una sua stazione ferroviaria sulla Ferrovia Sangritana; un altro l'impianto, denominato San Vito-Lanciano, sorge lungo la ferrovia Adriatica. La linea storica della Sangritana, che arriva fino a Castel di Sangro, è interrotta per ricostruzione dal 2007. La stazione storica di Lanciano, che conserva ancora i caratteri stilistici storici novecenteschi, è stata realizzata tra il 1912 e il 1915, prospettante nella Piazza Camillo dell'Arciprete, all'ingresso del viale della villa pubblica, ed ancora in parte funzionante, ma molto di meno, dopo che dagli anni '90 al 2011 sono state interrotti i traffici delle storiche stazioni presso Guardiagrele, Castelfrentano, Casoli, San Vito Marina ecc. L'area viene usata per i servizi essenziali dei viaggiatori, locale di ristoro, e piazzale di parcheggio delle autolinee urbane ed extraurbane, nei primi anni 2000 è stata realizzata una seconda palazzina più moderna per ospitare gli uffici amministrativi e la biglietteria. Il tracciato dei binari della vecchia stazione tuttavia è ancora ben conservato, e attraversa i quartieri moderni della città di Santo Spirito e dei Cappuccini, sicché sono stati presentati vari progetti per un recupero, anche turistico, per essere usufruiti da una tranvia.
La nuova stazione è stata realizzata nel 2009-2011 in viale Bergamo, sotto il colle della chiesa di Sant'Antonio di Padova, dotata dei servizi essenziali, 2 coppie di binari, alcuni usati per il deposito vagoni, che successivamente si riducono a uno solo, per allacciarsi alla stazione di San Vito Marina, e collegarsi alla tratta della Ferrovia Adriatica Ancona-Lecce, a nord andando verso Pescara, Teramo e San Benedetto del Tronto, a sud verso Vasto e Termoli.

### Mobilità urbana

Il gonfalone comunale

La mobilità all'interno del territorio comunale è assicurata da 11 linee di autobus urbani. Servizi interurbani collegano Lanciano con le principali località abruzzesi e italiane.
La storia della mobilità sulla strada a Lanciano principia nel 1912, quando iniziarono i lavori della ferrovia Sangritana, termina nel 1915, che collegava San Vito Chietino sull'Adriatico con Ortona (lungo la strada ferrata Ancona-Foggia) con i centri della montagna dell'Alto Sangro, arrivando a Castel di Sangro, per riallacciarsi alla ferrovia Sulmona-Carpinone-Isernia. La ferrovia storica a Lanciano è stata chiusa nei primi anni 2000, con apertura di una seconda stazione sotto il colle di Sant'Antonio di Padova, per la nuova tratta San Vito-Ortona-Pescara ecc., mentre la ferrovia storica viene usata solo sporadicamente. Il piazzale della vecchia stazione viene tut'ora usato come autostazione per gli autobus della linea "Sangritana - TUA", mentre la linea privata DiFonzo Bus usa il Piazzale Memmo o della Pietrosa, nei pressi nel rione Borgo.

## Amministrazione

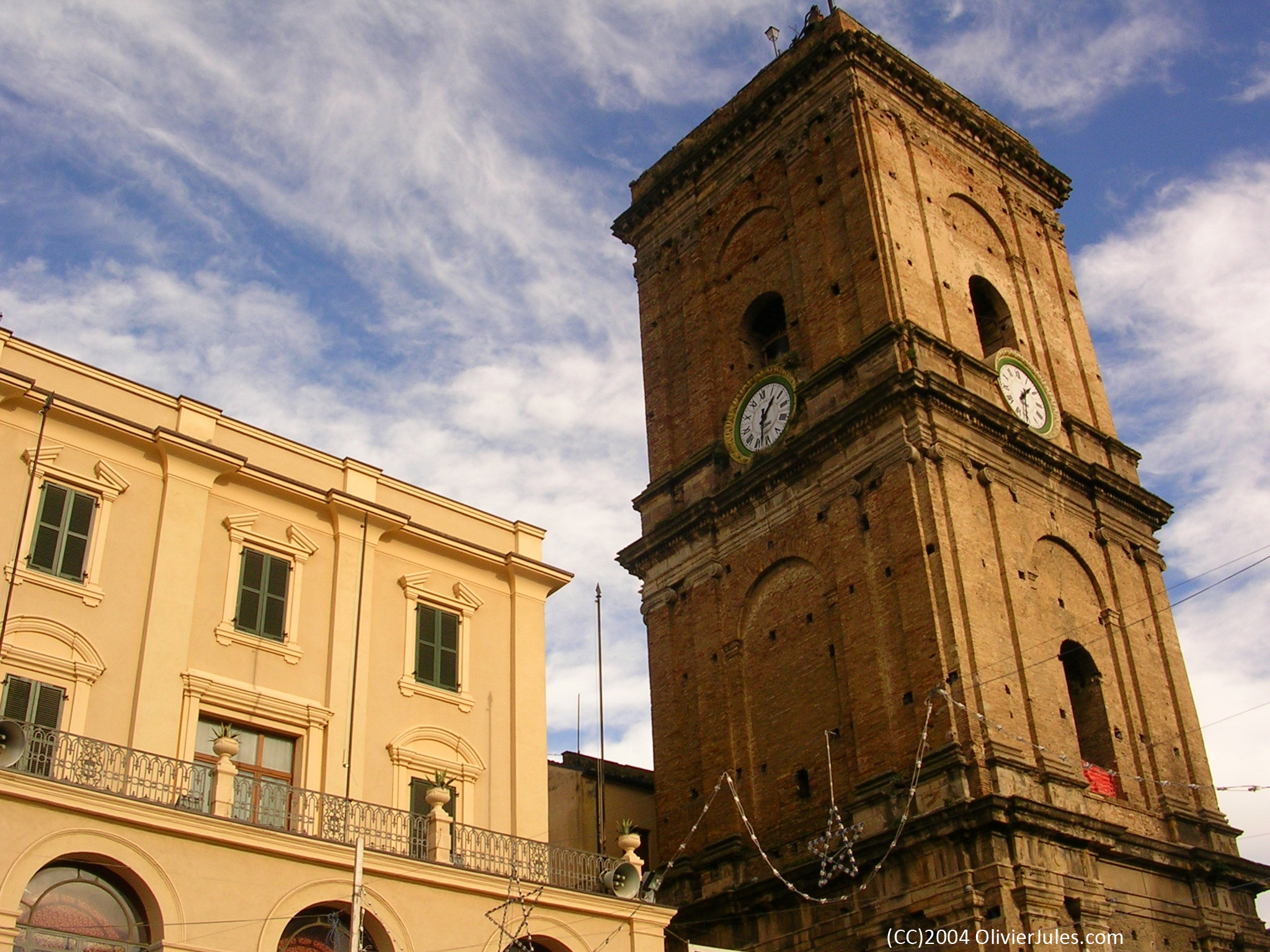
Torre campanaria e municipio. Sulla torre campanaria si trova la Squilla, e ogni giorno da qui con un colpo di cannone a salve si segnala il mezzogiorno.

### Gemellaggi
Lanciano è gemellata con:
- Berazategui, dal 1960[62]
- Vaughan, dal 2002[63]
- Perho, dal 2004[64]
- Qala, dal 2005[65]
- Visegrád, dal 2006[66]
- Riedenburg, dal 2015[67]
- Laterza, dal 2018[68]
- Macerata, dal 3 giugno 2023

## Sport

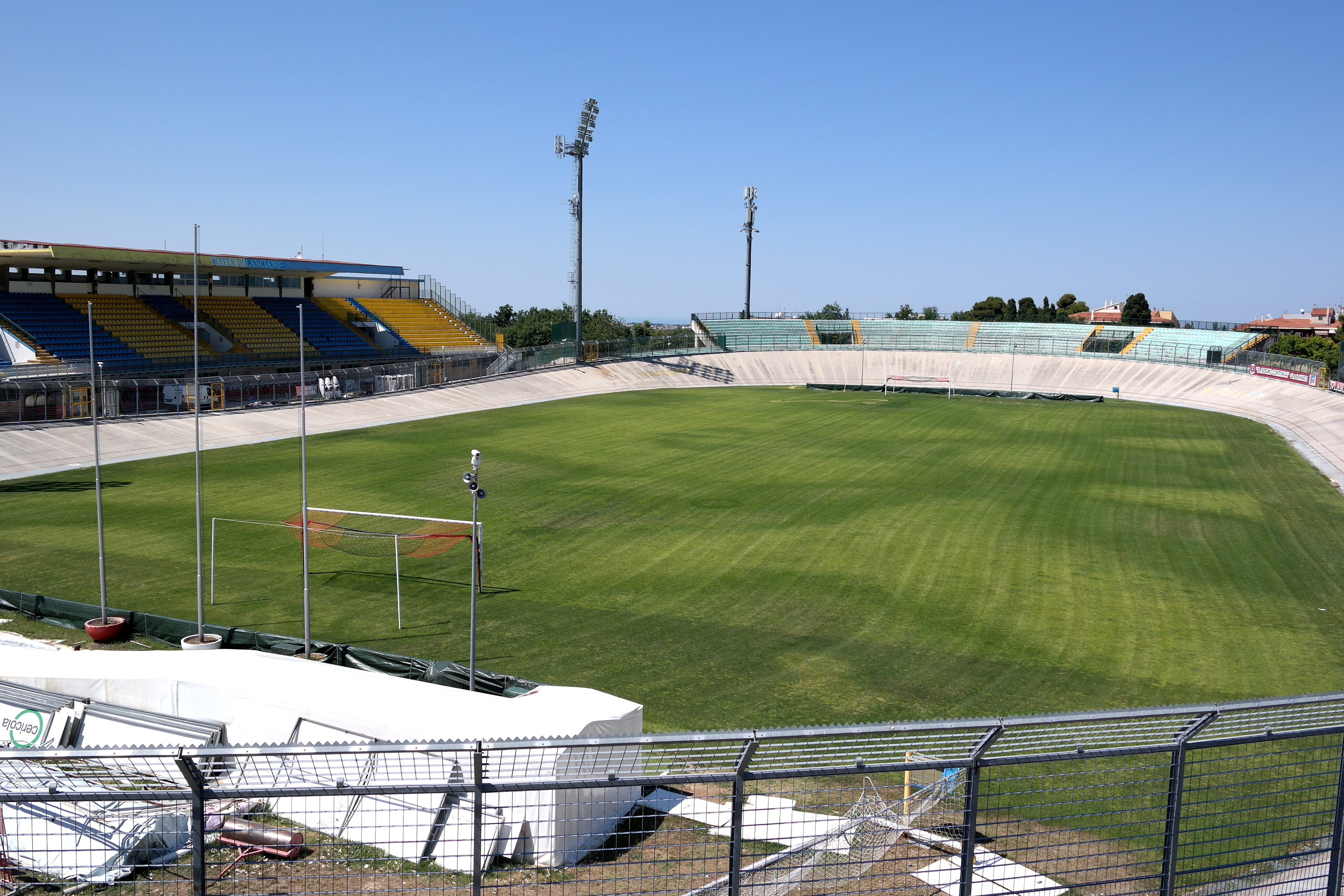
Stadio comunale "Guido Biondi"

La società di calcio Virtus Lanciano ha militato in Serie B dal 2012 al 2016, anno del fallimento.
La squadra che attualmente rappresenta la città al livello più alto è il Lanciano Football Club, che partecipa al campionato di Eccellenza regionale.
La società di calcio a 7 A.S.D. Lanciano Special è una squadra di ragazzi disabili iscritta al campionato FIGC della Divisione Calcio Paralimpico e Sperimentale.
Il circolo tennis Lanciano ha militato per 4 anni di fila nel campionato di A2. Ora milita in quello di serie B.
Nel campionato di serie C di pallavolo, sia maschile che femminile, milita il Lanciano All Stars Volley.
Nel campionato di serie C di pallanuoto, milita il Lanciano.
Nel campionato C Gold Nazionale milita l'Unibasket Lanciano.
Nel campionato di serie D regionale di pallacanestro milita l'Azzurra Basket Lanciano.
Lanciano è stata più volte arrivo di tappa del Giro d'Italia di ciclismo:
- 1932: 6ª tappa Teramo-Lanciano, vinta da Learco Guerra;
- 1935: 8ª tappa L'Aquila-Lanciano, vinta da Learco Guerra;
- 1938: 9ª tappa Napoli-Lanciano vinta da Giordano Cottur;
- 1973: 10ª tappa, vinta da Eddy Merckx;
- 1981: 4ª tappa, vinta da Mario Beccia;
- 1997: 6ª tappa, vinta da Roberto Sgambelluri;
- 1999: 7ª tappa, vinta da Jeroen Blijlevens.

### Impianti sportivi
- Stadio Comunale "Guido Biondi" (con annesso velodromo)
- Palazzetto dello sport
- Pista di atletica "Stefano Orecchioni" (con annesso campo da calcio)
- Campo "Lucio Memmo"
- Campo "Marcello Di Meco"